# Decrets de Nova Planta

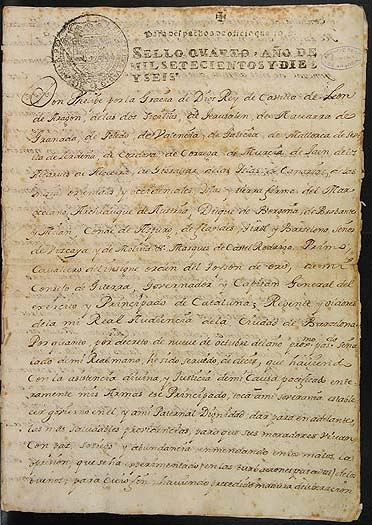
Reial Cèdula 16-I-1716 que comunica al Capità General de l'Exèrcit a Catalunya el Reial Decret 9-X-1715 amb la Nova Planta —nova estructura— de la Reial Audiència de Catalunya, que a partir d'aleshores quedà sota la seva presidència en tots els afers governatius i d'administració, convertint-lo en l'executor de la «reial voluntat» sobre el territori.

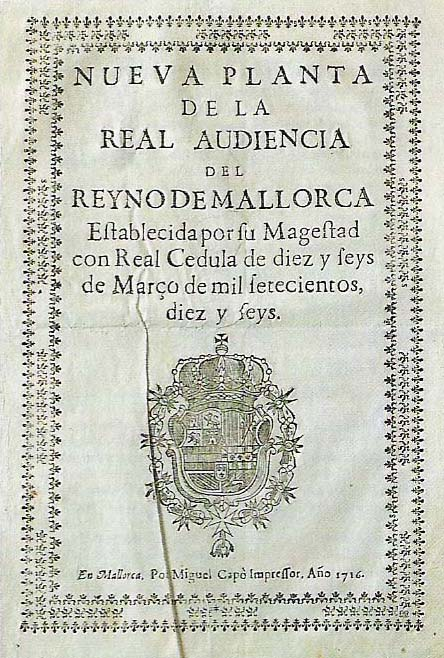
Reial Cèdula de 16-III-1716 Nova Planta de la Reial Audiència del Regne de Mallorca.

Els Decrets de Nova Planta són el conjunt de lleis sancionades i promulgades per Felip V a l'inici del seu regnat —el primer decret és del 1701, i el darrer del 1719— que implantaren el règim absolutista a la Monarquia d'Espanya. Amb totes aquestes lleis el monarca borbònic s'arrogà la sobirania dels regnes invocant un dret diví. Fins aleshores la Monarquia d'Espanya s'havia governat mitjançant un sistema de consells deliberatius i col·legiats —règim polisinodial—, que amb els decrets de Nova Planta quedà extingit i s'imposà un nou règim de secretaries d'Estat —executiu i jeràrquic— que es fonamentava en darrer terme en la «reial voluntat» del monarca com a font de tota sobirania.
Aquestes lleis absolutistes provocaren —entre altres causes—, que el 1705 els estats de la Corona d'Aragó s'aixequessin en armes contra Felip V proclamant com a nou monarca espanyol a Carles d'Àustria, fet que provocà que la Guerra de Successió Espanyola (1701-1715) —fins aleshores només una guerra internacional—, es convertís en una guerra civil entre territoris espanyols. Però al llarg de la guerra les tropes fidels a Felip V reconqueriren els estats de la Corona d'Aragó —el regne de València i el regne d'Aragó caigueren el 1707, Catalunya el 1714 i Mallorca el 1715—, i aleshores Felip V invocant el «dret de conquesta», acusant-los de «rebel·lió», i manifestant la voluntat de «reduir tots els seus regnes a les lleis de Castella», abolí els Furs i les Constitucions dels estats de la Corona d'Aragó, quedant derogades també les institucions constitucionals que fins aleshores havien compartit amb els monarques espanyols la sobirania.
D'aquesta manera la Monarquia d'Espanya, que s'havia forjat com una monarquia composta per l'agregació de diferents i diversos estats moderns per la via matrimonial, quedà reduïda a un únic, uniforme i centralitzat corpus jurisdiccional, legislatiu i polític basat en les lleis de Castella i supeditat —absolutament— al monarca borbònic de qui emanava, en darrera instància, tota font de sobirania; només en quedaren al marge els territoris de Navarra, País Basc i Aran, que per la seva fidelitat a la Casa de Borbó obtingueren el privilegi de preservar el seu estatus jurídic i polític anterior a la guerra —els drets històrics.
Aquest conjunt de lleis pren el nom genèric de Decrets de Nova Planta a partir d'uns reials decrets específics que establien una «Nova Planta» —nova estructura— a les institucions constitucionals anteriors a la guerra a fi que fossin reduïdes com a instruments per a implantar l'absolutisme. La Monarquia Absoluta Borbònica resultant fou organitzada territorialment en 21 províncies, dividides al seu torn en corregiments. Als estats de la Corona d'Aragó la Nova Planta de les reials audiències posà aquestes institucions judicials sota l'autoritat dels Capitans Generals de l'Exèrcit, de manera que aquestes esdevingueren les institucions d'administració territorial borbòniques a través de les quals s'executava la «reial voluntat» del monarca resident a Madrid. Parell a la seva funció executiva, les Reials Audiències continuaren desenvolupant la seva tasca pròpiament judicial aplicant el dret civil propi, excepció feta de València, on s'instaurà el dret civil castellà.
La primera reivindicació dels extints estats de la Corona d'Aragó denunciant el règim absolutista resultat de la Nova Planta fou el memorial de greuges anomenat Representació (1760). Els Decrets de Nova Planta que implantaren l'absolutisme a la monarquia espanyola quedaren derogats quan col·lapsà l'Antic règim absolutista i es posà fi definitivament a la Monarquia Absoluta Borbònica (1833) un segle després de la seva imposició, quedant instaurat el Regne constitucional d'Espanya; la derogació dels decrets de Nova Planta i del règim absolutista fou ratificada legalment per la Constitució Espanyola de 1837. Si des de l'edat mitjana i la modernitat històrica la sobirania havia estat compartida entre el monarca i el regne a través de les Corts, i després del 1714 amb els Decrets de Nova Planta el monarca s'havia apoderat absolutament de la sobirania al llarg de tot un segle, amb la Constitució Espanyola de 1837 la sobirania retornava finalment i definitivament a la nació, quedant consagrat a partir d'aleshores el principi de la sobirania nacional.
Això no obstant, però, l'establiment d'un estat liberal no suposà la recuperació del sistema constitucional propi dels altres estats de la Corona d'Aragó, sinó que consagraren el Regne constitucional d'Espanya com un règim polític únic, uniforme i centralitzat, herència directa de l'antiga Monarquia Absolutista Borbònica, i que només reconeix a una única nació, la Nació Espanyola. Al llarg del segle xx s'assajaren diversos mètodes de descentralització administrativa com ara la Mancomunitat de Catalunya o la Generalitat republicana, però no fou fins a la promulgació de la Constitució Espanyola de 1978 i l'aprovació dels Estatus d'Autonomia quan es consolidà l'actual sistema espanyol de descentralització politicoadministrativa en comunitats autònomes, sempre basat en darrera instància en què la sobirania emana d'una única i uniforme Nació Espanyola ja des del 1812, ratificada el 1837, i actualment vigent des del 1978 —excepció feta dels territoris amb drets històrics. Així doncs, malgrat que els decrets de Nova Planta quedaren abolits per les constitucions espanyoles i la sobirania retornà al poble després d'un segle de règim absolutista, els estats de la Corona d'Aragó mai no han recuperat la seva pròpia sobirania que els fou llevada entre el 1707 i el 1714 per la força de les armes, ni les seves institucions de govern han recuperat la seva potestas suprema que emanava d'aquesta sobirania.

## La Monarquia d'Espanya amb la Casa d'Àustria
La Monarquia d'Espanya fou fins al 1714 una monarquia composta, un tipus de monarquia configurada per l'agregació de diversos estats que amb les seves estructures polítiques, ordenaments jurídics i institucions pròpies estaven governats pel mateix monarca de la Casa d'Àustria segons el principi Aeque principaliter. Lleis, idiomes, sistemes polítics i costums eren vigents a cada territori i el monarca hi governava ostentant el títol nobiliari corresponent -ja fos rei, duc, marquès o comte-, respectant la diversitat jurisdiccional i regint-se per la constitució política de cadascun d'aquests de manera que el seu poder variava d'un estat a un altre.

### Monarquia composta
La Monarquia d'Espanya s'havia gestat com una unió dinàstica entre les Cases reials d'Aragó i de Castella pel matrimoni entre Ferran II d'Aragó i Isabel I de Castella (1469). El matrimoni no produí una unió jurídica de les dues corones sinó que els límits de la unió dinàstica quedaren establerts per la Concòrdia de Segòvia (1475), que delimitava les competències dels dos Reis Catòlics establint que els ocupants de les dues corones reunirien els seus estats in persona regis. Constituïen així una monarquia composta on tant la Corona de Castella com la Corona d'Aragó mantindrien les seves institucions de govern, les seves formes jurídiques pròpies, i no es podrien aplicar les lleis d'una corona en l'altre: era la Monarquia Catòlica. Però el matrimoni no reeixí a engendrar un successor masculí pels seus estats, els quals recaigueren per herència a un dels seus nets, el futur emperador Carles V, que també heretà diverses possessions a Europa i esdevingué emperador del Sacre Imperi Romanogermànic. L'emperador governà des d'Europa amb una visió universal orientada a la defensa de la fe catòlica davant l'Islam i la Reforma Protestant. Però la Revolta de les Comunitats de Castella el 1520 evidencià el descontentament que hi havia a la Corona de Castella amb aquesta Monarquia Universal. Serà el seu fill Felip II qui, malgrat la dimensió supranacional d'una monarquia que abastava Europa, Amèrica, Àsia i Àfrica, fixarà la seva cort a Espanya, començarà a governar des d'una perspectiva espanyola i pels interessos espanyols, i en la qual la Corona de Castella ocuparà l'eix central per ser la que tenia la base econòmica i humana més nombrosa. La Monarquia d'Espanya la formaven aleshores la Corona de Castella —inclòs el regne de Navarra—, els regnes d'Índies, que eren una possessió personal del monarca però que jurídicament estaven lligats a Castella, la Corona d'Aragó —regne d'Aragó, regne de València, regne de Mallorca i Principat de Catalunya—, el regne de Portugal amb les seves possessions colonials, els territoris italians —regne de Sicília, Regne de Nàpols, regne de Sardenya i Còrsega, ducat de Milà, marquesat de Finale i Presidis de Toscana—, i els territoris de l'herència borgonyona —Borgonya, Artois, Luxemburg, Franc Comtat i Flandes.

### Règim polisinodial

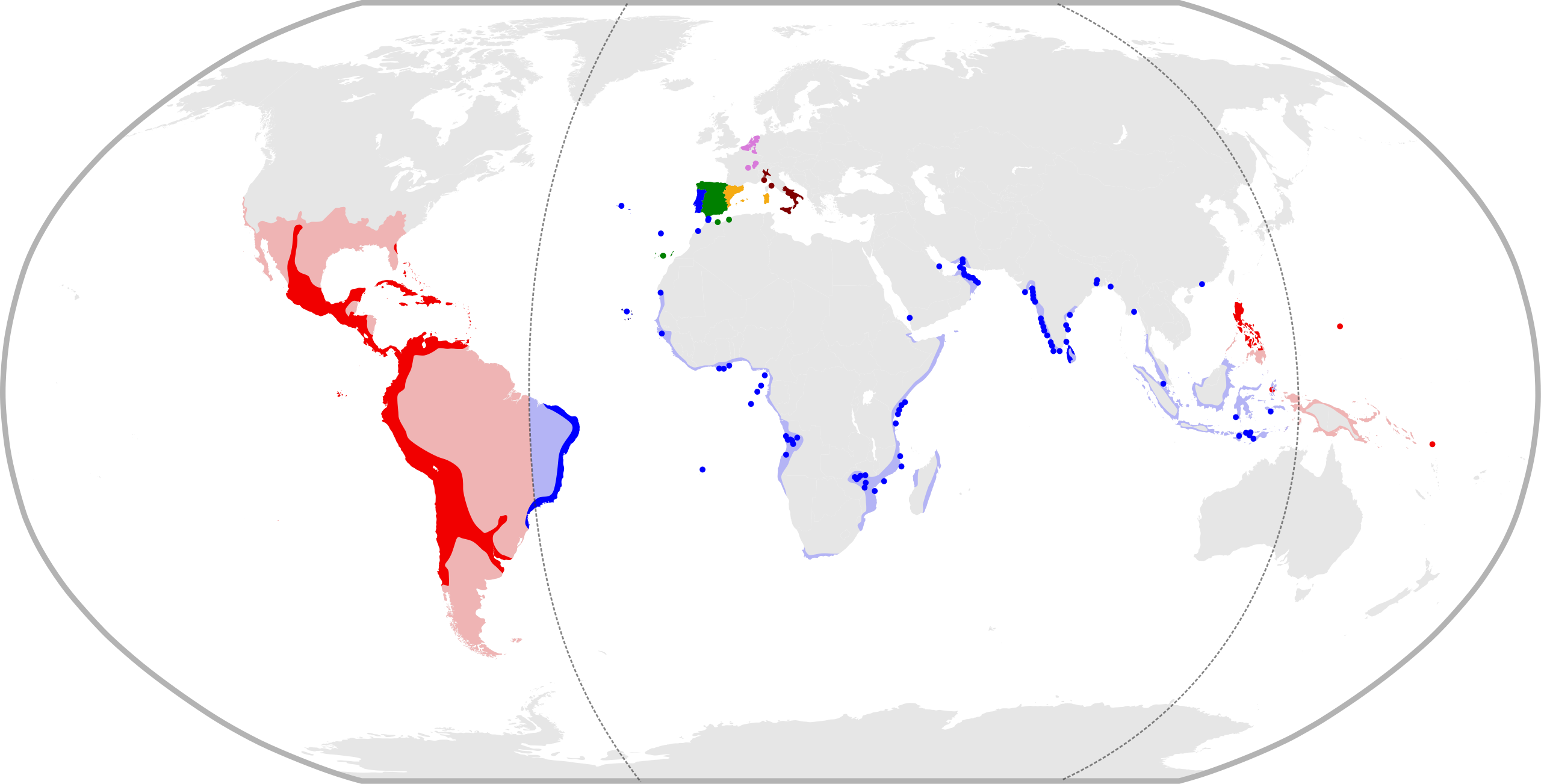
La Monarquia d'Espanya fou uns monarquia composta configurada per un conjunt de dominis territorials que compartien el mateix monarca i on cadascun dels estats mantenia el seu idioma, lleis, i sistemes polítics propis. Cada conjunt territorial tenia un àmbit administratiu i jurisdiccional diferenciat, i el monarca hi governava assessorat per un Consell territorial específic per a cada domini territorial.
Territoris adscrits al Consell de Castella
Territoris adscrits al Consell d'Aragó
Territoris adscrits al Consell de Portugal
Territoris adscrits al Consell d'Itàlia
Territoris adscrits al Consell d'Índies
Territoris adscrits al Consell de Flandes

Per a la governació d'aquest conglomerat d'estats que formaven la Monarquia d'Espanya el monarca comptava amb el suport de l'aristocràcia, que estava obligada a donar-li auxilium et consilium, i a tal efecte es bastí un sistema de Consells que assessoraven al monarca —règim polisinodial. Els Consells els formaven majoritàriament membres de l'aristocràcia nomenats pel mateix monarca i sense cap mena de retribució que es reunien per deliberar sobre un assumpte i un cop presa una resolució «elevaven la consulta» en forma de consell, i finalment el monarca decidia acceptar-lo o ignorar-lo. Existien dues categories de Consells; d'una banda hi havia els «Consells d'estat» o temàtics, que assessoraven en matèries que afectaven al conjunt de la Monarquia d'Espanya: el Consell d'Estat, encarregat d'aconsellar en política internacional, el Consell de la Inquisició, en matèria religiosa i amb jurisdicció en tots els territoris de la Monarquia, i el Consell d'Hisenda, que tenia per objectiu recaptar impostos i administrar-los. L'altre gran bloc el formaven els «Consells de govern» o territorials, que s'ocupaven de la resolució de conflictes relacionats amb un territori específic. El Consell de Castella s'encarregava dels temes de govern de la Corona de Castella, esdevinguda la columna vertebral de la Monarquia d'Espanya des de Felip II, i on des de la derrota del Revolta de les Comunitats de Castella el monarca tenia menys traves constitucionals per exercir la seva sobirania i per exercir-hi una major pressió impositiva -excepció feta dels territoris forals-. Seguien el Consell d'Aragó, el Consell d'Itàlia, el Consell de Flandes i el Consell de Portugal. Cadascun d'aquests territoris tenia les seves pròpies lleis i unes limitacions a l'exercici del poder reial més severes que en el cas castellà. El Consell d'Índies esdevingué un cas de consell mixt, tant territorial i temàtic, on el monarca exercia la seva jurisdicció sobre els regnes castellans d'Índies que eren una possessió personal de la corona i alhora eren el territori més important en termes geogràfics i econòmics.

### «I si no, no!» La defensa del sistema constitucional de la Corona d'Aragó
Al segle xvi, però, sorgiren tensions entre el monarca i les institucions de la Corona d'Aragó en tant que els furs posaven límits a la seva sobirania. Tot al llarg del segle, el Plet del virrei estranger enfrontà les institucions del regne d'Aragó amb la Corona espanyola; els constitucionalistes aragonesos bastiren tot un corpus historiogràfic i icònic a fi de legitimar el seu discurs en defensa dels furs davant les tesis cesaristes; així aparegué la llegenda dels Furs del regne de Sobrarbe, que assegurava que un rei només podia ser rei si jurava respectar els furs, i en cas contrari no podia ser rei: «I si no, no!» era la frase amb la qual acabava el jurament, fórmula equivalent a la màxima: «¡En Aragón fueron antes leyes, que reyes!» (en català, «A Aragó hi hagué abans lleis que reis!»). La tensió acabà esclatant el 1590 quan Antonio Pérez del Hierro, un secretari reial de Felip II que havia estat empresonat acusat de traïció, va fugir de la presó de Madrid cap al regne d'Aragó i va invocar, al·legant la seva ascendència aragonesa, al Privilegi de manifestació. Aquest privilegi era exercit pel Justícia d'Aragó i emparava als aragonesos protegint a un acusat quan aquest denunciava injustícia per part dels oficials reials. El conflicte degenerà en una revolta contra el rei coneguda amb el nom d'Alteracions d'Aragó, que finalitzà amb l'execució dels caps constitucionalistes aragonesos i l'esquarterament del poder foral, tant del Justícia d'Aragó, com de la Generalitat d'Aragó. Al segle xvii continuaren les pressions que tensionaren el model de monarquia composta i règim polisinodial propi de la Monarquia d'Espanya. El 1626 el privat de Felip IV el comte duc d'Olivares proposà la «Unión de Armas», un organisme militar que pretenia fer contribuir tots els regnes de la monarquia al manteniment d'un exèrcit de 140.000 homes per a les guerres de Flandes, mercat de la indústria llanera de la Corona de Castella, i que després de més d'un segle de guerres ininterrompudes havia passat de ser la corona espanyola més rica a la més empobrida. La pulsió entre la corona i els límits constitucionals acabà esclatant enmig de la Guerra dels Trenta Anys, que enfrontava la Monarquia d'Espanya i França. El 1640 es produí un sollevament a Barcelona conegut amb el nom de Corpus de Sang, que donà lloc a la separació del Principat de Catalunya de la monarquia i desembocà en la Guerra dels Segadors; els mateixos passos seguí el regne de Portugal, que restaurà una dinastia pròpia separant-se definitivament de la monarquia espanyola, i un altre sollevament es produí al Regne de Nàpols. Aprofitant aquest context de crisi interna, França passà a l'ofensiva i envaí els Països Baixos Espanyols a Flandes, obtinguent una victòria decisica a la batalla de Rocroi (1643) que suposà la caiguda en desgràcia del comte duc d'Olivares i la fi de l'hegemonia espanyola a Europa.

### Crisi successòria i «Balança de poder» a Europa
Després de la caiguda d'Olivares, Felip IV va nomenar a Luis Méndez de Haro com a nou primer ministre i el seu objectiu se centrà a acabar amb els conflictes interns de la monarquia espanyola i aconseguir la pau a Europa. Felip IV morí el 1665 i fou succeït pel seu fill Carles II de Castella (1665-1700), qui esdevindria el darrer monarca espanyol de la Casa d'Àustria. El seu regnat es veié caracteritzat per les guerres contínues que la França absolutista de Lluís XIV llançà contra les possessions de la monarquia espanyola a Europa. A la Guerra de Devolució (1667–1668) seguí la Guerra francoholandesa (1672-1678), i després la Guerra de la Lliga d'Augsburg (1688-1697). Amb aquelles guerres França esdevingué la primera potència europea i la Monarquia d'Espanya hagué de recórrer a aliances amb les altres potències emergents —Anglaterra i Holanda—, incapaç ja de defensar per si sola els seus dominis europeus. Es forjà en aquelles guerres, i en els subsegüents tractats de pau, el concepte de la «Balança de poder» que proposava que, per mantenir la pau a Europa, s'havia d'evitar que cap de les potències fos més poderosa que les altres, mantenint-se així en equilibri. Però la mort sense hereus de Carles II amenaçava la «balança de poder» a Europa, perquè tant si la Monarquia d'Espanya requeia en la Casa de Borbó, com si requeia en la Casa d'Àustria, en tots dos casos es formaria una nova superpotència tant poderosa que trencaria la «Balança de poder». A fi d'evitar aquesta situació, i una nova guerra, França i les potències emergents —Anglaterra i Holanda— consensuaren tractats de repartiment trossejant la Monarquia d'Espanya en àrees d'influència per quan morís Carles II. Per contra, l'única preocupació dels mandataris espanyols era mantenir la unitat territorial de la Monarquia d'Espanya. A Madrid les intrigues cortesanes corrien paral·leles entre els partidaris del «partit francès», la Cábala, que encapçalada pel cardenal Portocarrero i l'ambaixador francès duc d'Harcourt aconseguiren defenestrar dels càrrecs de govern als partidaris de la successió en la Casa d'Àustria i influïren decididament en la redacció final del testament de Carles II. Aquests consideraven que l'entronització de la Casa de Borbó i l'aliança amb la primera potència de l'Europa del segle xvii —la França absolutista de Lluís XIV— seria l'única manera de garantir la integritat territorial de la monarquia espanyola. Així, Carles II finalment nomenà hereu al duc Felip d'Anjou —Felip V— en tots els seus regnes, estats i senyories, però sota les condicions de renunciar al tron de França, jurar i respectar furs i constitucions, i mantenir la integritat territorial de la Monarquia d'Espanya. Carles II morí l'1 de novembre del 1700.

## Nova Planta: ideologies confrontades

### La sobirania dins la tradició hispànica:«Rex eris si recte facias, si non facias, non eris»

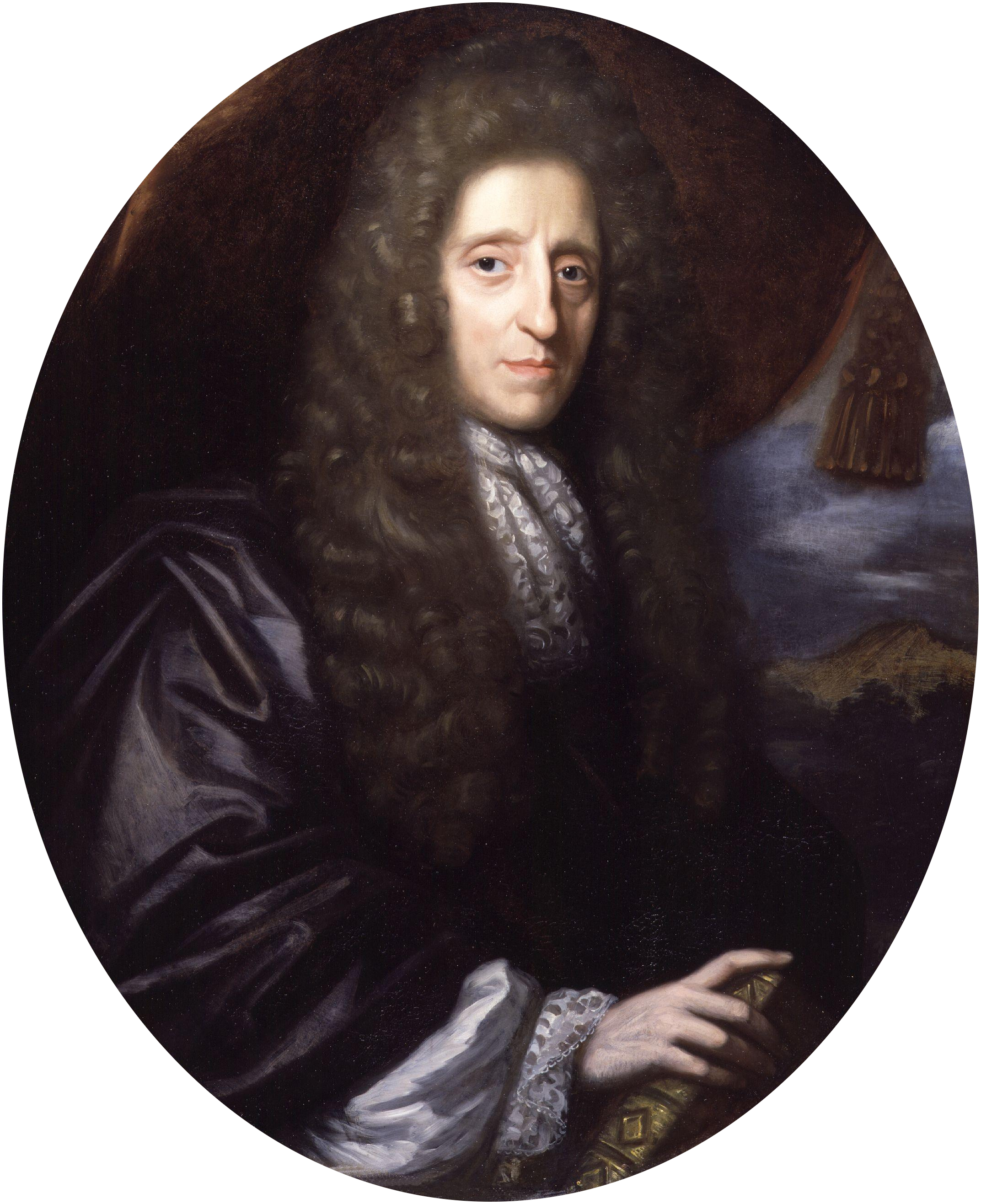
John Locke (1632-1704),
pare fundador del liberalisme modern.

La batalla ideològica que plantejava l'absolutisme borbònic radicava en el concepte de sobirania. En la tradició hispànica resultava essencial la diferenciació entre el rex —el rei— i el regnum —el regne. El regnum era el conjunt de cossos i persones que es reconeixien com una comunitat jurídica única, políticament independent, irreductible a qualsevol altra, dotada de les seves pròpies llei humanes, que havia delegat la sobirania derivada de la seva independència en un sobirà, el rex. El regnum tenia un territori, però el territori no era sinó el suport de la comunitat. El regnum tenia les seves pròpies institucions, el seu dret, els seus costums i les seves formes d'organització social. El regnum podia compartir el mateix sobirà amb un altre regnum, però tanmateix es mantenia totalment independent. El regnum controlava al rex per la via de les Corts, a través de les quals negociava un «pactum» i on podia modificar el conveni de sobirania amb el rex. En aquest requeia efectivament la potestas (poder) per gràcia divina, però l'exercia amb la consideració de funció pública i atenyent-se sempre a la lex et consuetudes —la llei (furs) i consuetuds (usos i costums)—, que determinaven el marc de relacions entre el rex i el regnum. Dita concepció política es concloïa en la màxima «Fueron antes leyes, que reyes!», elaborada des de l'escolàstica i estructurada pel tomisme, el baluard del qual en fou a la Península l'Estudi General de Barcelona, clos efectivament per l'absolutisme borbònic després de la Guerra de Successió.

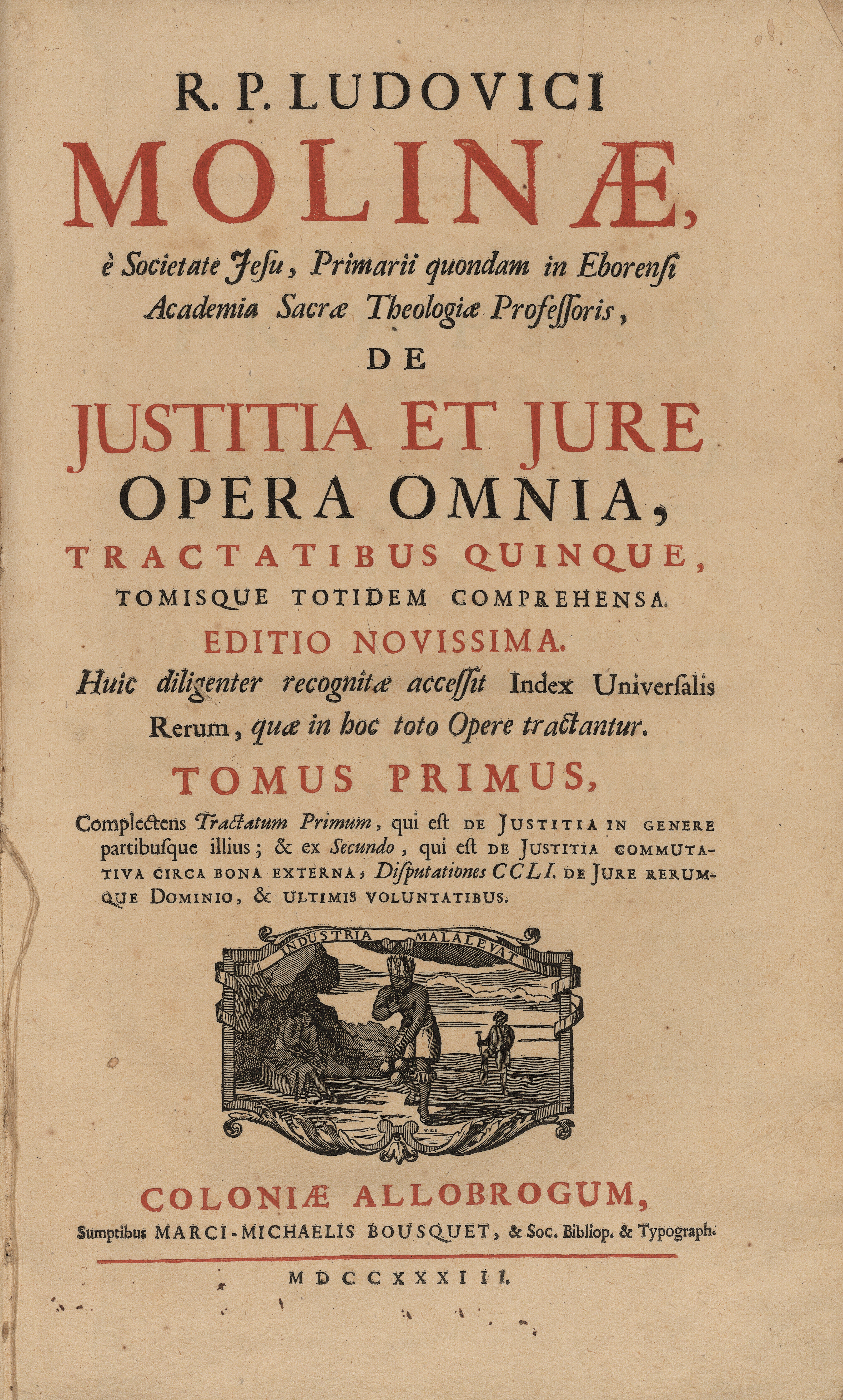
De iustitia et iure, 1733

Dins el mateix corrent de pensament tomista, el jesuïta Luis de Molina (De Iustitia et Iure, 1593-1600) formulà la tesi que el poder no resideix en el sobirà, el qual tan sols exerceix la sobirania com a administrador, sinó en el conjunt dels administrats. També dins l'escola de Salamanca, Francisco Suárez (Tractatus de legibus ac Deo legislatore, 1612) teoritzà el concepte de «pacte social» analitzant profundament el concepte de sobirania, concloent que el poder havia estat donat per Déu a tota la comunitat política. Suárez fou llegit per Gottfried Wilhelm Leibniz qui, també des de l'escolàstica, desenvolupà la teoria política dual on justificava la pluralitat de sobiranies (De Jure suprematus, 1679). El també jesuïta Juan de Mariana (De rege et regis institutione, 1599), seguint les idees d'Erasme de Rotterdam (Enchiridion militis christiani, 1504), ja havia exposat com havia de ser una monarquia i quins eren els deures del rei, i inspirant-se en Sant Tomàs d'Aquino justificava la revolució i l'execució d'un rei si aquest abusava de la sobirania que li havia estat delegada i es convertia en un tirà. A França, però, l'obra de Mariana fou cremada solemnement el 1610 per considerar-la subversiva després de l'assassinat d'Enric IV de França (†1610).

### Absolutisme o Liberalisme

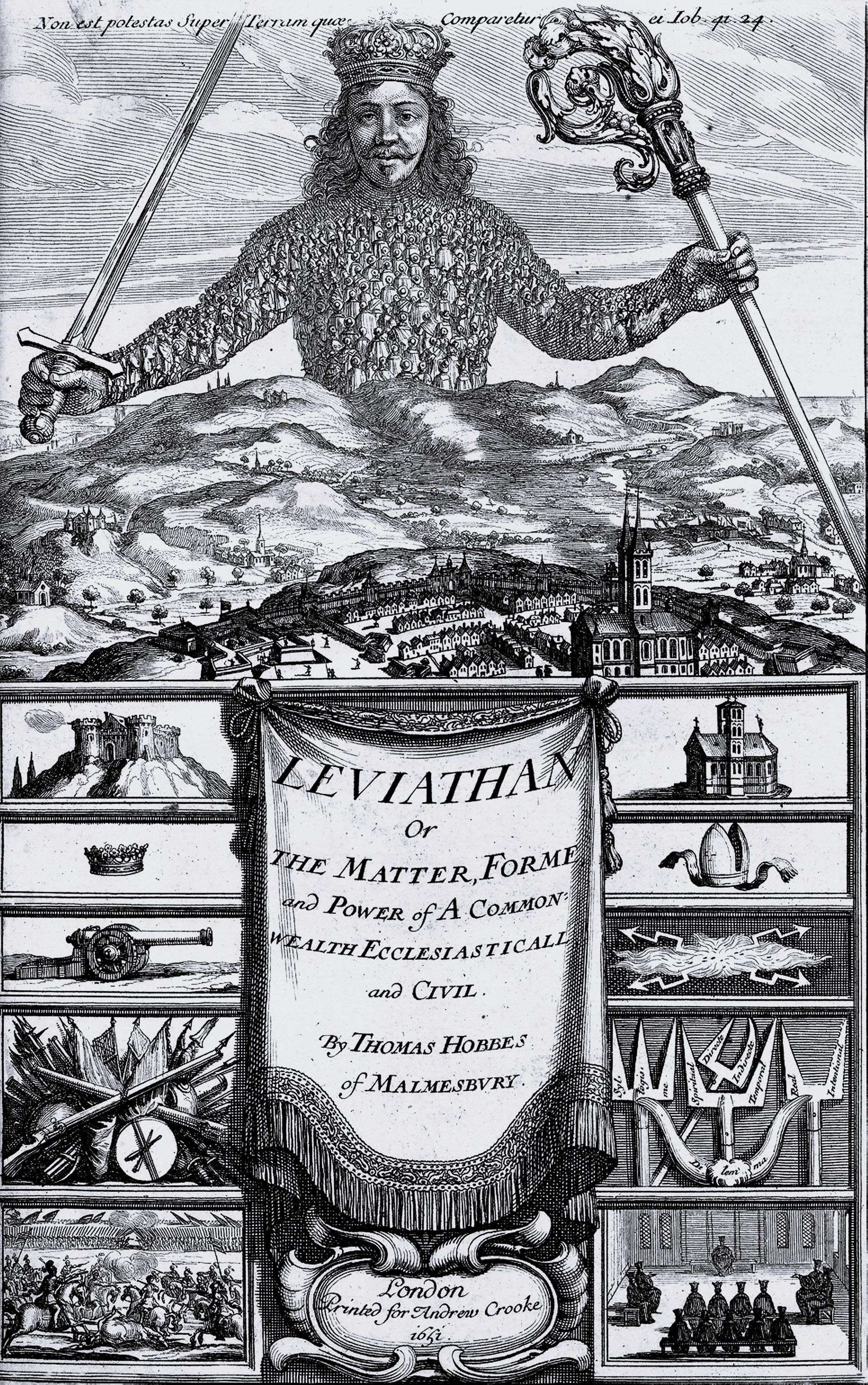
El Leviathan (Thomas Hobbes, 1651) argumenta la necessitat d'un sobirà fort com a garant de l'ordre i la seguretat davant la tendència dels homes a la guerra.

Fou a França on aparegué un dels primers teòrics de l'absolutisme, Jean Bodin, que analitzà el concepte de sobirania (Six livres de la République, 1576); els seus plantejaments foren replicats per Étienne de La Boétie al Discours de la servitude volontaire ou Contr'un (1576), on es qüestionava la legitimitat de qualsevol autoritat i analitzava les raons de la submissió voluntària dels homes, prefigurant així la teoria del contracte social i advertint contra la tirania. La teoria del contracte social, però, fou articulada de manera formal a Anglaterra per Thomas Hobbes (Leviatan, 1651), que opinava que els homes en el seu estat natural tendien a la guerra, i per això decideixen signar un pacte social pel qual renuncien a la seva llibertat per cedir-la voluntàriament a un sobirà fort —el Leviathan— perquè governi en el seu nom a canvi d'obtenir ordre i seguretat; inferia doncs que la llibertat i la pau eren incompatibles degut a la mateixa natura de l'home, però al mateix temps mostrava que l'origen del poder d'un sobirà no era diví, sinó una concessió de la sobirania cedida pel poble. La necessitat del Leviathan fou refutada per John Locke (Two Treatises of Government, 1689) afirmant que la sobirania emana del poble i amb un contracte social delega el poder executiu en un sobirà que pot ser controlat pel Parlament. John Locke influí poderosament en la Revolució Gloriosa (1688) que esclatà a Anglaterra per derrocar l'absolutisme de Jaume II i la imposició de la Bill of Rights de 1689 a l'aspirant a la successió al tron Guillem d'Orange. Per contra, a França, el místic Pierre de Bérulle (Discours de l'État et des grandeurs de Jésus, 1623) ja havia estipulat davant Lluís XIII de França el dret diví de la monarquia. Un altre important teòric de l'absolutisme fou el cardenal Richelieu, que concebia la necessitat del rei en la raison d'État —raó d'estat—, concepte ja plantejat per Maquiavel (Il Principe, 1513) i amb el que es justificaven les mesures més enllà de la moral —maquiavèl·liques— que podia adoptar un governant, com a mal menor, si aquestes estaven encaminades a la preservació de l'Estat, esdevingut un bé superior en tant que era el garant de l'ordre i la seguretat. Però fou Lluís XIV de França qui encarnà en la seva sola persona la monarquia absoluta i divina borbònica, atribuint-se-li la frase L'État, c'est moi (L'Estat sóc jo); en la seva atribució absoluta de la sobirania estengué el droit de régale per tot França el 1673. Tant l'origen diví del poder del sobirà com el gal·licanisme foren ratificats durant el seu regnat per Jacques-Bénigne Bossuet (Discours sur l'Histoire universelle, 1681; Declaratio cleri gallicani, 1682). Però a les acaballes del segle xvii, a la mateixa França les tesis absolutistes ja foren rebatudes per François Fénelon (Les Aventures de Télémaque, 1699); i tot just a la mort Lluís XIV de França el 1715, el duc Felip d'Orleans es feu amb la regència i intentà desballestar l'absolutisme borbònic instaurant un règim polisinodial —govern per Consells— comptant amb el mateix François Fénelon, el duc de Saint-Simon, el comte de Tessé, i el duc de Noailles entre d'altres, mentre Anglaterra després de la Revolució Gloriosa (1688) avançava cap al liberalisme i el desenvolupament econòmic, esdevenint la potència hegemònica durant els segles xviii i xix.
- Principis ideològics de l'absolutisme borbònic

- Monarca absolut: La sobirania està en mans d'una única persona, el monarca. El monarca no està supeditat a cap limitació institucional —Corts, Parlaments o Diputacions— i els actes positius de poder —legislació, jurisdicció i administració— es basen en darrera instància en la voluntat del monarca. El poder és únic, indivisible, inalienable i intransferible.
- Monarca diví: La sobirania recau en el monarca per la voluntat de Déu i aquest ha de respondre per les seves accions de govern només davant d'Ell. La sobirania no ha emanat de cap autoritat temporal i qualsevol intent de restringir el poder reial, ja sigui per part de l'aristocràcia, dels súbdits, o de cap altra forma d'autoritat existent, va en contra de la voluntat de Déu.
- Gal·licanisme: L'església francesa està sotmesa al monarca, al qual pertanyen les regalies, i la jurisdicció del Sant Pare de Roma es limita als temes espirituals. El gal·licanisme esdevingué llei quan el 1692 Lluís XIV de França reuní el clericat francès i declarà solemnement les Llibertats gal·licanes, que sotmetien totalment l'església francesa al domini del monarca absolut. La Santa Seu només emeté condemnes moderades per d'evitar que es repetís el cas d'Enric VIII d'Anglaterra i el cisma de l'anglicanisme.

## Nova Planta: protagonistes
Si bé els principis ideològics de l'absolutisme borbònic que es plasmaren en la Nova Planta provenien del segle anterior, la Nova Planta que s'implantà a la monarquia d'Espanya no fou fruit d'un pla predissenyat amb antelació, sinó que fou el resultat de les eventualitats de la guerra, les lluites de poder entre els cortesans que envoltaven a Felip V, les tenses relacions diplomàtiques amb la Santa Seu, i els tractes de favor als que s'havien mantingut lleials.

### Lluís XIV de França

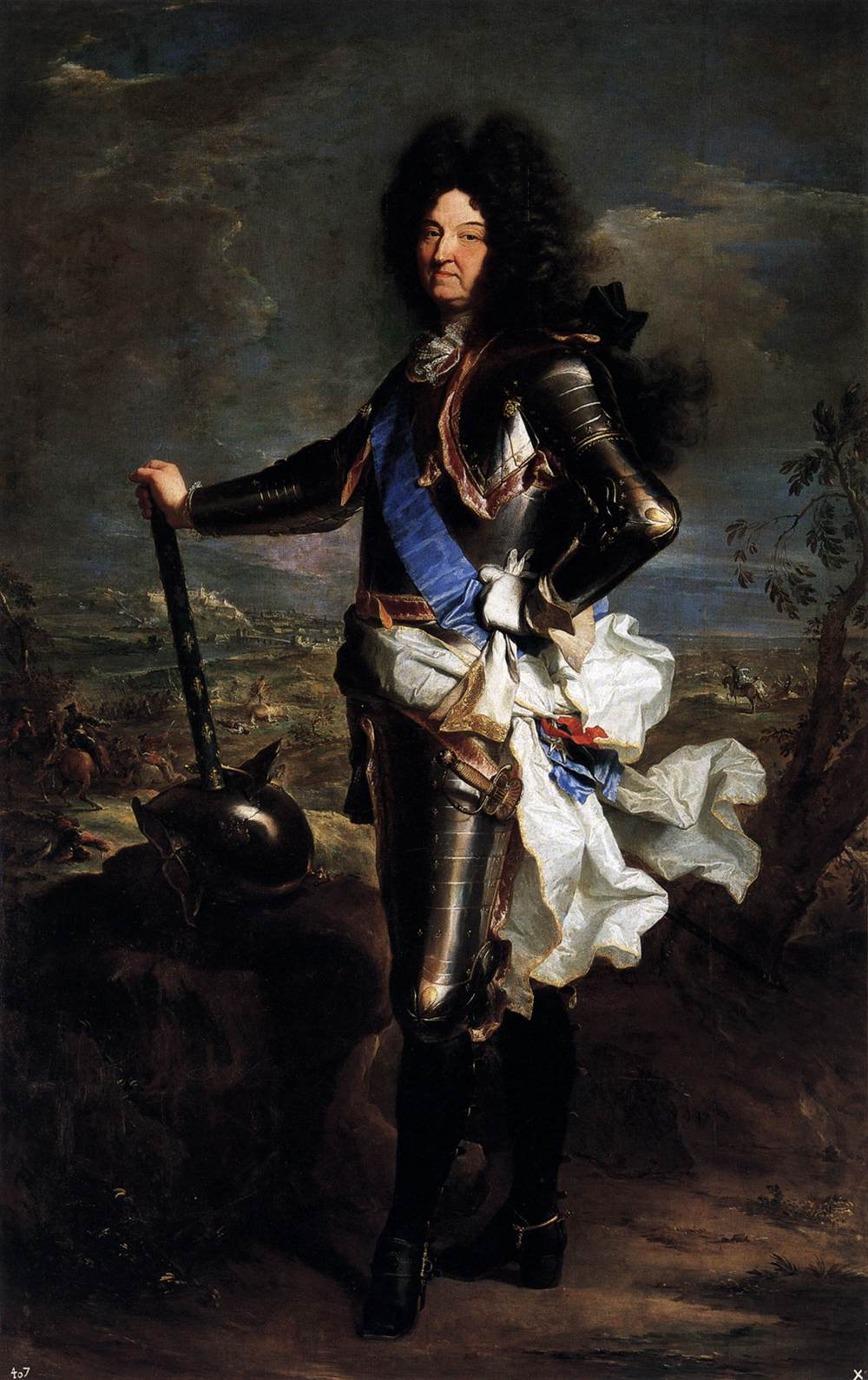
Retrat de Lluís XIV (1638-1715)
(Obra de Hyacinthe Rigaud, 1701)

Carles II, darrer monarca espanyol de la Casa d'Àustria, morí l'1 de novembre del 1700 i pocs dies després es feia públic el seu testament en el que nomenava hereu universal a Felip duc d'Anjou, net de Lluís XIV de França. En aquesta decisió hi havia tingut una influència decisiva el cardenal Portocarrero, favorable a l'entronització de la Casa de Borbó. Lluís XIV de França acceptà el testament tot i ser conscient que la Casa d'Àustria reivindicaria els drets de la nissaga per iniciar una guerra. Felip duc d'Anjou tenia 17 anys en accedir a la Corona d'Espanya i quedà sota la tutela política del seu avi, que esperava fer-ne un dòcil instrument al servei de la política francesa. Des de la primera instrucció el 3 de desembre de 1700 i per mitjà de successives missives, Luis XIV indicà al seu net com havia de governar la Monarquia d'Espanya, mentre els consellers francesos enviats a la cort vetllaven perquè les seves indicacions fossin dutes a la pràctica i es dirigís la monarquia espanyola des de Versalles. Davant la pugna entre espanyols i enviats francesos per dominar el gabinet de govern, el Despacho, Lluís XIV amonestà al seu net: «Com a mínim les vostres decisions s'han de prendre d'acord amb mi; i no haig d'insistir en que un dels meus representants estigui present al vostre gabinet». En una monarquia que caminava cap a l'absolutisme, el domini d'una sola persona, el monarca absolut, significava tenir el domini de tota la Monarquia. Lluís XIV es valgué aleshores (1705-1709) de l'ambaixador Michel-Jean Amelot, que amb la influent Cambrera major Princesa dels Ursins i el confessor personal del rei Pierre Robinet aconseguiren que no es prengués cap decisió sense la seva coneixença.

### Jean Orry
Lluís XIV de França va enviar Jean Orry (1652-1719), home de negocis francès, a la cort de Felip V perquè avalués la situació financera de la monarquia espanyola (agost-novembre de 1701). Hi retornà (juny-setembre de 1702) per determinar les reformes que serien necessàries a la Hisenda Reial per finançar la guerra, proposant la centralització total de la política tributària, la creació d'una oficina única de recaptació de rendes per finançar les tropes, i la uniformització fiscal en tots els regnes. Els seus projectes foren aprovats pels ministres francesos i retornà el desembre de 1702 per a implementar les seves polítiques. El 2 d'octubre de 1703 creà la Tresoreria Major de Guerra, organisme paral·lel a la Tresoreria Reial. Així mateix proposà la centralització de les decisions en el monarca, que serien executades a través de les Secretaries d'Estat, passant així del model deliberatiu consultiu basat en el Consells de la Monarquia d'Espanya, a un model executiu jeràrquic com en les Secretaries d'Estat franceses; aquestes serien ocupades per homes lleials a la Corona perquè d'ella se'n derivaria el seu poder. Després de la desastrosa campanya militar d'invasió de Portugal (1704), Orry fou retirat de la cort conjuntament amb la Princesa dels Ursins. Hi foren novament enviats a principis de 1705 sota les ordres de l'ambaixador Michel-Jean Amelot, i Orry reinstaurà les seves mesures i continuà incrementant la recaptació d'impostos per pagar a les tropes i les provisions del bàndol borbònic. El maig de 1705 van ser creats els càrrecs de Secretari de Guerra i d'Hisenda, i va continuar els seus esforços per portar l'administració de la Hisenda cap al control ple del monarca i la recuperació de la propietat reial que havia estat venuda o robada. Després del fracàs en el setge de Barcelona (1706), fou destituït novament i cridat a Versalles. No retornà fins a l'abril de 1713, on per acabar amb les seves propostes ell mateix va redactar el Reial Decret 23-XII-1713, pel qual les tradicionals Corts van ser centralitzades i es va dividir Espanya en 21 províncies. Els Consells Territorials van ser reemplaçats per un Intendent que es trobava directament sota el comandament d'Orry, que finalment va ser destituït el 7 de febrer de 1715 en caure en desgràcia la seva valedora davant Felip V, la Cambrera major Princesa dels Ursins. Amb el nou matrimoni de Felip V, la seva muller Isabel de Farnesio va portar el mateix favorit, el cardenal Julio Alberoni. Tot i que determinades reformes d'Orry no van sobreviure a la seva destitució, el seu successor Julio Alberoni va continuar les línies principals: uniformisme fiscal, centralització política a través de les Secretaries d'Estat, i jerarquització executiva a través de les intendències.

### Felip V

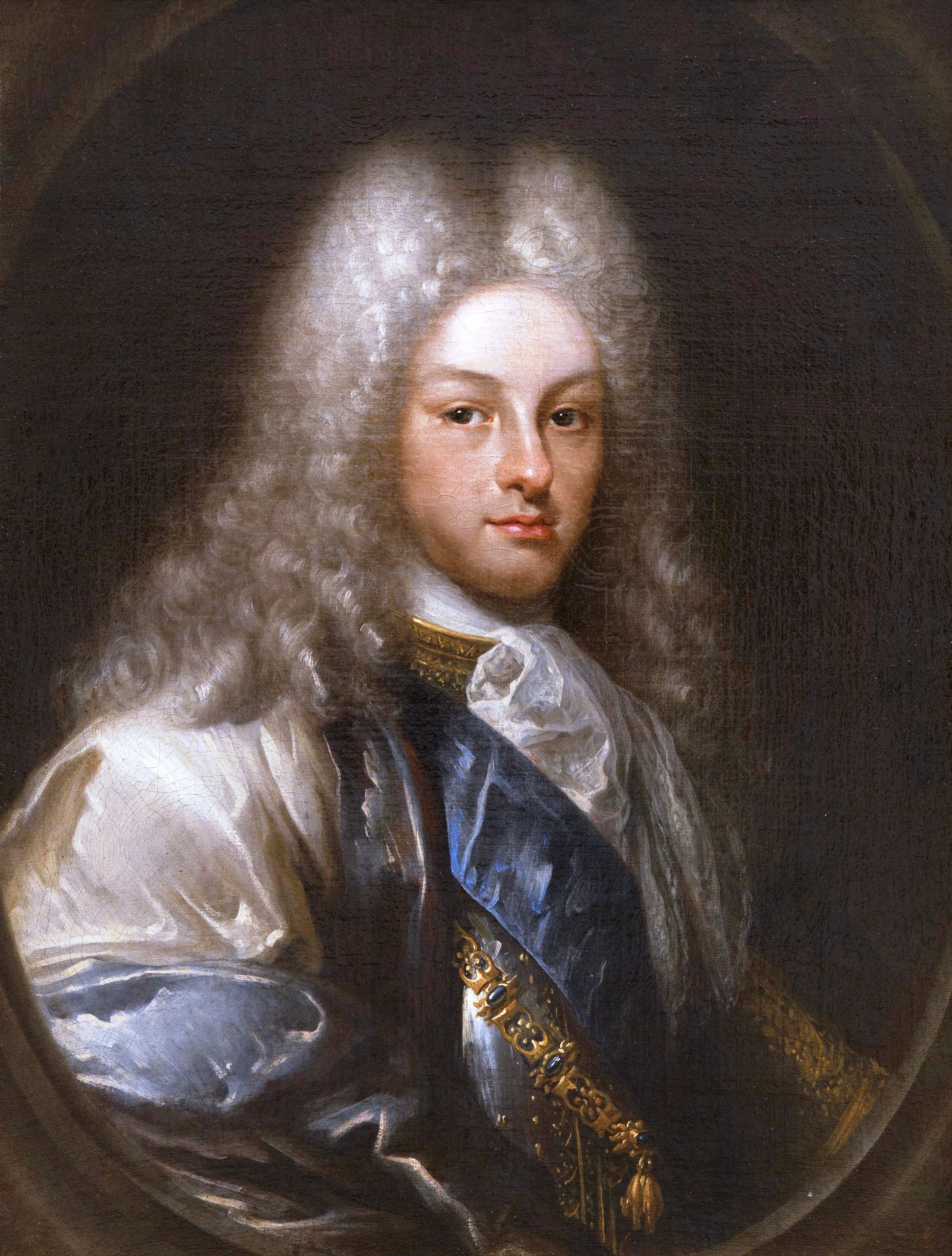
Retrat de Felip de Borbó
(Obra de Miguel Jacinto, c.1722)

El duc Felip d'Anjou (1683-1746), futur Felip V, s'havia criat a França amb els seus germans el duc Lluís de Borgonya (1682-1712) i el duc Carles de Berry (1686-1714), per bé que Felip d'Anjou fou educat «per no ser» rei. Als pocs mesos d'accedir al tron ja s'evidencià el seu desinterès pel govern i la seva enyorança vers Versalles i els seus germans, diguent d'ell el seu tutor el marquès de Louville: «És un rei que no regna, ni regnarà mai». Així mateix s'evidenciaren la seva personalitat apàtica i els hàbits taciturns. A això s'unia el seu caràcter desconfiat, tímid i retret, fet que va contribuir al fet que, malgrat ser el sobirà absolut, acabés essent esclau de les seves enèrgiques mullers; primer fou dominat per la reina Maria Lluïsa de Savoia amb l'ajut de la seva Cambrera major la Princesa dels Ursins (1701-1714), i després per la reina Isabel de Farnesio (1714-1746). El 1703 el seu avi Lluís XIV de França l'amonestà: «fa dos anys que governeu i encara no heu parlat com un governant, degut a la desconfiança en vos mateix». Dues dècades després res no havia canviat i el duc de Saint-Simon deia de Felip V: «té por de la societat i inclús d'ell mateix»; en el mateix sentit es pronunciava el marquès de San Felipe: «és de geni sospitós, i de tots desconfiat, inclús de si mateix i del seu propi dictamen». Un altre tret que el caracteritzà fou l'extrema religiositat, consultant diàriament i per escrit al seu confessor personal. L'altra faceta de Felip V era la malaltia mental recurrent que es manifestava en una malenconia aguda i un comportament anormal. El primer episodi greu es manifestà el 1717, quan el seu primer ministre Julio Alberoni advertí símptomes evidents d'histèria properes a la bogeria. El 1724 Felip V abdicà en el seu fill Lluís I, però la mort d'aquest un any després l'obligà a reprendre el tron. El 1727 patí una recaiguda mental encara més greu i a vegades perdia tot contacte amb la realitat, mossegant i cridant convençut que «ells» volien empresonar-lo, enverinar-lo o matar-lo. Durant la següent dècada els episodis de trastorn mental foren recurrents i el 1738 l'ambaixador britànic Benajim Keene informava que Felip V «es trobava desordenat de ment»; advertia que el seu únic consol era la música del cantant Farinelli, però que quan aquest deixava de cantar el monarca començava a proferir monstruosos gemecs, tot i que «es feia tot el possible per evitar que la gent fos testimoni de les seves bogeries». En els períodes que estava lúcid invertia els horaris, dormint durant el dia, despert de nit, i despatxant amb els ministres a altes hores de la matinada. Per a John Lynch (La España del siglo XVIII, 2005:69), Felip V fou un impediment pel bon govern, i de cap manera fou impulsor de cap reforma.

### Princesa dels Ursins

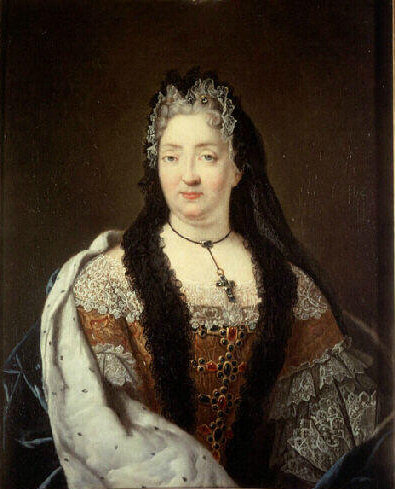
Retrat de la Princesa dels Ursins
(Obra de René Antoine Houasse, c. 1700)

Marie-Anne de La Trémoille, princesa dels Ursins (1641-1722) i cortesana francesa, feu valdre la seva amistat amb el duc de Noailles per a esdevenir Cambrera major de la jove reina i muller de Felip V Maria Lluïsa de Savoia. Es guanyà la seva confiança i, amb el suport d'aquesta i fent valdre l'amistat que tenia amb Madame de Maintenon, muller de Lluís XIV de França, es desfeu del Cardenal Portocarrero per a esdevenir la interlocutora directa entre la cort de Madrid i la de Versalles. També aconseguí el cessament de l'ambaixador francès a Madrid, el cardenal jesuïta César d'Estrées, però les pressions de l'orde sobre Lluis XIV i la seva arrogància provocaren que Felip V, seguint la voluntat del seu avi, l'acomiadés el 28 de juny de 1704. Llavors la Princesa dels Ursins anà a París on feu valdre novament la seva influència sobre les dones dels monarques borbònics recuperant el favor de Lluís XIV de França. El 1705, en tornar a la cort espanyola acompanyada del nou ambaixador francès a Madrid, Michel-Jean Amelot, el poder i la influència de la Princesa dels Ursins fou absolut; l'ambaixador Amelot pogué prosseguir amb la implantació política de l'absolutisme a la Monarquia d'Espanya mentre la Princesa dels Ursins i el confessor personal de Felip V, Pierre Robinet, vigilaven perquè aquest no prengués cap decisió sense la supervisió de Lluís XIV de França.

### Michel-Jean Amelot
Michel-Jean Amelot, marquès de Gournay (1655-1724), fou un aristòcrata, diplomàtic i polític francès. Nomenat ambaixador francès a Madrid, arribà a la cort de Felip V el 1705. Amelot controlà el Despacho i es convertí en una figura clau en la implantació de l'absolutisme a la Monarquia d'Espanya. Redactà de la seva mà, conjuntament amb el seu protegit Melchor Rafael de Macanaz, el Reial Decret de 29-VI-1707 que abolia els Furs aragonesos i els Furs valencians. El recel que va suscitar entre l'aristocràcia castellana d'una banda, i les pressions exercides per Lluís XIV en la conferència de Geertruidenberg perquè Felip V renunciés a la corona d'Espanya de l'altra, portaren a la seva retirada de l'ambaixada francesa a la cort de Felip V el 1709.

### Melchor Rafael de Macanaz

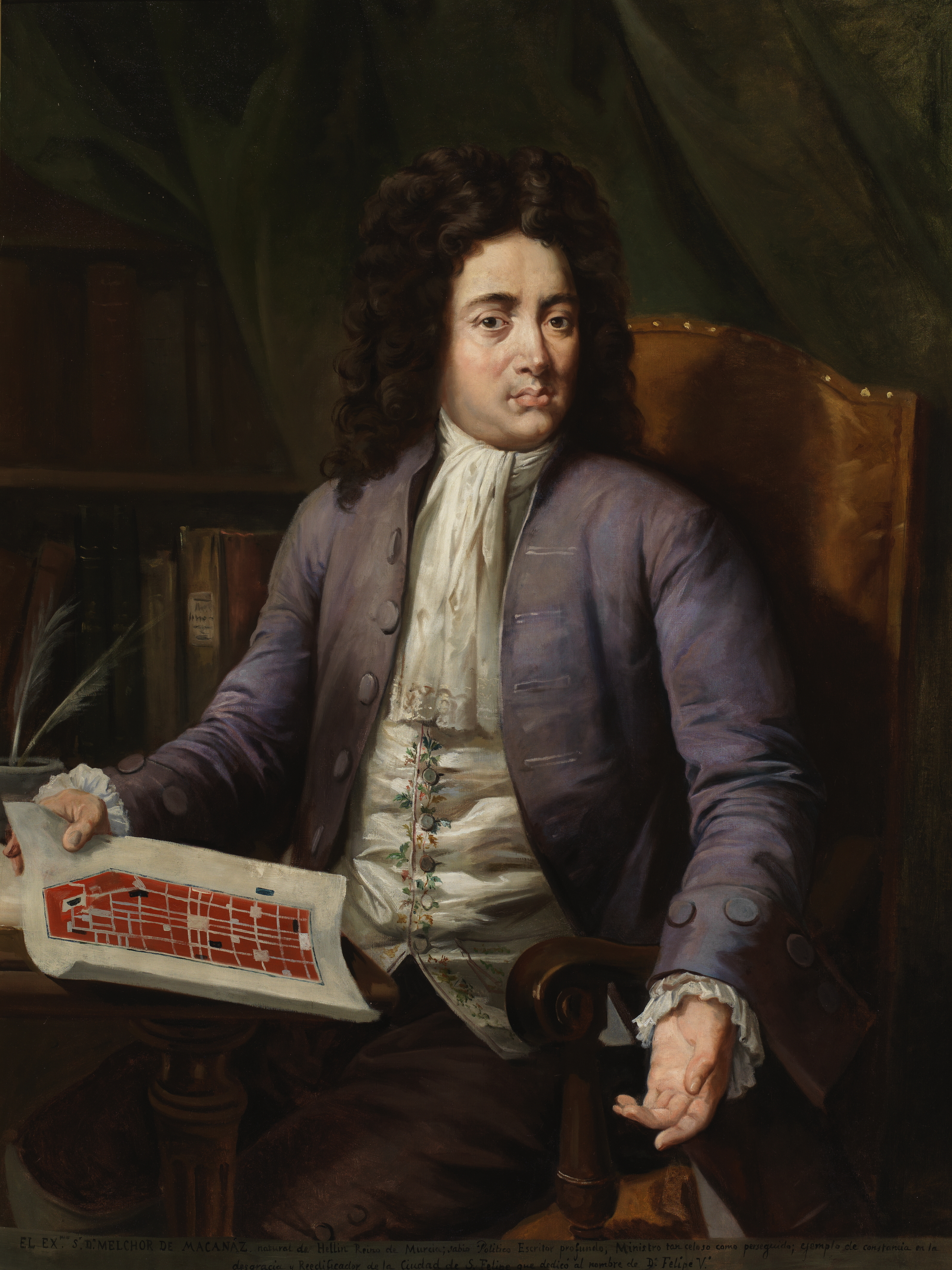
Melchor Rafael de Macanaz.
Redactor del Reial Decret que abolí els furs aragonesos i valencians, amb el plànol de la Nova Planta de la Colonia de San Felipe que s'havia d'edificar sobre la destruïda Xàtiva.

Melchor Rafael de Macanaz (1670-1760) jurista, escriptor i polític castellà. De família noble vinguda a menys, va passar set anys estudiant Humanitats, centrant-se en la història de l'Església i en història política. Després estudià Jurisprudència a Salamanca graduant-se en ambdós drets i es traslladà a Madrid per dedicar-se a l'advocacia. Va estrènyer relacions amb la casa de Villena oferint-se-li una plaça de jutge als Regnes d'Índies, plaça que no acceptà. Fervorós partidari del regalisme —supremacia del monarca sobre l'Església—, abraçà la causa borbònica durant la Guerra de Successió. Fou protegit del ministre Michel-Jean Amelot i conjuntament amb aquest redactà el Reial Decret de 29-VI-1707 que abolia els furs aragonesos i valencians, instigant també la derogació del Consell d'Aragó. Fou nomenat Jutge de Confiscacions a València (1707-1710), i en l'aplicació del seu càrrec ignorà la immunitat eclesiàstica estenent les seves confiscacions als béns de l'Església. Trobà la resistència de l'arquebisbe valencià Antoni Folc de Cardona, que acudí a les seves influències sobre el President del Consell de Castella Francisco Ronquillo Briceño, qui censurà les seves accions. Però Macanaz, protegit pels francesos —el marquès Amelot a Madrid, i el duc de Berwick a València— ignorà aquestes resolucions acusant Folc de Cardona d'usurpar la jurisdicció del rei i les seves regalies. Se li encomanà l'edificació de la Nueva Colonia de San Felipe sobre la destruïda Xàtiva. Finalment l'arquebisbe Folc de Cardona aconseguí que l'excomuniquessin i el gener del 1710 Macanaz marxava de València fugint de la Inquisició. Arribà a la cort on fou protegit novament pels francesos i seguí a Felip V durant la seva evacuació de Madrid degut a l'ofensiva austriacista de l'estiu del 1710. Després de la conquesta borbònica d'Aragó fou nomenat Jutge de Confiscacions en aquell regne (1711). Fou elevat a Fiscal General del Consell de Castella (1712-1715) i fou determinant en el Decret de Nova Planta de la Reial Audiència del Principat de Catalunya. El 2 de gener de 1714, i seguint els seus principis regalistes, presentà el seu famós Pedimento fiscal contra la immunitat de l'Església. Però la caiguda en desgràcia dels seus protectors a la cort després del segon matrimoni de Felip V amb Isabel de Farnesio i l'entrada del nou ministre Julio Alberoni suposà la seva fi. El francès Jean Orry i Macanaz foren destituïts el 7 de febrer de 1715. Fugí a França on visqué exiliat durant uns anys, però se'l feu retornar al·legant una missió diplomàtica; tan sols travessar la frontera fou detingut i empresonat al castell de Santo Antón de la Corunya, on restà fins al c.1760 per morir poc després.

### José de Grimaldo
José de Grimaldo y Gutiérrez de Solórzano (1664 - 1733) era d'origen biscaí. Tant el seu avi com el seu pare havien estat oficials a la Secretaria del Consell d'Índies, i en ella va començar a treballar també ell als catorze anys. Però el seu salt definitiu es va produir amb la nova dinastia Borbó, especialment des de l'arribada del ministre francès Jean Orry, de qui va arribar a ser secretari. El 1705 va ser nomenat per a exercir la Secretaria del Despatx de Guerra i Hisenda, i s'hi va mantenir fins al 1714, en què va passar a la Secretaria del Despatx d'Estat, que va abandonar el 1724 per seguir al rei en el seu retir a Sant Ildefons. Va tornar a ocupar el lloc per breu temps, el 1726, després de la caiguda de Ripperdá. Va cessar a causa de l'edat i va morir el 1733 com a conseller d'Estat, ennoblit amb el títol de marquès i com a cavaller de l'Orde del Toisó d'Or.

### José Patiño Rosales
José Patiño Rosales (1666-1736) va ser nomenat Intendent d'Extremadura durant la guerra, deixant gran fama de la seva gestió per haver controlat els desastres que va produir la campanya de Portugal. Després fou nomenat Intendent de Catalunya i, finalitzada la campanya militar, va ser requerit pel Consell de Castella juntament amb el filipista català Francesc Ametller per fer un informe previ a la redacció del Decret de Nova Planta; seguidament va establir el cadastre.

## Nova Planta: primers decrets (1701-1703)
Carles II morí l'1 de novembre del 1700 i el mateix dia es formà un consell de regència dominat pel cardenal Portocarrero, que informà del testament a Versalles. Malgrat la sorpresa inicial de Lluís XIV, aquest acabà per acceptar-lo per raons estratègiques en interès de França, per bé que era conscient que la Casa d'Àustria, en veure's totalment desposseïda de cap territori, reivindicaria els seus drets a la corona espanyola per iniciar una guerra. El 24 de novembre de 1700 el duc d'Anjou fou proclamat oficialment nou monarca espanyol amb el nom de Felip V. Ràpidament, el 3 de desembre de 1700 Lluís XIV donava instruccions al seu net de com i amb qui havia de governar. El 28 de desembre de 1700 el consell de regència ordenava que tot el servei diplomàtic espanyol quedava supeditat als francesos (Reial Ordre de 28-XII-1700). El 12 de gener de 1701 Lluís XIV refusava la petició de l'ambaixador francès duc d'Harcourt d'entrar al consell de regència assenyalant-li que s'havia de mantenir l'aparença que la monarquia d'Espanya la governaven només espanyols. El 22 de gener de 1701 el duc Felip d'Anjou travessava la frontera i el 3 de febrer de 1701 es feu legal la disposició que confirmava els drets de Felip V a la successió, també del tron de França, de manera que la unió de les dues corones borbòniques quedava oberta i es remarcava la condició de Felip V com a membre de la Casa de Borbó, estant subordinat per tant a Lluís XIV, el seu cap. Així mateix, es reconeixien també els drets del duc d'Orleans al tron espanyol, per si succeïa cap imprevist amb Felip V. Finalment Felip V arribà a la cort de Madrid el 18 de febrer de 1701 i el consell de regència dominat pel cardenal Portocarrero fou dissolt.

### ElDespachodel cardenal Portocarrero

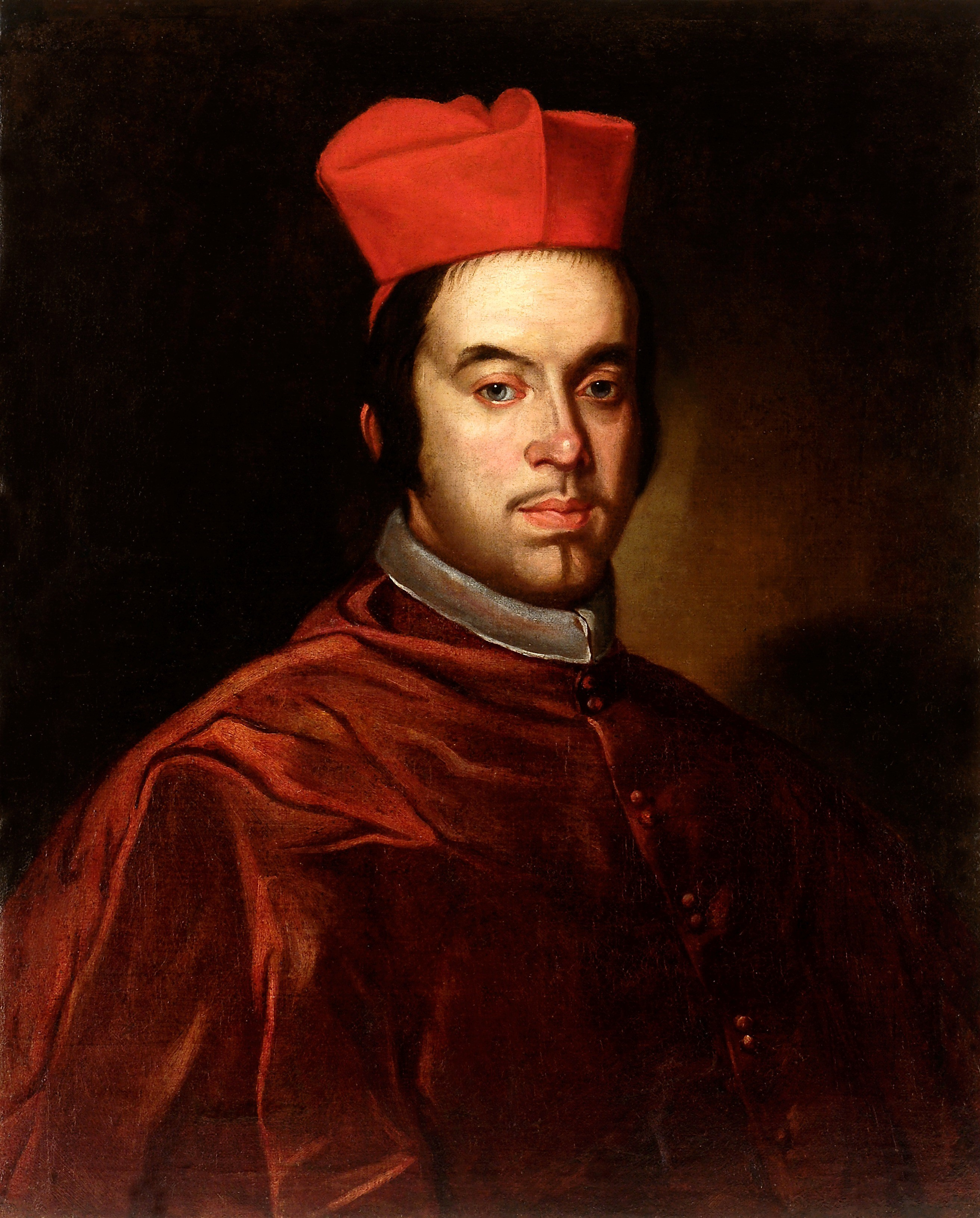
El cardenal Portocarrero fou partidari de l'entronització de la Casa de Borbó com a garant de la unitat territorial de la Monarquia d'Espanya. Va governar des del Despacho, un reduït gabinet de 4 persones, inclòs l'ambaixador francès, que assessorava a Felip V i deixava marginat al Consell d'Estat. Va caure en desgràcia el 1703 per oposar-se al creixent dirigisme dels francesos i acabà desterrat.

La setmana següent, Felip V, amb la intenció de dissipar els temors vers la introducció de l'absolutisme, ratificà al Consell d'Estat (Auto de 24-II-1701) com a màxim òrgan de govern, confirmant així la seva predisposició a mantenir el sistema de consells propi de la monarquia espanyola —el règim polisinodial. Tot al contrari però, les veritables intencions de Lluís XIV eren governar des de Versalles a través del seu net i marginar als consells, entesos per l'absolutisme com un obstacle al desenvolupament del poder reial, ignorant la prerrogativa de cogovernar amb el rei que corresponia als Grans d'Espanya. La marginació dels consells començà immediatament quan Lluís XIV instà a la formació d'un atípic consell de gabinet, el Despacho, que hauria de despatxar per la «vía reservada» cada dia amb Felip V seguint el model del Conseil d'En Haut de la monarquia francesa. Es trencava així la tradició hispànica de govern deliberatiu i col·legiat, i s'imposava el sistema absolutista executiu i jeràrquic. El Despacho el formaven un reduït grup de 4 persones escollides per a assessorar a Felip V i amb el que Lluís XIV pretenia controlar tota l'acció de govern de la monarquia espanyola. Els escollits foren el cardenal Portocarrero i el president de Castella Manuel Arias y Porres, membres de la Cábala partidària dels borbons, als quals s'incorporà posteriorment l'ambaixador francès Comte de Marsin, ja sense cap contemplació per les aparences. El Despacho tenia una secretaria que s'encarregava d'executar les resolucions preses en el gabinet, secretaria que era ocupada pel secretari del despatx universal Antonio de Ubilla; la denominació universal es referia al fet que s'ocupava de totes les matèries que afectaven al govern. Per la seva simple existència, el Despacho anul·lava de fet als consells —el Consell d'Estat, el Consell de Guerra i el Consell d'Hisenda—, el volum de negoci dels quals es veié reduït progressivament i el seu àmbit de treball quedà restringit a assumptes de poca rellevància. Tot i així, però, començaren a aparèixer els primers problemes al Despacho quan es feren evidents tant la indolència com les poques ganes de governar de Felip V, així com el seu caràcter taciturn. Entre el 24 de març i el 18 de juny de 1701, Felip V anà signant tots els tractats d'aliança militar que unien la Monarquia d'Espanya amb la França del seu avi per bastir una gran aliança borbònica: primer amb el ducat de Màntua, després amb l'elector de Baviera i el de Colònia, seguidament amb el ducat de Savoia —que incloïa el seu casament amb Maria Lluïsa de Savoia sense que ni ell ni els mandataris espanyols hi prenguessin part—, i finalment un tractat de neutralitat amb Portugal.

### Les reformes a la Hisenda Reial
Però a principis de 1701 la situació financera, tant de França com de la Monarquia d'Espanya, era crítica. El Consell d'Hisenda havia reconegut que els ingressos ordinaris ja estaven compromesos, i si bé la Flota de Indias havia portat el març de 1701 130.000 escuts i el comerç n'havia facilitat 300.000 més, la major part d'aquesta quantitat s'havia gastat en reforçar fortaleses i comprar voluntats per forjar l'aliança borbònica dissenyada per Lluís XIV. Quedaven les alcabalas de Cadis, que foren hipotecades per 250.000 escuts per pagar els deutes que reclamava el mateix Lluís XIV (150.000 escuts), pagar la defensa del ducat de Milà (50.000) i la guarnició de la fortalesa d'Orà (50.000). En vista d'aquesta situació, Lluís XIV centrà la seva atenció en els tresors de les Índies; entre el juny i el novembre de 1701 envià a la cort de Madrid a Jean Orry perquè avalués l'estat de la Hisenda Reial, que havia de permetre drenar els recursos econòmics de l'Amèrica espanyola cap al finançament de la guerra. A la secretaria d'Estat francesa arribaren dues memòries sobre el virregnat del Perú i el virregnat de Nova Espanya, on s'exposava que malgrat els impressionants tresors americans, estimats en 600 milions de pesos, a la Hisenda Reial no hi arribava allò que pertocava, essent les principals causes: 1) la mala administració espanyola des de Madrid i la corrupta administració colonial dels virreis, 2) la fraudulenta explotació de l'or i la plata, 3) la pèssima organització de la Flota de Indias, i 4) la invasió de comerciants estrangers —Anglaterra, Holanda i Portugal—, que acaparaven la major part del comerç hispano-americà amb el consentiment de les mateixes autoritats espanyoles, i dominaven l'exportació de productes europeus en l'eix Cadis-Sevilla.

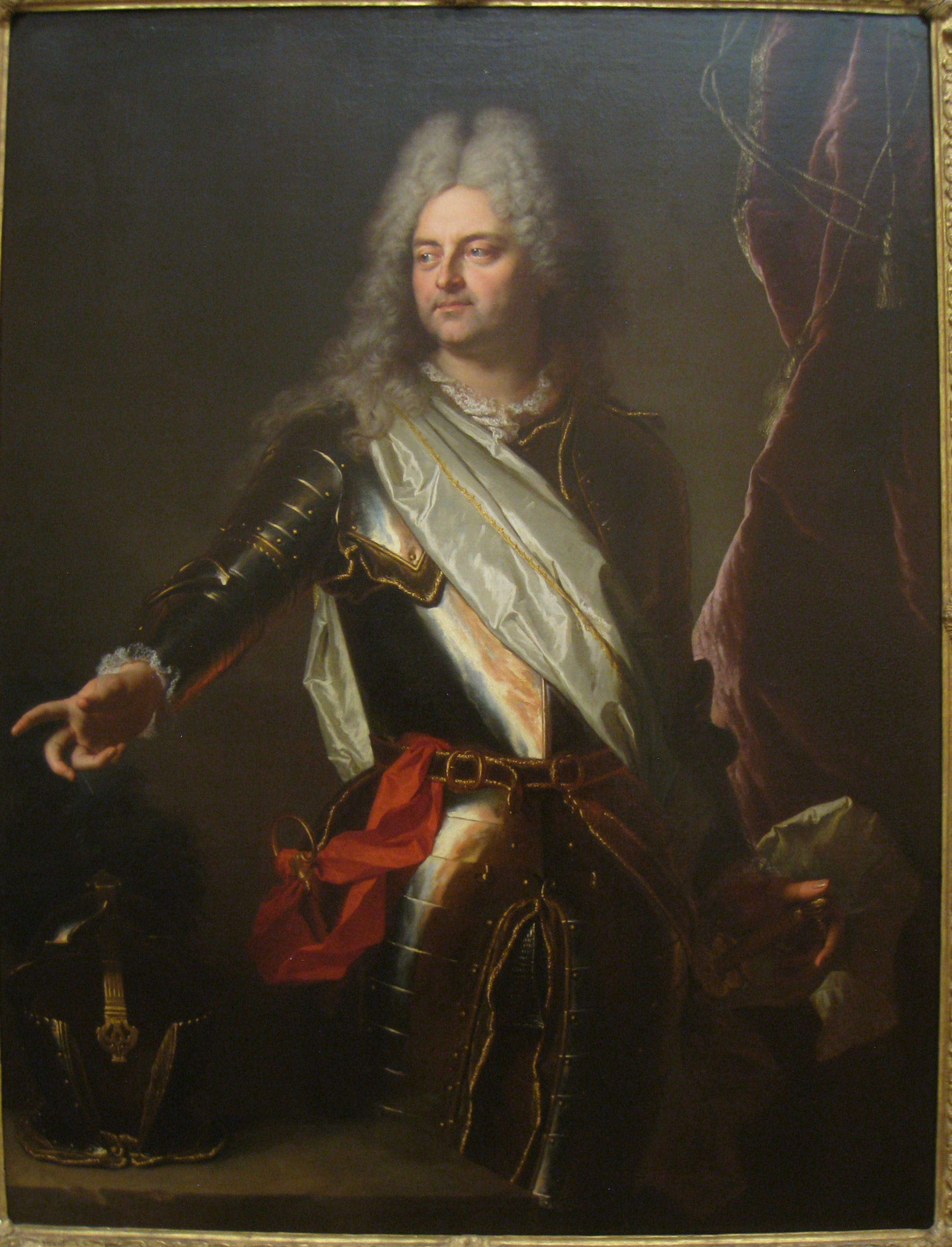
El Marquès de Louville va ser nomenat cap de la Casa del Rei i cavaller de la cambra de Felip V (1700-1703) amb la missió de servir-li de tutor. El 1703 digué de Felip V: «Es un rei que no regna, ni regnarà mai».

Lluís XIV ordenà tot un procés de reforma; foren destituïdes totes les autoritats, tant a la metròpoli com a les colònies; el Consell d'Hisenda fou reduït (Reial Decret de 25-II-1701) i quedà derogada la Junta de Cambra d'Índies (Reial Decret 6-III-1701); ordenà a l'esquadra francesa de Châteaurenault que escortés la Flota de Indias a fi d'evitar cap atac mentre transportaven l'or i la plata; i finalment França s'apoderà del fabulós contracte d'Asiento de negros amb un acord entre les dues corones borbòniques i la Companyia Reial de Guinea establerta a França (Reial Cèdula de 27-VIII-1701). La preocupació de Lluís XIV per una qüestió tan estratègica com era l'or i la plata dels espanyols fou contínua al llarg del conflicte; el 18 de gener de 1702 Lluís XIV comunicà a l'ambaixador francès comte de Marsin que s'encarregués a Francisco Ronquillo Briceño que recollís els efectes portats de les Índies i els enviés a França; posterirment les intencions de l'ambaixador francès perquè s'autoritzés al Consell d'Índies a portar moneda espanyola cap al regne de França trobaren l'oposició frontal del Consell de Castella, amenaçant d'afectar «la amistad entre las dos Coronas», i a finals d'aquell mateix any el nou ambaixador francès César d'Estrées, auxiliat per altres negociants, s'ocupava dels problemes que comportava el complicat i incòmode transport de l'or i la plata cap a França.

### El primer decret de «Nova Planta»
El primer decret de «Nova Planta» fou sancionat per Felip V el 6 de març de 1701 (Reial Decret de 6-III-1701: Nueva Planta del Consejo con el número de veinte Ministros, y su Presidente o Gobernador) amb la voluntat de marginar els consells com a òrgans de govern al·legant mesures de reducció de la despesa pública dictades per les necessitats de la guerra. Durant el mes de febrer de 1701 ja s'havien iniciat les retallades i destitucions al Consell d'Hisenda, i al març la reforma caigué sobre el Suprem i Reial Consell de Castella, al qual se li donà Nova Planta —nova estructura—, establint que quedés format només per 1 President, 20 jutges numeraris i 1 fiscal sense vot. En realitat, però, no es tractava d'una Nova Planta, sinó que es reposava la Planta que ja tenia, teòricament, des del 1691.
Durant les reformes del regnat del difunt Carles II, el decret de 1691 pretenia suprimir els jutges supernumeraris i retallar els salaris dels jutges numeraris del Consell de Castella. L'aparició de supernumeraris s'havia anat produint progressivament davant la necessitat creixent de jutges per garanties processals, augment de causes i denegació de jubilacions per manca de recursos. Confrontada amb la realitat, la supressió dels supernumeraris de 1691 havia quedat en paper mullat. El Reial Decret de 6-III-1701 de Felip V que tornava a invocar la retallada provocà d'una banda gran descontentament al Consell de Castella, «llenó el cardenal [Portocarrero] toda la corte de descontentos y quexosos», però també afectà a altres consells doncs era freqüent que jutges d'un consell assistissin com a associats a d'altres, provocant la retallada un efecte multiplicador de paràlisi. Després d'aquesta «Nova Planta» seguirien les acusacions sistemàtiques dels enviats francesos titllant-los d'antiquats, lents i ineficients. Poc després, el 8 de maig de 1701 al Convent de San Jerónimo el Real, se celebrà de jura de fidelitat a Felip convocant a les Corts de Castella, mentre tot seguit el jove Felip V consentia a signar, el 24 de maig de 1701, l'Auto de 24-V-1701 prohibint als presidents i ministres del Consell de Castella escriure intercessions en favor de cap jutge. En les lluites de poder entre les faccions borbòniques, el president del Consell de Castella i membre del Despacho Manuel Arias y Porres fou destituït el 1703.

### L'esclat de la Guerra de Successió a Europa i la crisi delDespacho
En pocs mesos Lluís XIV havia bastit una aliança militar que unia Portugal, la Monarquia d'Espanya i la major part d'Itàlia, amb Versalles. Havia ocupat les fortaleses frontereres als Països Baixos espanyols i destinat tropes al nord d'Itàlia. Així mateix havia apartat del govern als Grans d'Espanya i neutralitzat al Consell d'Estat. Amb la creació del Despacho tenia sota el seu control el govern de la Monarquia d'Espanya, i s'havia apoderat del fabulós contracte d'Asiento de Negros a les colònies. Per contra, però, el 9 de juliol de 1701 les tropes imperials de la Casa d'Àustria havien envaït els territoris italians de la Monarquia d'Espanya, iniciant així la Guerra de Successió Espanyola. Al sud s'havia produït un aixecament contra la Casa de Borbó al Regne de Nàpols que fou esclafat pel virrei el duc de Medinaceli, i el 7 de setembre s'havia firmat la Gran Aliança de la Haia entre la Casa d'Àustria, Anglaterra i Holanda.
Per evitar dificultats a l'interior, Lluís XIV ordenà al seu net que complís amb les clàusules testamentàries de Carles II i jurés els furs i les constitucions dels estats de la Corona d'Aragó, i que després anés a Itàlia per jurar els Furs sicilians i els Furs napolitans. El 8 d'abril del 1702 Felipe V sortí del port de Barcelona acompanyat de l'ambaixador francès per anar cap a Itàlia mentre la reina Maria Lluïsa de Savoia fou nomenada governadora, passant a presidir el Despacho, posició que ambicionava Portocarrero i que ara quedava sota l'obediència d'una reina de 14 anys dominada per la seva Cambrera Major, la Princesa dels Ursins. El 12 de maig de 1702 Felip V signà una pròrroga restablint l'administració de Portocarrero, que restà acompanyat de Manuel Arias y Porres, el marquès de Villafranca, el duc de Montalto i el duc de Medinaceli.
Després de la seva primera estada entre el juny i el novembre de 1701 per dictaminar l'estat de les finances espanyoles, Lluís XIV tornà a enviar Jean Orry per estudiar les reformes que caldria aplicar per finançar la guerra. Arribà a la cort de Madrid el juny de 1702 i conjuntament amb l'ambaixador Comte de Marsin es decretaren mesures punitives contra els comerciants anglesos i holandesos, ja enemics de guerra, mentre ordenava disposicions de comerç a favor dels negociants francesos amb la col·laboració del Consell de comerç francès a París, on es trobava Michel-Jean Amelot. En el si del Despacho esclatà un greu conflicte per les diferències entre els consellers espanyols i francesos, que no tardaren a paralitzar tota acció de govern i estengueren la discòrdia per tota la cort borbònica. El setembre de 1702 l'ambaixador francès fou substituït pel cardenal d'Estrées, i Jean Orry retornà a Versalles on presentà els seus informes al marquès de Torcy, al comte de Pontchartrain i a Michel Chamillart sobre les mesures que calia aplicar a la Hisenda espanyola. Per la seva part, Portocarrero intentà corregir la política comercial de sotmetiment als francesos i protegir els interessos dels espanyols limitant les facultats que s'havien entregat als comerciants francesos i suavitzant les sancions contra anglesos i holandesos, que afectaven els seus associats valencians i catalans. Per contra, Jean Orry retornà a Madrid el desembre de 1702 amb ordres de posar en pràctica els seus projectes. A partir d'aleshores les ordres, les contraordres i el col·lapse en el govern es generalitzaren. Aquesta situació en l'absència de Felip V s'agreujà encara més per les disputes entre la princesa dels Ursins i l'ambaixador francès cardenal d'Estrées a l'hora de voler monopolitzar la influència sobre la jove reina governadora que ara presidia les reunions del Despacho. Finalment Felip V retornà a la cort de Madrid el 17 de gener del 1703, i l'endemà el cardenal Portocarrero li presentà un memorial denunciant el sotmetiment dels espanyols als interessos de Versalles; poc després era expulsat del Despacho.

### Legislació
- Auto de 24-II-1701: El Consejo me consulte con zelo, i suma pureza, i en las resoluciones observe gran secreto (Nov. Rec. lib II, tit. IV, a.LVI)
- Reial Decret de 25-II-1701: Planta del Consejo de Hacienda (Aut. I i II)
- Reial Decret de 6-III-1701: Nueva Planta del Consejo con el número de veinte Ministros, y su Presidente o Gobernador (Nov. Rec. lib IV, tit. III, l.III)
- Reial Decret 6-III-1701: Derogació la Junta de Cambra d'Índies
- Auto de 24-V-1701: Los Presidentes, i Ministros del Consejo, Chancillerias, i Audiencias no puedan escrivir cartas de intercession en favor de alguno a ningun Juez, ni se les responda aunque las escrivan (Nov. Rec. lib II, tit. IV, a.LVII)
- Reial Cèdula de 27-VIII-1701: Asiento para la introducción de esclavos negros en la América española por la compañía real de Guinea establecida en Francia
- Reial Decret de 29-III-1702: El Consell de Flandes resident a Madrid queda sense exercici

## El «col·lapse és gran» (1703-1705)

### La intromissió directa de Lluís XIV i l'oposició de la noblesa castellana

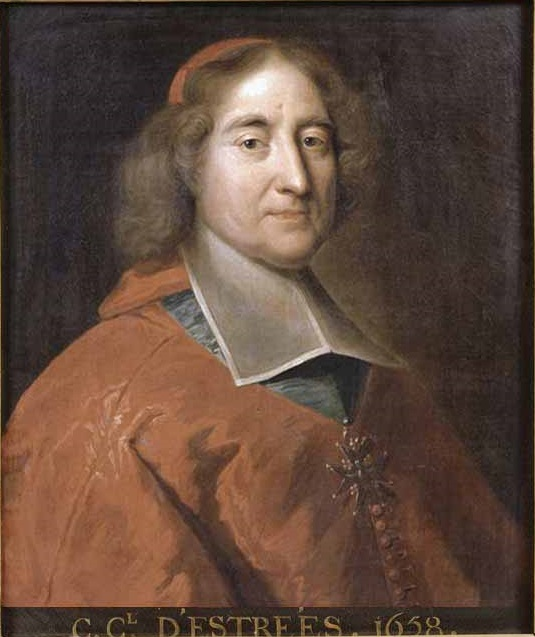
L'ambaixador francès César d'Estrées pugnà amb la Princesa dels Ursins per controlar al jove Felip V. Finalment acabà expulsat del Despacho i fou destituït com a ambaixador, essent rellevat pel seu nebot l'abat Jean d'Estrées; aquest pogué revenjar-se de la Ursins i veié com el 1704 era expulsada de la cort de Felip V per ordres del seu avi. Tot i així la Ursins feu valdre les seves influències amb el mariscal comte de Tessé i les dones dels monarques borbònics, Maria Lluïsa de Savoia i Madame de Maintenon respectivament, per a recuperar la seva posició i retornar a la cort de Felip V el 1705.

A partir d'aleshores Portocarrero liderà la resistència a la submissió francesa des del Consell d'Estat, mentre l'ambient a la cort de Madrid era molt tens i els Grans d'Espanya estaven cada cop més descontents amb la situació que s'havia creat. El desgavell de la cort s'agreujà encara més per les pugnes per controlar la voluntat de Felip V entre la Princesa dels Ursins, el seu tutor marquès de Louville, i l'ambaixador francès cardenal d'Estrées; aquest caigué en desgràcia pocs dies després i fou expulsat del Despacho, fet que irrità profundament a Lluís XIV. Aquest li deia en una carta a Felip V el 4 de febrer de 1703 que no havia de prendre cap decisió sense posar-se d'acord amb ell i que al Despacho hi havia d'haver una persona que el representés. A partir d'aleshores Lluís XIV abandonà el dirigisme passiu que havia mantingut amb Portocarrero i passà a la intromissió directa en el govern espanyol. Tota decisió important, un cop elevada a Felip V per mitjà del Secretari del Despatx Universal, era enviada a Versalles perquè Lluís XIV la considerés personalment i indiqués les seves observacions i resposta, perdent-se en tot el procés un mes. Seguidament eren enviades de nou a Madrid on Felip V hi donava la seva reial resolució. Les maquinacions de la Ursins continuaren i el juny del 1703 el següent en caure en desgràcia fou el seu tutor marquès de Louville, qui en arribar a Versalles informà a Lluís XIV dient de Felip V: «És un rei que no regna, ni regnarà mai». En el viatge l'acompanyà Jean Orry, qui d'acord amb la Ursins demanà la destitució formal de l'ambaixador d'Estrées; poc després aquest era destituït essent rellevat interinament pel seu nebot l'abat Jean d'Estrées, prohibint-se-li però assistir al Despacho, mentre Orry retornava a Madrid el juliol de 1703.
El Consell d'Estat, vehicle fonamental per a la participació de l'alta noblesa en el procés polític, havia quedat en via morta; paral·lelament la cort estava totalment invertebrada, i Felip V es trobava al centre de les tensions polítiques entre els nobles castellans i els enviats francesos. La seva tornada d'Itàlia no havia servit per a calmar la tensa situació creada durant el seu primer any i mig de regnat, sinó que l'intervencionisme francès havia augmentat encara més, marginant completament a la noblesa en el govern de la Monarquia. Portocarrero, des del Consell d'Estat, començà a oferir resistència als designis francesos i el 27 de gener de 1703 el Consell d'Estat elevava protesta al rei per les traves que es posaven perquè es pogués reunir. La resposta fou que el Consell d'Estat no es podia reunir sense la presència del rei o algun representant seu —nomenant al duc de Veragua— i, infringint el protocol, començà a anar-hi amb uniforme militar. Per la seva part, Felip V sancionà el Reial Decret de 10-II-1703 que donava total llibertat de comerç als francesos i, als pocs dies, el 28 de febrer de 1703, el Consell d'Estat reclamà la dissolució del Despacho «porque la gobernación de la Monarquía debe recaer sobre el Consejo de Estado».

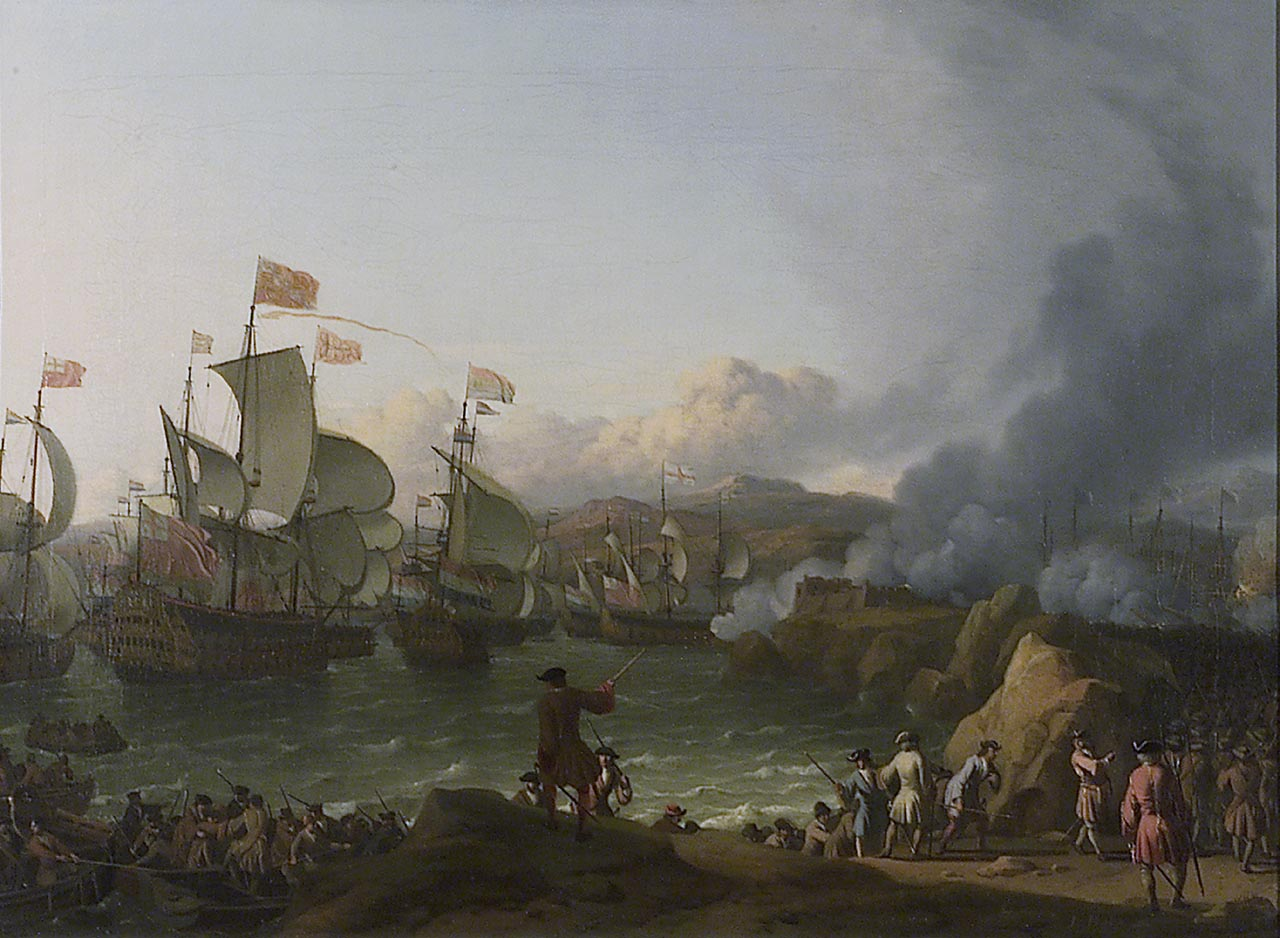
A la batalla de la badia de Vigo (1702) l'esquadra anglesa atacà la Flota de Índias que portava l'or i la plata de les Índies espanyoles per finançar al guerra a Europa. Les Dues Corones borbòniques perderen uns 100 milions de rals.

Però tot seguit Felip V sancionà la Reial Ordre de 12-III-1703 per la qual els ambaixadors espanyols havien d'ajustar-se amb els seus homòlegs francesos, i als territoris on no hi hagués cònsol espanyol, els espanyols havien d'acudir directament al consolat francès. El Consell d'Estat s'hi oposà frontalment i la reial ordre fou retirada oficialment, però a la pràctica s'aplicà. Per intentar acabar amb l'oposició, Felip V sancionà el Reial Decret de 22-VI-1703 amb el que es volia donar un cop definitiu al Consell d'Estat. Entraren a formar-ne part Antonio Cristóbal de Ubilla y Medina, el comte de Monterrey i el marquès de Canales a fi que quedés absorbit per homes del Despacho i acabar amb l'oposició que hi dirigia Portocarrero.
A aquesta crispació venia a sumar-se la dimissió el 1701 del duc de Nàjera com a capità general de galeres, secundada pel marquès de Leganès i d'altres nobles de resultes del nomenament d'un francès com a cap de l'armada espanyola; la protesta del duc d'Arcos per la creixent intromissió francesa en els costums de la cort; i la deserció el 13 de setembre 1702 de Juan Tomás Enríquez de Cabrera y Ponce de León, Almirante de Castilla, que havia estat conjuntament amb el comte d'Oropesa el cabdill de l'alta noblesa castellana del «partit austríac» favorable a la successió en la Casa d'Àustria fins que el cardenal Portocarrero l'havia desterrat. El seguiren el comte de La Corzana i el comte d'Oropesa. Les desercions i la creixent oposició de la noblesa castellana davant el dirigisme francès anaven de la mà amb l'estratègia militar dissenyada pels aliats; la flota anglesa es dedicà a selectives i punitives operacions militars que tenien per únic objectiu desprestigiar a Felip V i la Casa de Borbó demostrant la seva debilitat militar, amb l'esperança que es produís un cop d'estat des de l'interior que derroqués a Felip V. En aquesta direcció es llançà l'assalt anglès a Cadis (1702) i l'atac conta la Flota de Índias a la Batalla de la badia de Vigo (1702), que suposà la pèrdua de 100 milions de reals; per tensionar més la situació política, Anglaterra aconseguí que Portugal abandonés l'aliança borbònica i s'uní al bàndol dels aliats (maig de 1703). I finalment, a Viena, es va fer la proclamació pública d'un candidat alternatiu a Felip V a la corona espanyola, l'arxiduc Carles d'Àustria, que fou nomenat oficialment nou monarca espanyol, a l'espera de poder ocupar el tron. Però malgrat els atacs selectius dels anglesos per desprestigiar internament a Felip V i desestabilitzar el seu govern, la noblesa castellana mai no contemplà seriosament l'alternativa de passar-se a l'arxiduc Carles d'Àustria; això equivaldria, per definició, a acceptar el desmembrament de la unitat territorial de la Monarquia d'Espanya, perquè eren evidents els interessos contraposats de la Casa d'Àustria, Anglaterra, Holanda i Portugal. França continuava essent l'única capaç de garantir la integritat territorial de la monarquia espanyola, i el jove i influenciable Felip V l'instrument d'aquesta garantia; la noblesa castellana comenceçà a conspirar, però no per derrocar a Felip V, sinó per desfer-se de la camarilla francesa adoptant una ferma actitud d'obstrucció contra la implantació de l'absolutisme i la submissió a les ordres dels francesos.

### ElDespachode Jean Orry

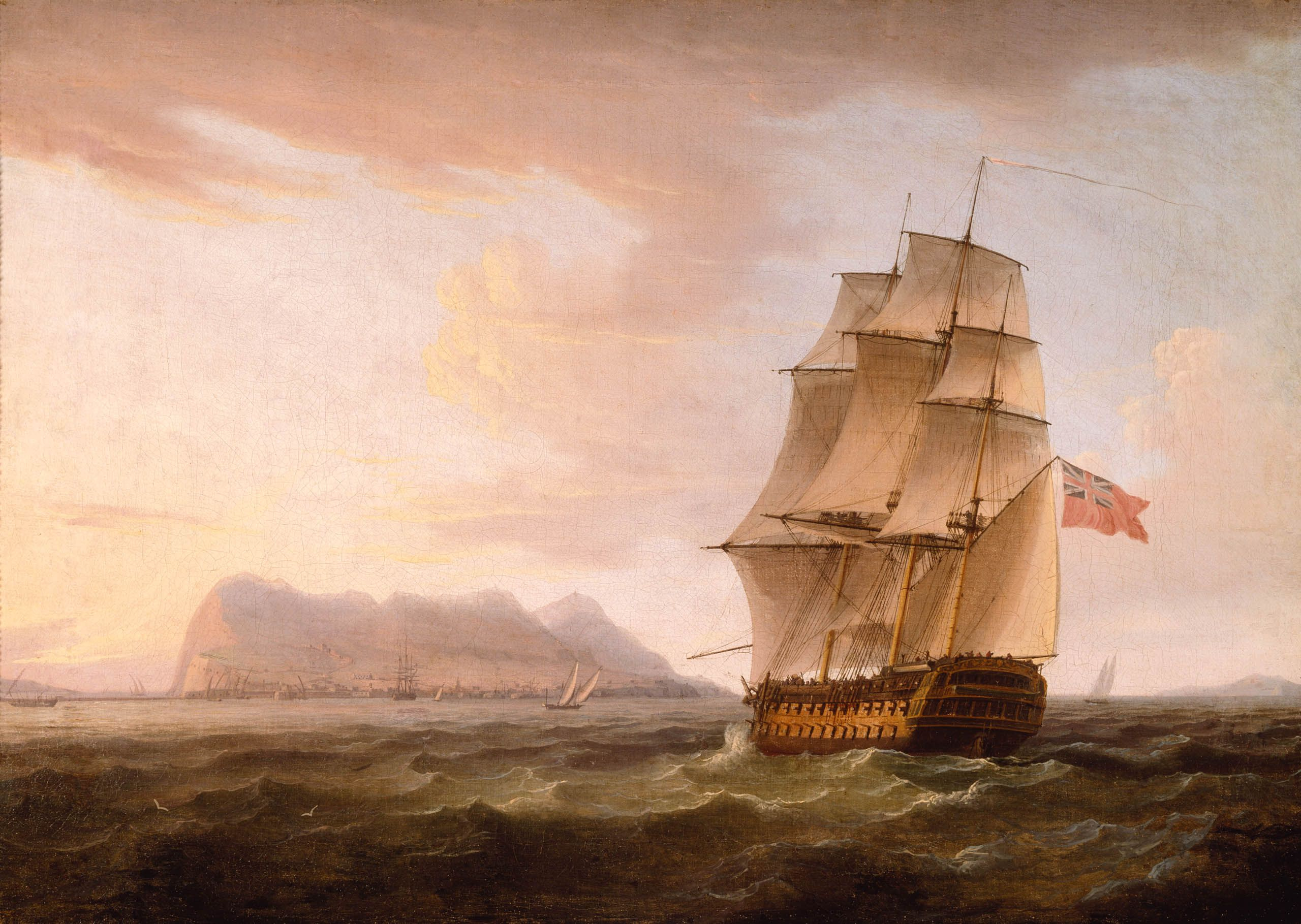
La desastrosa campanya militar de Portugal suposà la destitució de Jean Orry el juliol del 1704. Poc després la Presa de Gibraltar (agost, 1704) irà a Lluís XIV i el marquès de Canales fou destituït, la secretaria de guerra sota la seva responsabilitat fou suprimida i la Tresoreria Major de Guerra acabà desmantellada. Però amb la tornada d'Orry el maig de 1705 es tornaren a restablir. Els atacs selectius de l'esquadra britànica entre 1702 i 1704 no aconseguiren però estimular una revolta interna de la noblesa castellana contra Felipe V, que es mantingué fidel a aquest en tant en quant era el garant de la implicació francesa en la defensa de la integritat territorial de la Monarquia d'Espanya.

El maig del 1703 Portugal s'havia unit al bàndol dels aliats; el juny Orry anà a Versalles i seguidament començà a preparar la campanya militar per a la invasió de Portugal. Les desavinences creixents del secretari del Despatx Universal Antonio de Ubilla provocaren que a aquest darrer li fossin sostretes les competències relacionades amb els temes de guerra; el 15 de setembre de 1703 Orry les assignà al marquès de Canales, i Ubilla continuà encarregant-se de «todo lo demás». A partir d'aleshores el marquès de Canales s'ocupà principalment dels asientos de queviures i municions, centralitzant en la seva persona les consultes elevades al rei en temes militars; tot s'administrava al Despacho —la «via reservada»— sense que en tingués coneixement el Consell de Guerra —que de facto quedà anul·lat— ni el Consell d'Estat.
El 2 d'octubre de 1703, i seguint les indicacions d'Orry, el nou secretari de guerra marquès de Canales creà la Tesorería Mayor de Guerra, que quedà dirigida pel comte Moriana. Aquesta Tresoreria paral·lela deixava marginada la Tresoreria General, que de facto quedava anul·lada, i tenia les funcions de contractar a pagadors i asentistes, inspecció i auditoria, i totes les libranzas, tributs i contribucions, així com l'aprovació i verificació de les entrades i sortides de la Hisenda Reial, a fi de finançar l'exèrcit en la imminent campanya contra Portugal. Però l'obstruccionisme provocat per les ordres i contraordres continuava des del Consell d'Estat per part del cardenal Portocarrero, i des del Consell de Castella per part de Manuel Arias y Porres, aquest cada vegada més oposat a la intromissió francesa. La Princesa dels Ursins informà que s'havien format dues faccions, i els malcontents reclamaven i proclamaven una llibertat que havien de recuperar per a sortir de l'opressió que representava la presència francesa; la Princesa dels Ursin informava al ministre francès Torcy que els malcontents, liderats pel duc de Montellano, eren fidels a Felip V però odiaven la dependència de França, i pretenien organitzar una junta formada pels «mal intentionnés», compresa per nobles no només castellans sinó també aragonesos i catalans, mentre a la cort s'haurien de respectar les tradicions de la dinastia austríaca vigents pel que fa a vestimenta, llengua i costums. Finalment, el novembre del 1703, i gràcies a les maquinacions de la Princesa dels Ursins, Manuel Arias y Porres era apartat de la presidència del Consell de Castella i era substituït pel duc de Montellano, que fou integrat al Despacho a fi de remetre la seva oposició. Per la seva banda, Pau Abadal, l'agent de la Generalitat Catalana a la cort de Madrid, informava a Barcelona el 10 de novembre de 1703 que res no es resolia, tot estava aturat, i el «col·lapse és gran».
El gener de 1704 el mariscal duc de Berwick, com a capità general de les Dues Corones borbòniques, entrava a la península al capdavant de 12.000 soldats francesos. El març de 1704 Felip V, acompanyat de Jean Orry, es dirigí cap a la frontera i el maig de 1704 s'inicià la invasió borbònica del regne de Portugal mentre els aliats contraatacaven a l'altra banda, al mediterrani, llançant el Desembarcament de Barcelona amb la complicitat d'alguns dirigents austriacistes des de l'interior de la ciutat. Aquest desembarcament fracassà, ja que la ciutat de Barcelona rebutjà els invasors i es mantingué fidel a Felip V, al qual havien jurat fidelitat el 1701. La campanya borbònica de Portugal resultà en un complet fracàs, no degut a les poques tropes angleses i portugueses que defensaven el regne, sinó per la mala gestió de la intendència de guerra borbònica sota la responsabilitat de Jean Orry. A la cort de Madrid l'ambaixador francès abat d'Estrées feia córrer rumors sobre l'amant de la Ursins, mentre la prepotència d'aquesta feren que finalment el 28 de juny de 1704 Felip V l'expulsés de la cort per ordres del seu avi Lluís XIV. Finalitzada la desastrosa campanya borbònica contra Portugal el juliol de 1704, Jean Orry fou destituït i cridat a Versalles, mentre l'ambaixador francès Jean d'Esterés era substituït per un ambaixador més dur, Antoine V de Gramont, amb la missió de rellevar a Orry al capdavant del Despacho. La situació política de la cort borbònica encara empitjorà més quan poc després els aliats conqueriren Gibraltar (agost de 1704). El 13 d'agost de 1704 el marquès de Canales fou destituït, la Secretaria de Guerra sota la seva responsabilitat creada pel destituït Orry fou així mateix suprimida, i el secretari Antonio Cristóbal de Ubilla y Medina recuperà totes les competències de la secretaria del Despatx Universal. El 17 d'octubre la Tresoreria Major de Guerra fou desmantellada, recuperant el comte d'Estrella, governador de la Hisenda Reial, les competències perdudes per la invasió de la Tresoreria Mayor de Guerra, havent-lo deixat reduït a un simple supervisor de recaptació. Tot i així, i per intercessió de Felip V, el marquès de Canales passà (17 d'agost de 1704) al Consell d'Estat i fou nomenat gentilhome de cambra.

### ElDespachode Gramont

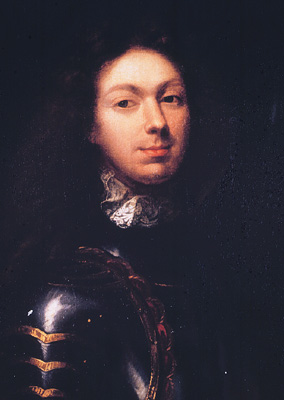
Antoine V de Gramont, duc de Guiche i mariscal de França. Fou nomenat ambaixador francès a la cort de Felip V (1704-1705) on dirigí el Despacho. Lluità a la batalla de Ramillies (1706) i fou ferit a la batalla de Malplaquet (1709).

Els plans de Lluís XIV pel govern de la monarquia espanyola es feren evidents en una carta de l'agost del 1704, en la que demanava que el marquès de Canales fos apartar del Despacho i es formés una nova junta amb els noms designats per l'ambaixador francès Antoine V de Gramont, recordant-li Lluís XIV al seu net que «resulta impossible que us acompanyi l'èxit mentre regni el desordre, com fins avui, en els vostres negocis».
La reorganització total de la camarilla francesa que assessorava a Felip V es culminà amb el nomenament de René de Froulay comte de Tessé, nomenat per Lluís XIV per substituir al també destituït duc Berwick; el comte de Tessé havia de comandar el setge borbònic de Gibraltar (1704-1705) a fi de recuperar l'enclavament. Poc després d'arribar a la cort de Madrid, el comte de Tessé informà a Versalles i descrigué el govern borbònic com «quatre ministres que només es posen d'acord per disminuir l'autoritat del rei, un secretari que es conforma en obeir, i l'ambaixador de França, que és qui més figura al gabinet, però l'opinió del qual sempre contradiuen els altres quatre, mentre el rei tan sols pensa en la seva muller i frisa perquè soni el rellotgi i acabi la sessió de govern».
El comte de Mancera presentà un memorial al rei demanant que es tornés a governar com sempre s'havia governat la Monarquia d'Espanya, sobre la base de les consultes als Consells; aquesta opció, però, comptà amb la frontal i decidia oposició de l'ambaixador francès Antoine V de Gramont.
En les instruccions que Lluís XIV envià a l'ambaixador Antoine V de Gramont, li advertia que tornar a governar amb el secular sistema de consells espanyols debilitaria el control francès, i que allò que havia de fer era nomenar un nou Despacho per enfortir l'autoritat de Felip V com a monarca absolut; així mateix indicava que, si es restablia el sistema de consells, l'ambaixador francès no hi podria assistir, de manera que el Despacho era l'única via per la qual l'ambaixador francès garantís el control i la supervisió de Felip V per part de Lluís XIV.
El Despacho quedà format per Manuel Arias y Porres, el duc de Montellano, el duc de Montalto, el comte de Monterrey, el comte de Mancera i el secretari Antonio Cristóbal de Ubilla y Medina. La direcció del Despacho recaigué en l'ambaixador francès Antoine V de Gramont.

### L'esclat d'una nova crisi
El 5 de novembre de 1704 esclatà una nova crisi quan Felip V sancionà el Decret 5-XI-1704 pel qual s'ordenaven nous impostos i s'incrementaven els existents. El Consell d'Estat, dirigit per Portocarrero i els Grans d'Espanya, esclatà en revolta oberta i votà en contra del decret perquè anava frontalment en contra de la jurisdicció dels regnes d'Espanya; només es podien aprovar nous impostos si es convocaven Corts, i allí el rei arribava a un pactum amb les institucions de la terra; un reial decret que imposés impostos sobre els regnes sense respectar la sobirania de les institucions que representaven els regnes, equivalia de facto a una declaració de guerra contra les institucions d'aquests, especialment als estats de la Corona d'Aragó on la crispació ja era màxima degut als decrets que afavorien els comerciants francesos i prohibien el comerç amb anglesos i holandesos, principals socis comercials de valencians, catalans i aragonesos. Però poc després la Guàrdia de Corps de Felip V empresonà al comte de Cifuentes i al comte d'Erill, mentre el comte de Luque i el comte de Requena foren desterrats, per bé que el 10 de juny de 1705 acabarien també detinguts per conjurar contra el rei. El 31 de desembre de 1704 Felip V ordenà al consell que es reunís en plenari i recolzés el decret d'imposició d'impostos sense cap contradicció. Com a resposta, el duc de Medinasidonia, el de Fresno, el de Montalvo, i Portocarrero es negaren obertament a reunir-se al·legant que estaven malalts; altres, com el duc de Medinaceli, el comte de Mancera, el comte de Frigliana, el comte de Monterrey, el duc de Veragua, el marquès de Canales i el comte de Palma, es reuniren però no votaren perquè les ausències invalidaven el procediment, s'aixecaren de la reunió i li espetaren a la cara a Felip V: «dese cuenta Su Majestad de lo que pasa, y recapacite su decisión».

## L'aixecament dels estats de la Corona d'Aragó (1705-1706)

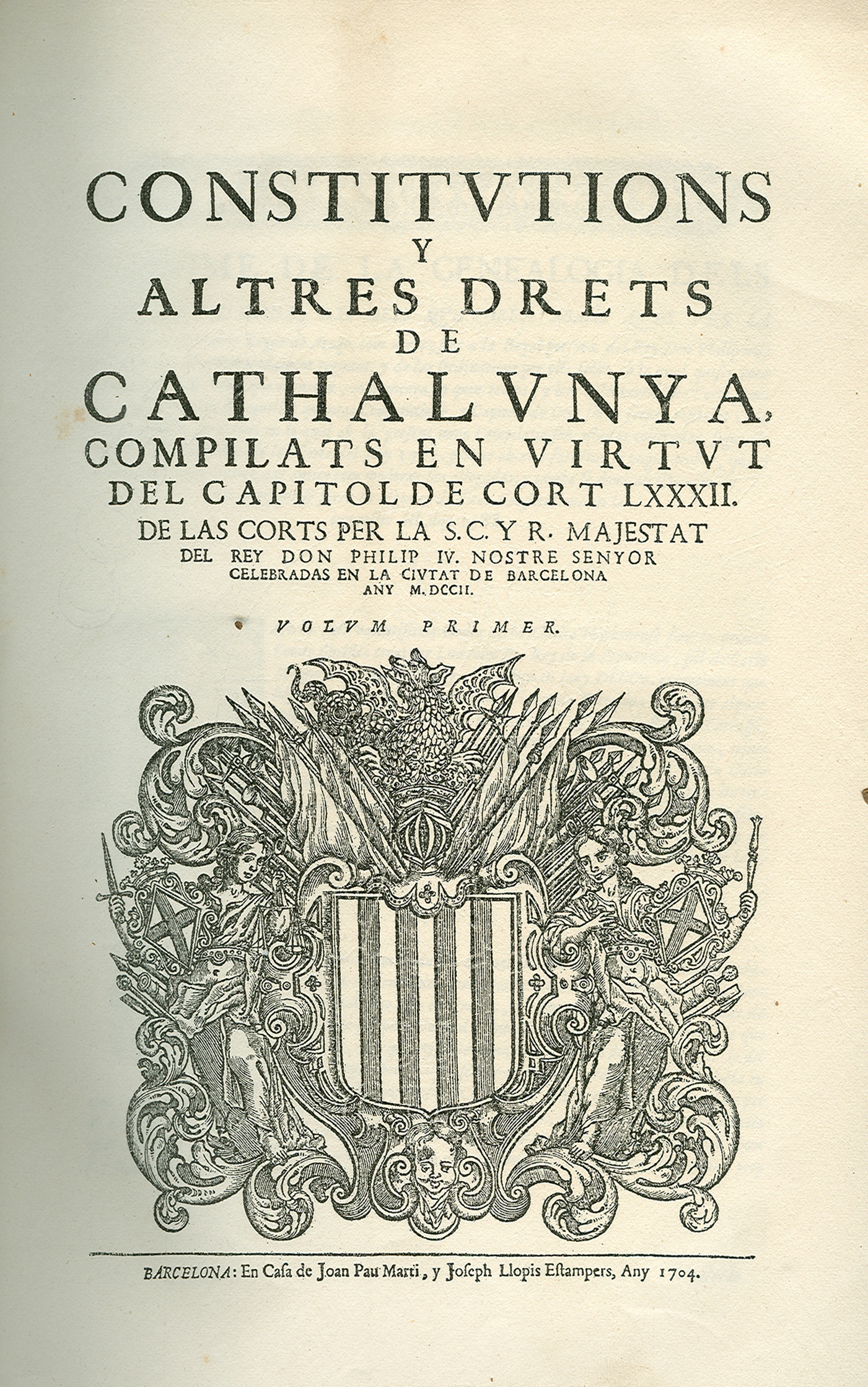
Constitucions de Catalunya publicades el 1704 en virtut del Capítol de cort LXXXII que fou aprovat en les Corts Catalanes celebrades a Barcelona entre 1701-1702. Però el 1704 el virrei Francisco de Velasco les va vulnerar repetidament provocant l'aixecament en armes a Catalunya contra Felip V. Poc després Carles d'Àustria desembarcava a Barcelona on era rebut com un alliberador i era jurat com a nou sobirà de Catalunya. Seguirien després els regnes d'Aragó, València, i Mallorques

Des del Desembarcament aliat de Barcelona el 1704, la tensió política també s'havia agreujat al Principat de Catalunya. Seguint les indicacions del seu avi i respectant les obligacions testamentàries en virtut de les quals havia esdevingut monarca espanyol, Felip V havia jurat els furs i les constitucions dels estats de la Corona d'Aragó. Tot seguit s'obriren corts d'Aragó i Corts Catalanes a Barcelona (1701-1702), en les que s'obtingué la creació del Tribunal de Contrafaccions que acotava la sobirania del monarca i vetllaria perquè es complissin les lleis de Catalunya; El 1703, però, es produí un salt qualitatiu quan a Viena l'arxiduc Carles d'Àustria fou nomenat legítim monarca espanyol, evidenciant així que la Casa d'Àustria ja no només pretenia arrabassar-li els territoris italians a la monarquia espanyola, sinó que a partir d'aleshores lluitaria també per obtenir el tron d'Espanya. L'intent de desembarcament aliat a Barcelona amb la complicitat d'un reduït nombre d'austriacistes, per bé que frustrat, donà lloc al virrei borbònic de Catalunya Francisco de Velasco a llançar una repressió indiscriminada conculcant repetidament les Constitucions de Catalunya. La ciutat de Barcelona, que tenia el privilegi de nomenar ambaixadors propis, nomenà a Pau Ignasi de Dalmases perquè denunciés davant Felip V en persona l'actitud anticonstitucional del virrei Velasco.

### ElDespachode Michel-Jean Amelot
El 5 de febrer de 1705, només arribar a Madrid, Pau Ignasi de Dalmases fou detingut i empresonat. A la cort la situació de tensió política s'estava tornant insostenible per l'oposició del cardenal Portocarrero a l'intervencionisme francès sobre el govern espanyol. El secretari del Despatx Universal Antonio de Ubilla fou destituït i, seguint les pressions del President del Consell de Castella duc de Montellano, es nomenà al marquès de Mejorada, mentre el primer conservà la seva plaça al Consell d'Índies. L'abril del 1705 Lluís XIV donà instruccions a Michel-Jean Amelot per a esdevenir nou ambaixador i prendre el control del Despacho. Ametot pertanyia a la noblesa de toga, fet que el faria menys complaent que els seus predecessors i més adient per a complir amb la funció que l'ocasió requeria.
Estaria acompanyat per Jean Orry —a qui es tornava a enviar a Madrid per recuperar el control dels temes militars i el seu finançament—, per la Princesa dels Ursins —les repetides súpliques i precs de la jove reina Maria Lluïsa de Savoia li havien fet evident a Lluís fins a quin punt aquesta depenia de la Cambrera Major—, i per un nou confessor, Pierre Robinet, —substituint a Daubenton, que s'havia enfrontat amb la Ursins. Tots ells s'haurien d'encarregar de dominar l'ànim inestable de Felip V i la seva esposa. El 19 de maig de 1705 Amelot arribà a la cort de Madrid. Segons l'historiador francès Baudrillart, uns dels que han estudiat amb més profunditat el regnat de Felip V, el programa polític d'Amelot i la princesa dels Ursins comptava amb tres punts:
- Sotmetiment de l'alta noblesa
- Subordinació dels Ordes religiosos
- Destrucció de les institucions nacionals dels territoris no castellans.

El juny de 1705 la secretaria amb les competències de Guerra i Hisenda quedà en mans de Grimaldo, mentre que l'altra dirigida pel marquès de Mejorada. Poc després es restablia la Tresoreria Major de Guerra i el marquès de Canales era recuperat per col·laborar amb Jean Orry en temes relacionats amb la guerra, la secretaria de Guerra i Hisenda, al capdavant de la qual fou posat José de Grimaldo, mentre el teòric titular de la secretaria universal marquès de Mejorada quedava encarregat de «todo lo demás de cualquier materia que sea», és a dir, assumptes eclesiàstics i de justicia. El Despacho quedava format per l'ambaixador francès Michel-Jean Amelto, Jean Orry, que no tenia ni plaça ni títol concret però formava part del Despacho, el comte de Mancera, el President de Castella duc de Montellano, i els dos secretaris. Poc després, l'agost de 1705, el duc de Montellano és destituït de la presidència del consell de Castella, essent nomenat en el seu lloc Francisco Ronquillo Briceño, i la influència francesa a la Junta del Despatx es consolidà amb la incorporació del duc de Veragua. Per la seva part, Amelot escrivia a Lluís XIV dient-li que es podia governar tota la Monarquia amb Felip V, Orry i ell mateix. Orry elevava els informes a Amelot, i ell mateix després d'examinar-los li donava la resposta a Orry. Orry donava les ordres al marquès de Mejorada i a Grimaldo, els secretaris, que les feien executar.
El 15 de juliol de 1705 Felip V sancionava el Reial Decret 15-VII-1705 que creava oficialment i posà fi de iure a la Secretaria del Despatx Universal al dividir-la en dos i legalitzar el repartiment de competències. El funcionament del Despacho era el següent. Es tractava un tema general «a boca» i després els secretaris executaven les directrius generals donant ordres concretes amb gran marge de maniobra. D'aquí passaven als oficials de secretaria, que les passaven als superintendents, i aquests als intendents i corregidors, i d'aquí als municipis. Un sistema piramidal i jeràrquic on els esglaons inferiors es limitaven a complir ordres sense participar en el procés, i si elevaven una consulta, es rebia un «enterado» al que podia seguir una altra ordre del grau superior.

### Desembarcament triomfal de l'arxiduc Carles d'Àustria a Barcelona
El 3 de maig de 1705 un grup d'austriacistes proclamava a Vic a l'arxiduc Carles d'Àustria com a legítim monarca espanyol, i el 20 juny de 1705 els cabdills austriacistes catalans exiliats signaven el Tractat de Gènova; amb aquesta aliança militar entre el Principat de Catalunya i el regne d'Anglaterra Catalunya es comprometia a lluitar per la causa del pretendent al tron espanyol Carles d'Àustria amb l'ajuda militar d'Anglaterra, i aquesta es comprometia a defensar les Constitucions de Catalunya fos quin fos el resultat de la guerra.
A l'octubre de 1705 les tropes de l'arxiduc Carles van prendre Barcelona, i la Generalitat Catalana i els consellers de Barcelona van aclamar-lo com un alliberador. Dies més tard, Carles d'Àustria era proclamat legítim rei i jurava respectar les Constitucions de Catalunya. Poc després se sumaven a l'aixecament contra Felip V el regne de València, el regne d'Aragó i el regne de Mallorques, de manera que tots els estats de la Corona d'Aragó van jurar fidelitat a Carles d'Àustria com a nou rei. La caiguda de Barcelona provocà una rebel·lió oberta al Consell d'Estat, i el 9 de novembre de 1705 Portocarrero reuní al Consell d'Estat en ple. Es presentà un Memorial on reclamaven que es tornés al govern per consells i que tot era culpa del nou sistema. L'esclat de la revolta a Catalunya forçà els enviats francesos a acudir als Grans d'Espanya, principalment al duc de Medinaceli i al comte de Frigliana, caps de l'oposició. Se'ls prometé que es formaria un nou Despacho, però aquests exigiren que no hi havia d'haver l'ambaixador francès, llevat que l'ambaixador espanyol participés en el govern francès amb Lluís XIV a Versalles. Finalment tot plegat no prosperà i es nomenà al comte de Frigliana perquè acompanyés al rei com amb el títol de Majordom Major durant la campanya per reconquerir Catalunya.
L'abril de 1706 les tropes de Felip V varen contraatacar i es dirigiren directament contra Barcelona. Varen envoltar la ciutat i iniciaren el Setge de Barcelona (1706) a fi de reconquerir-la i acabar amb el principal bastió constitucionalista. Però el 8 maig de 1706 es va albirar en l'horitzó a la flota anglesa, fet que provocà l'aixecament del setge i la caòtica fugida de les tropes borbòniques, que van deixar abandonats al camp davant de Barcelona als ferits, els subministraments i tot el tren d'artilleria. Orry fou destituït i reclamat a Versalles.

### Legislació
- Reial Decret 11-VII-1705: Sobre la division en dos de la Secretaría del Despacho Universal (Nov. Rec. not 1, tit. 6, lib. 3)
- Reial Decret 2-X-1706: Les dues secretaries del Consell d'Estat es redueixen a una, mateixa sort que passarien les dues secretaries del Consell de Guerra. I finalment una sola secretaria comuna l'1 de maig de 1717.

## Nova Planta: «por justo derecho de conquista» (1707-1709)

### La conquesta borbònica d'Aragó i València

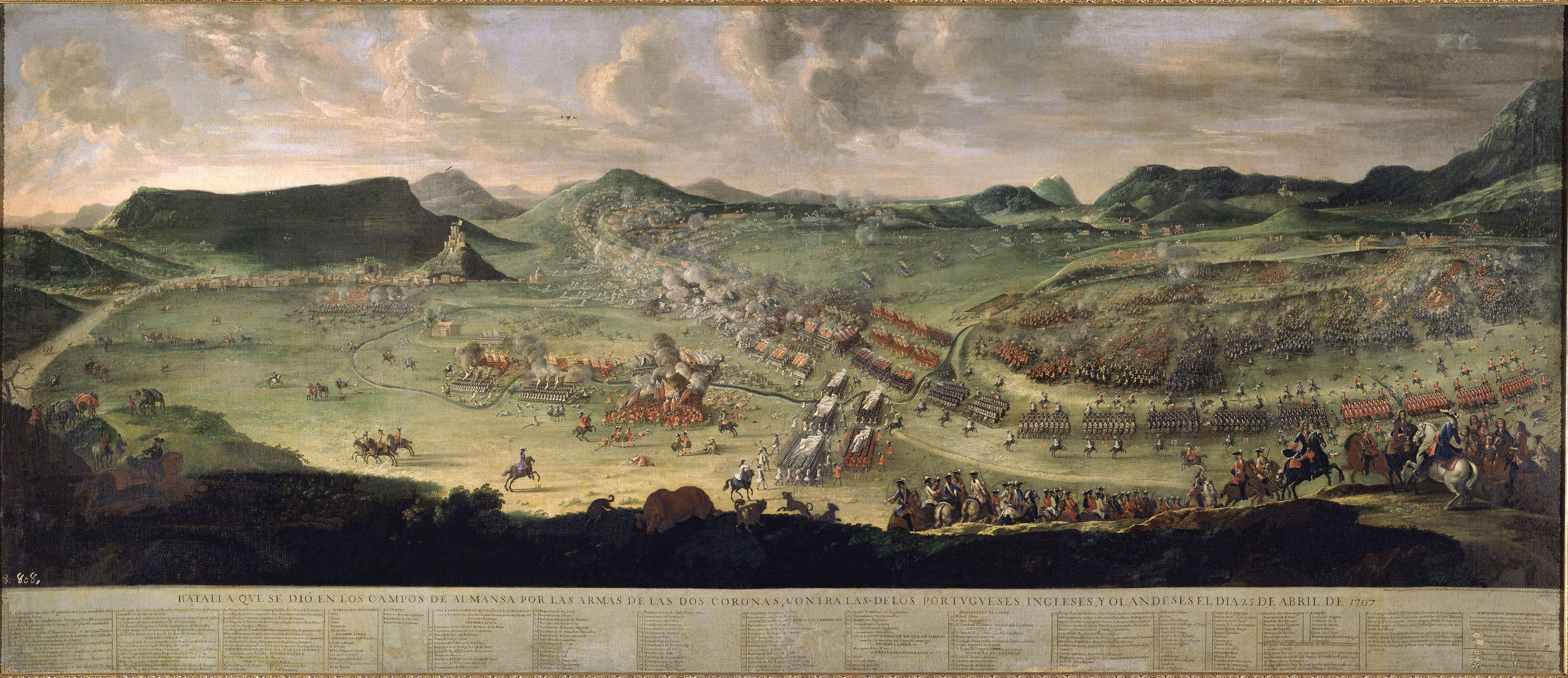
Després de la batalla d'Almansa (25 d'abril, 1707) Felip V al·legà el «dret de conquesta» per derogar el règim constitucional de la Corona d'Aragó abolint els furs aragonesos i els furs valencians.

Derrotat l'exèrcit borbònic, les tropes austriacistes es llençaren a l'ofensiva per conquerir Madrid, ciutat que van prendre fàcilment al cap de pocs mesos, però de la qual van haver de retirar-se davant el rebuig de la població i l'arribada de tropes franceses per reforçar l'exèrcit borbònic. Aquest va perseguir l'exèrcit austriacista fins a derrotat-lo a la batalla d'Almansa el 1707, fet que poc després va permetre a les tropes borbòniques la conquesta i ocupació militar del regne de València i el regne d'Aragó. El 8 de maig la ciutat de València es rendeix a Berwick i el 26 de maig el duc d'Orleans entra a Saragossa. El 29 de juny de 1707 Felip V de Castella emetia a Madrid el decret que abolia els furs aragonesos i els furs valencians, acusant aquests regnes del delicte de rebel·lió i apel·lant al just «dret de conquesta», quedant derogat el règim constitucional, el sistema legislatiu i les institucions d'autogovern, així com el dret privat i el dret públic d'ambdós estats de la Corona d'Aragó.

### Abolició del règim constitucional d'Aragó i València
Després de la batalla d'Almansa (25 d'abril de 1707) i la subsegüent conquesta borbònica del regne de València i del regne d'Aragó, al Despacho es formen dues faccions: els radicals, encapçalats per Michel-Jean Amelot, Francisco Ronquillo Briceño, el duc de Veragua, el duc de San Juan i, sobretot, Melchor Rafael de Macanaz, que eren partidaris d'abolir els furs d'aquests territoris sense dilació mitjançant reial decret; i els moderats, com el duc de Medina Sidonia, el comte de Montellano i el comte de Frigiliana, que veien més oportú no observar-los sense cap altra mesura particular. Al final s'imposà la tesi radical, redactant Amelot i Macanaz el decret d'abolició dels furs d'Aragó i de València, que derogava tot el sistema constitucional d'ambdós regnes; aquest fou promulgat per Felip V al Palacio del Buen Retiro de Madrid el 29 de juny de 1707 (Reial Decret de 29-VI-1707).
L'abolició es justificava al·legant el delicte de «rebel·lió» que haurien comès en faltar al jurament de fidelitat al rei que se sumava al «dret de conquesta» tal com diu explícitament «s'afegeix ara la del just dret de la conquesta que d'ells han fet últimament les meves Armes amb el motiu de la seva rebel·lió», i s'atorgava la sobirania absoluta per donar o treure lleis obviant explícitament el règim pactista propi dels estats de la Corona d'Aragó «un dels principals atributs de la Sobirania és la imposició i derogació de les lleis». A totes aquestes justificacions, el drecret redactat per Melchor Rafael de Macanaz assenyalava, a més, la seva voluntat de reduir tots els dominis del rei a les lleis de Castella «reduir tots els meus regnes d'Espanya a la uniformitat d'unes mateixes lleis, usos, costums i tribunals, governant-se igualment tots per les lleis de Castella tan lloables i plausibles en tot l'Univers». Resolia finalment abolint i derogant totes les institucions d'autogovern i el mecanisme legislatiu basat en el pacte entre el regnum i el rex en les corts: «He jutjat convenientment abolir i derogar completament, com sens dubte dono per abolits i derogats, tots els referits furs, privilegis, pràctica i costum fins aquí observades en els referits regnes d'Aragó i València». D'aquesta manera quedaven abolits:
- Al Regne de València: Corts Valencianes, Generalitat Valenciana, Governadors Generals, Batles Generals, Justícia del Regne de València, Consell General, Mestre Racional, Arxiu del Regne de València, Síndic del Regne de València, Jurats de la Ciutat de València.

- Al Regne d'Aragó: Corts d'Aragó, Generalitat Aragonesa, Furs d'Aragó, Justícia d'Aragó.

### La Nova Planta absolutista de València
La segona part del Reial Decret de 29-VI-1707 establia com serien governats a partir d'aleshores ambdós territoris. Invocava, novament, la seva voluntat que tots els seus dominis «es redueixin a les lleis de Castella, i a l'ús, pràctica i forma de govern que es té i ha tingut en ella i en els seus Tribunals sense cap diferència». L'abolició dels furs significava també que quedaven abolides les jurisdiccions pròpies dels valencians i els aragonesos, quedant abolits els privilegis d'estrangeria dels dos estats de la Corona d'Aragó. El fet de perdre la pròpia jurisdicció era presentat en el decret no com una pèrdua, sinó com un avantatge assenyalant que a partir d'aquell moment «podent obtenir per aquesta raó els meus fidelíssims vassalls els Castellans oficis i càrrecs a Aragó i València, de la mateixa manera que els Aragonesos i Valencians han de poder d'ara endavant gaudir-los a Castella sense cap distinció».
Aquesta disposició era explícitament presentada com una recompensa als seus súbdits castellans per haver-li estat fidels «facilitant jo per aquest mitjà als Castellans motius perquè acreditin de nou els efectes de la meva gratitud, dispensant en ells els majors premis, i gràcies tan merescudes de la seva experimentada i copel·lada fidelitat», i interpretava que pels aragonesos i valencians també seria un avantatge. A la pràctica però, allò que succeí fou que els castellans, que tenien una majoria demogràfica notable respecte de valencians i aragonesos, passaren a ocupar llocs de responsabilitat a Aragó i a València. Finalment el decret establia que a partir d'aleshores els regnes d'Aragó i València s'haurien de governar amb unes institucions estructurades que «es governin i manegin en tot i per tot com les dues Cancelleries de Valladolid i Granada, observant literalment les mateixes regalies, lleis, pràctica, ordenances i costums que es guarden en aquestes, sense la menor distinció i diferència en res».
L'agost del 1707 es formà la Cancelleria de València tal com havia disposat el Reial Decret de 29-VI-1707, que després seria complementat per la Reial Cèdula de 7-X-1707, seguint l'estructura de les Cancelleries de Valladolid i de Granada. Durant aquest període Melchor Rafael de Macanaz fou nomenat Jutge de Confiscacions i tingué confrontacions amb l'arquebisbe de València arran de les regalies. El sistema imposat a València fracassà per les friccions amb el Capità general de València, i pel Reial Decret d'11-VI-1716 la Cancelleria de València fou reduïda a nivell de Reial Audiència tenint la mateixa planta que la Reial Audiència d'Aragó. Com a òrgan de govern quedà presidida i subordinada al Capità General de València i com a òrgan de justícia territorial estava presidida pel Regent i subordinada a les resolucions del Consell de Castella. Com a òrgan de justícia estava constituïda per tres sales -dos per assumptes civils i una per criminals-, amb 4 oïdors a la sala del civil, 5 oïdors a la sala criminal, i un fiscal que posteriorment fou ampliat a 2. Al passar a tenir el mateix ordenament jurídic tant civil com criminal que els castellans, aquests deixaren d'esser estrangers a València i els funcionaris començaren a esser nomenats des de Madrid. La llengua de l'administració passà a esser el castellà, quedant-ne postergat el valencià.
- Reial Audiència de València
  - Institució: Reial Decret de 29-VI-1707 / Reial Cèdula de 7-X-1707 / Reial Decret d'11-VI-1716
  - Presidència: capità general de València, i en afers estrictament judicials el Regent.
  - Funcions: Com a òrgan de govern subordinada al capità general de València; com a òrgan de justícia territorial subordinada al Consell de Castella.
  - Composició: 1 Regent, 4 oïdors per als afers civils -en una sala, ampliada després a dos - i 5 oïdors per als criminals -una sala-, 1 fiscal. Posteriorment es creà una segon fiscalia.

### Uniformisme imperfecte: Privilegis per a botiflers i concordats
L'única salvedat de les disposicions del Reial Decret de 7-VI-1707 fou la que atenyia a la jurisdicció eclesiàstica, per bé que s'especificava que aquesta salvedat era fruit no de la seva voluntat del monarca sinó perquè es podia abolir «en conseqüència de les concòrdies ajustades amb la Seu Apostòlica». Aquestes salvedats de la jurisdicció eclesiàstica foren especificades en la Reial Cèdula de 7-IX-1707. Però l'abolició de tot el sistema foral aixecà polèmica entre els mateixos aragonesos i valencians que havien estat lleials a Felip V. Aquests adreçaren consultes i peticions respecte a si els privilegis de què gaudien havien quedat, o no, també abolits. El mes següent, per mitjà del Reial Decret de 29-VII-1707, Felip V clarificà que es mantenien els furs i privilegis d'aquells que li havien estat fidels i bons vassalls, no volent que «en ningun caso puede haberse entendido con raxon fuese mi Real ánimo notar, ni castigar como delinqüentes á los que conozco por leales : pero para que mas claramente conste de esta distincion, no solo declaro, que la mayor parte de la nobleza, y otros buenos vassallos del estado general, y muchos pueblos enteros han conservado en ambos reynos pura é indemne su fidelidad». Reconeixent la seva lleialtat, «Tambien les concedo la manutencions de todos sus privilegios, esenciones, franquezas y libertades concedidas por los Señores Reyes mis antecesores, o por otro justo título adquiridas, de que mandaré expedir nuevas confirmaciones á favor de los referidos lugares, casas, familias y personas, de cuya fidelidad estoy enterad». Però recordava que els privilegis només es mantenien per a particulars i municipis fidels, perquè això no afectava al nou sistema de govern d'ambos regnes recordant, novament, que «Y porque mi Real intencion es, que todo el continente de España se gobierne por unas mismas leyes». Aquest uniformisme asimètric s'acabà de sancionar el 1708, quan amb per la Reial Resolució de 5-XI-1708 Felip V resolgués el manteniment dels furs alfonsins, una legislació aragonesa vigent al regne de València i que afectava a municipis fundats de quinze veïns.

### Annexió d'Aragó i València al Consell de Castella
Si ja pel Reial Decret de 9-VI-1707 estaven abolits i derogats tot el sistema polític, legislatiu, jurídic i àdhuc social d'Aragó i València, i passaven a ser governats per les lleis de Castella, esdevenint a partir d'aleshores una jurisdicció castellana, l'annexió definitiva es donà pel Reial Decret de 15-VII-1707, pel qual s'abolia i es derogava el Consell d'Aragó, i totes les disposicions d'Aragó i València passaven a estar sota la jurisdicció i a ser governats pel Consell de Castella. L'impuls definitiu vingué, novament, de la mà de Melchor Rafael de Macanaz, que argumentà que ja no era necessari el Consell d'Aragó.

### Legislació
- Reial Decret de 29-VI-1707: Derogación de los fueros de Aragón y Valencia; y su reduccion á las leyes y gobierno de Castilla (Nov. Rec. l.III, t.III, l.I)
- Reial Decret de 15-VII-1707: Agregación al Consejo y Cámara de Castilla de todos los negocios correspondientes al Consejo extinguido de Aragón (Nov. Rec. l.IV, t.V, l.IX)
- Auto de 25-VII-1707: Todos los negocios, que corrian por el Consejo de Aragon, se goviernen por el Consejo, i Camara.  (Nov. Rec. lib II, tit. IV, a.LXVI)
- Reial Decret de 29-VII-1707: Subsistencia de los fueros y privilegios de los buenos vasallos de Aragón y Valencia, y gobierno de estos reynos uniforme al de Castilla (Nov. Rec. l.V, t.III, l.II)
- Reial Cèdula de 7-IX-1707: Gobierno de las Audiencias de Aragon y Valencia conforme al de las Chancillerías de Valladolid y Granada; y conservación de las Jurisdiccions eclesiásticas y secular en los dos Reynos. (Nov. Rec. l.V, t.VII, l.I)
- Reial Resolució de 5-XI-1708: Observancia de los fueros Alfonsinos (aragoneses) en el reyno de Valencia respectivos á la jurisdiccion de los lugares que se fundaron de quince vecinos (Nov. Rec. l.V, t.III, l.III)
- Reial Decret d'11-VI-1716: Reduccion de la Chancillería de Valencia á Audiencia conforme á la de Aragon; y conclusion de los pleytos en ella, con reserva de los recursos de segunda suplicacion al Consejo (Nov. Rec. l.V, t.VIII, l.I)

## La crisi borbònica de 1709

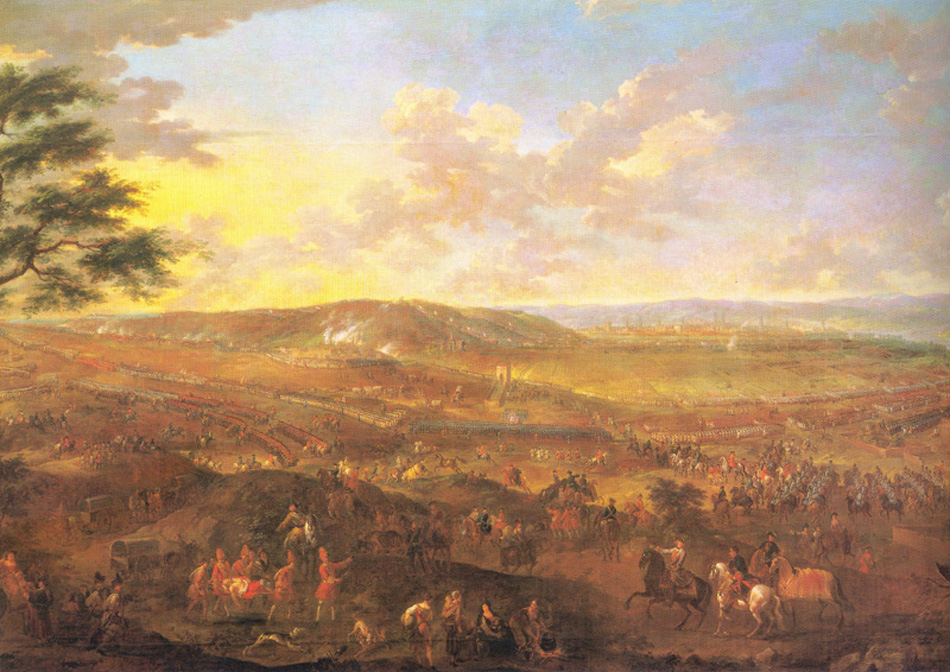
Batalla de Saragossa (20 d'agost de 1710)

El 1709, amb França esgotada per la guerra, Lluís XIV inicià converses de pau amb els aliats a la conferència de Geertruidenberg, pressionant al seu net perquè abdiqués en favor de Carles d'Àustria, però la Princesa dels Ursins es convertí en un obstacle per a la consecució d'un tractat al pretendre que se li assignés un territori als Països Baixos Espanyols sota la seva sobirania, condició que la República de les Províncies Unides (Holanda) es negà a acceptar, frustrant la pau. L'ambaixador francès Amelot fou retirat, les relacions entre Felip V i el seu avi Lluís XIV quedaren estroncades, i les tropes franceses es retiraren de la península. Això impulsà l'exèrcit austriacista a llançar una nova ofensiva el 1710, alliberant el regne d'Aragó de l'ocupació borbònica i restablint els furs aragonesos. L'ofensiva culminà amb l'ocupació, una altra vegada, de Madrid, però novament arribaren reforços i les tropes austriacistes s'hagueren de retirar.

### Reconquesta borbònica d'Aragó el 1711
La contraofensiva borbònica de 1710 aconseguí la rendició de les tropes expedicionàries britàniques al Setge de Brihuega i, malgrat que la resta de l'exèrcit austriacista feu fugir les tropes borbòniques a la batalla de Villaviciosa, aquest continuà la seva retirada cap al Principat de Catalunya per a aprovisionar-se. L'exèrcit borbònic tornà a ocupar el regne d'Aragó i pel Reial Decret de 3-IV-1711 Felip V promulgà com hauria de governar-se a partir d'aleshores el territori malgrat que les circumstàncies bèl·liques forçaven a qualificar el nou disseny d'interí. Havent abolit els furs el 1707, el Reial Decret de 3-IV-1711 ja no hi tornà a fer esment i establí l'estructura de la Reial Audiència d'Aragó.

### La Nova Planta absolutista d'Aragó

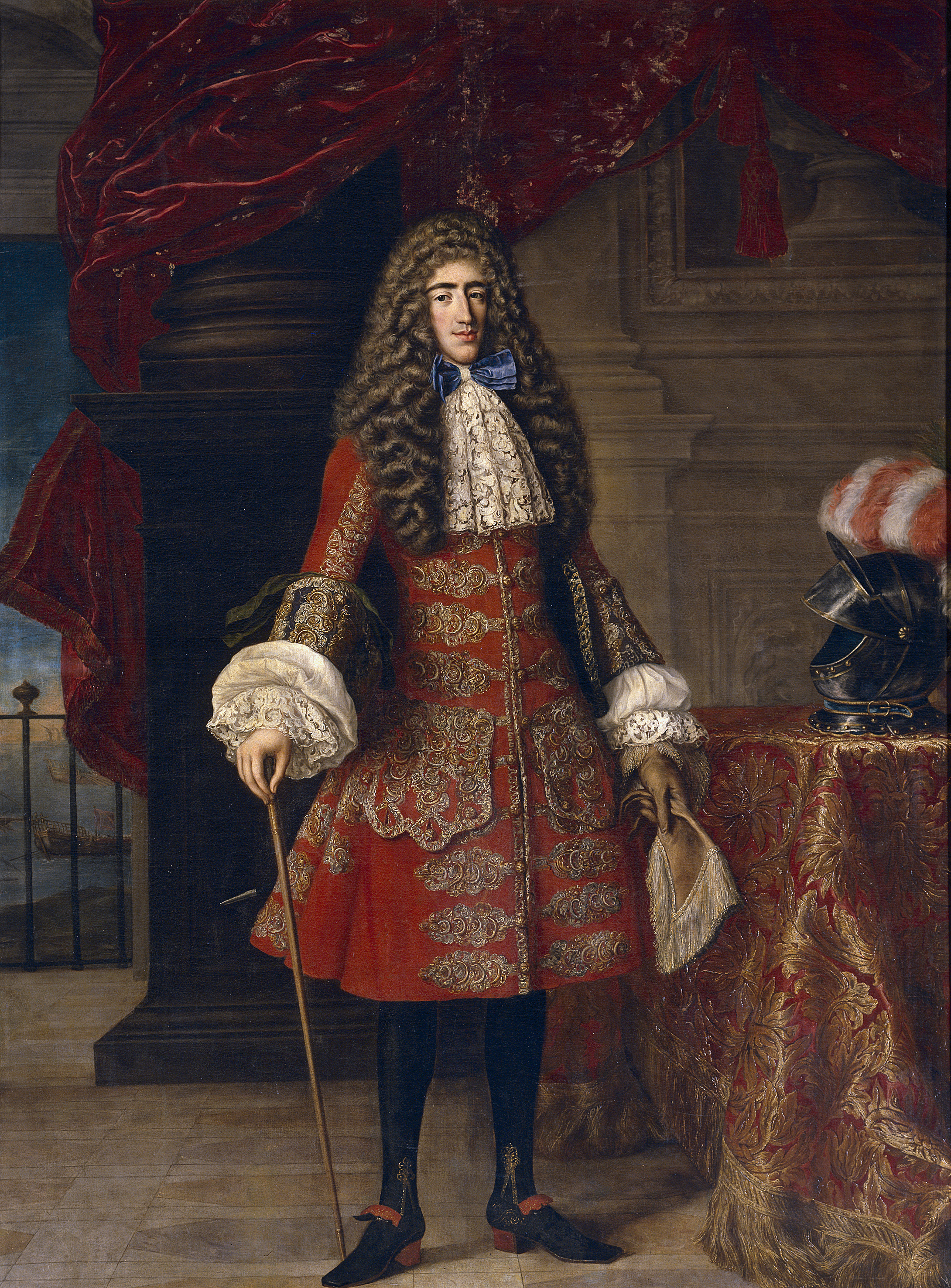
Luis Francisco de la Cerda i Aragó,
duc de Medinaceli (1660-1711).
Era un dels aristòcrates més importants de l'època, Gran d'Espanya i duc de Medinaceli, i també duc d'Alcalá, duc de Cardona, duc de Sogorb, marquès de Cogolludo, de Tarifa, d'Alcalá de la Alameda, de Dénia, de Comares, de Pallars, comte d'Empúries, de Prades, de Los Morales, de Santa Gadea, del Puerto de Santa María, de Buendía, de Ampudia, vescomte de Vilamur, senyor d'Entença, de Luzón i d'Enciso.
Es va oposar a la creixent influència francesa en la cort de Felip V, i el 1710 revelà als anglesos els plans secrets per concertar una treva entre les Províncies Unides i França, qüestió que va provocar la seva caiguda i el seu processament. Va ser empresonat a l'Alcázar de Segòvia i després al castell de Pamplona, on va morir el 1711.

Amb la reconquesta borbònica del regne d'Aragó (1711), aquest entrà de ple en la via de la uniformitat castellana, però s'introduí un canvi significatiu en el Reial decret de 3-IV-1711 respecte al que s'estableix el 1707 en el Reial Decret de 9-VI-1707 i la Reial Cèdula de 7-X-1707, doncs ara la planta ja no seria com la de les Cancelleries de Valladolid o Granada, sinó que esdevindria una simple Reial Audiència. Aquesta es compondria d'un Regent i dues sales: una civil amb quatre magistrats, i una altra de criminal amb cinc magistrats, així com dos fiscals, un per cada sala. Un altre del canvis significatius fou que el dret civil aragonès quedava restablert —tot i que per la pèrdua de les Corts ja fou impossible renovar-lo i adaptar-lo en el transcurs del temps— com a subsidiari, establint que serien consultades les normes municipals aragoneses «sólo en lo tocante a los contratos, dependencias y casos en que no interviniere con cualquiera de mis vasallos», establint doncs que de manera general «ha de juzgar la expresada sala de lo Civil según las leyes de Castilla». En la sala del criminal la situació continuà com el 1707 sense cap mena de salvedat, reafermant-se que «se fallarían las sentencias según las leyes de Castilla». També s'instaurava la figura del Comandant General d'Aragó —denominat a partir de 1722 Capità General—, al càrrec del qual estaria el «gobierno militar, político, económico y gubernativo». Poc després el Reial Decret de 14-IX-1711 augmentà una sala més del civil i l'endemà la Reial Resolució de 15-IX-1711 resolia sobre els conflictes de jurisdiccions que havien sorgit sobre les seves competències.
Amb l'abolició dels furs el 1707 i la implantació el 1711 del Comandant General d'Aragó i la Reial Audiència d'Aragó, la monarquia espanyola havia aconseguit la implantació d'un govern absolut en un regne que ja des del segle xvi s'havia mostrat desafiant a la intromissió reial en la seva sobirania, a redós de les figures del Justícia d'Aragó i la Generalitat aragonesa. L'abolició de les dues institucions anava parella a l'assumpció de tota la sobirania per part del monarca; les facultats judicials, legislatives i administratives s'havien perdut pel regne d'Aragó. La castellanització no fou tant traumàtica com en els altres territoris de la Corona d'Aragó a l'haver esdevingut ja el castellà llengua de l'administració durant el segle anterior; pel que fa a les places, i com en casos de València, i els futurs de Catalunya i Mallorca, es reservaren places pels «naturales», però, com també succeí en els altres territoris, les places de Regent i Fiscal de l'Audiència foren ocupades per castellans.
- Reial Audiència d'Aragó
  - Institució: Reial Decret de 29-VI-1707 / Reial Decret de 29-VII-1707 / Reial Decret de 3-IV-1711 / Reial Decret de 14-IX-1711 / Reial Resolució de 15-IX-1711
  - Presidència: Presidida pel Capità General d'Aragó, mentre que afers estrictament judicials pel Regent.
  - Funcions: Com a òrgan de govern, subordinada al Capità General d'Aragó; com a òrgan de justícia territorial, subordinada al Consell de Castella.
  - Composició: 1 Regent, 4 oïdors per als afers civils —en una sala, ampliada a dues el 1711— i 5 oïdors per als criminals —una sala—, 1 fiscal. Es reservaren places pels naturales aragonesos, però els càrrecs de Regent i Fiscal estigueren vetats als aragonesos i foren ocupats per castellans. El 1742 se suprimí una plaça d'oïdor a la sala del crim i es creà una segon fiscalia.
  - Legislació aplicada: A la sala del crim es dictarien les sentències segons les lleis de Castella. A la sala civil, com a norma general, les lleis de Castella, per bé que com a subsidiari es consultaria el dret civil aragonès només pel que fa a contractes i dependències.

### Legislació
- Reial Decret de 29-VI-1707: Derogación de los fueros de Aragón y Valencia; y su reduccion á las leyes y gobierno de Castilla (Nov. Rec. l.III, t.III, l.I))
- Reial Decret de 29-VII-1707: Subsistencia de los fueros y privilegios de los buenos vasallos de Aragón y Valencia, y gobierno de estos reynos uniforme al de Castilla (Nov. Rec. l.V, t.III, l.II)
- Reial Decret de 3-IV-1711: Establecimiento d'un gobierno en Aragon; y planta interina de su Real Audiencia en Zaragoza (Nov. Rec. l.V, t.VII, l.II)
- Reial Decret de 14-IX-1711: Aumento d'una Sala civil en la Audiencia de Aragon; y formacion de esta segun la planta de Sevilla (Nov. Rec. l.V, t.VII, l.III)
- Reial Resolució de 15-IX-1711: Declaracion de dudas acerca de la planta de la Audiencia de Aragon establecida por las leyes precedentes (Nov. Rec. l.V, t.VII, l.IV)

## El Tractats d'Utrecht i la fi de la guerra a Europa
A finals del 1711 la posició militar dels austriacistes a la Monarquia d'Espanya estava molt debilitada, tenint només el control del Principat de Catalunya i el regne de Mallorca, mentre el regne d'Aragó i el regne de València havien estat ocupats militarment. En aquest context es produí un canvi en l'escenari polític internacional en esdevenir el rei Carles d'Àustria emperador del Sacre Imperi Germànic de resultes de la mort del seu germà i hereu Josep. Les potències de la Gran Aliança de la Haia iniciaren a Utrecht converses de pau amb Lluís XIV de França per tal arribar a una pau general a Europa. El regne d'Anglaterra arribà a una pau per separat amb Felip V quan aquest renuncià al tron de França (article 2n), entregà a Anglaterra el penyal de Gibraltar (article 10è) i l'illa de Menorca (article 11è), i concedí llicències comercials a Amèrica (article 12è) als anglesos. A canvi, aquests van cedir davant Felip V, i el 13 de juliol de 1713 van signar la pau violant el Tractat de Gènova que havien firmat el 1705 amb Catalunya. Felip V es va comprometre en l'article 13è del Tractat d'Utrecht a aprovar una amnistia als catalans i donar-los els mateixos drets i privilegis que els castellans, fet que significava una abolició de facto de les Constitucions de Catalunya i la imposició de les lleis de Castella a Catalunya, tal com ja havia fet anteriorment als regnes d'Aragó i València. La Casa d'Àustria, havent estat abandonada per tots els aliats, es veié forçada a buscar també la pau. El 6 de març de 1714 es firmava el Tractat de Rastatt, una pau per separat entre el Sacre Imperi i França, en virtut del qual aquesta reconeixia a la Casa d'Àustria la possessió dels territoris que havia conquerit a la dominació borbònica, i que per tant deixaven de ser possessions de la Monarquia d'Espanya per a convertir-se en dominis del Sacre Imperi. Amb una Monarquia d'Espanya encapçalada per Felip V, que es demostrarà totalment incapaç de prendre per si sol la ciutat de Barcelona, qualsevol temptativa de recuperar totes les possessions perdudes militarment fora de la península Ibèrica —regne de Sicília, Regne de Nàpols, regne de Sardenya i Còrsega, ducat de Milà, marquesat de Finale, Presidis de Toscana i Flandes— era irrealitzable.

## Nova Planta: «habiendo pacificado mis armas» (1714-1715)

### La conquesta borbònica de Catalunya i Mallorca

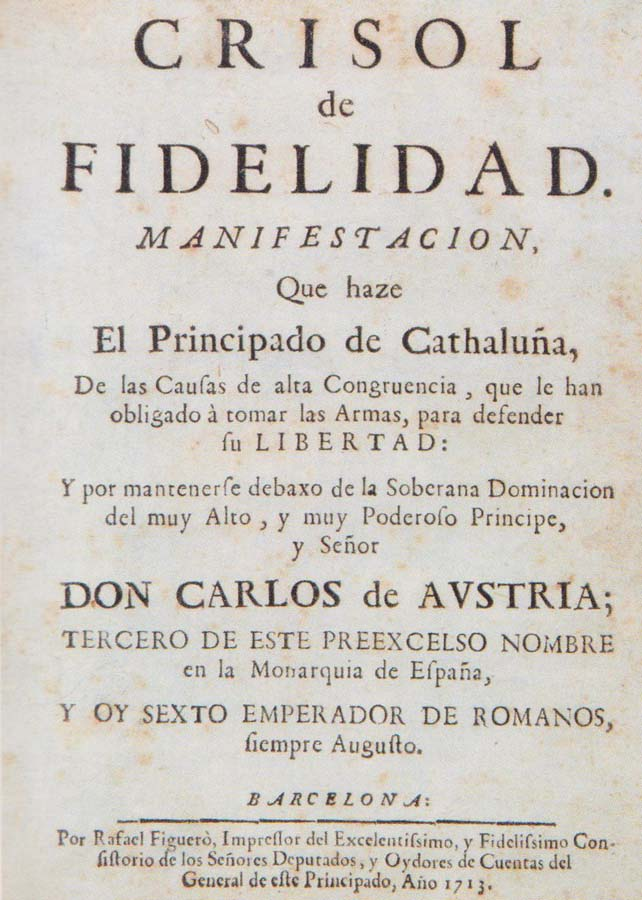
Crisol de Fidelidad (1713)
Mitjançant opuscles com Despertador de Catalunya, Crisol de Fidelidad, Lealtad Cathalana i altres tants, Catalunya lliurà també la guerra propagandística, rebatent les acusacions d'estar lluitant només per la seva Llibertat i els seus Privilegis i tractant d'argumentar que la seva lluita també era per la Corona d'Aragó i la llibertat de tota la Monarquia d'Espanya

Davant les notícies de l'abandonament anglès, es va convocar a Barcelona el 30 de juny de 1713 una Junta de Braços per deliberar si Catalunya havia de sotmetre's a Felip V o prosseguir la guerra en solitari. El 6 de juliol la Junta de Braços prengué la decisió de continuar la guerra en solitari i els comissionats dels braços generals la van lliurar als diputats de la Generalitat Catalana perquè la publiquessin. Aquests, contraris a la proclamació, dilataren l'entrada en vigor legal de l'edicte tres dies. En la sisena instància presentada pels braços generals davant els diputats de la Generalitat, se'ls recordava que era el seu deure la «conservació de les llibertats, privilegis i prerrogatives dels catalans, que els nostres antecessors a costa de sang gloriosament abocada van aconseguir, i nosaltres hem així mateix mantenir». Finalment, a les sis del matí del 9 de juliol de 1713 a Barcelona es feia pública la proclamació pública de guerra del Principat de Catalunya contra Felip V i contra França.
Proclamada públicament la declaració de guerra, l'endemà es va publicar un ban per llevar efectius per l'Exèrcit de Catalunya, que va arribar a mobilitzar 10.000 homes i del qual en fou escollit pel càrrec de general comandant el tinent mariscal Antoni de Villarroel i Peláez. Així mateix el 22 de juliol, tal com era de precepte, es va procedir a la renovació dels diputats de la Generalitat de Catalunya per al trienni 1713-1716, resultant sortejats els més proclius a la guerra. També es va procedir al nomenament dels ambaixadors de Catalunya destinats a les cancelleries europees de Viena, Londres, i la Haia a fi d'endegar la guerra diplomàtica; així mateix, i per a contrarestar la propaganda borbònica, es varen publicar diversos opuscles explicant la posició de Catalunya i, recordant l'abolició dels furs del regne d'Aragó i del regne de València, afirmant que també es lluitava per la Corona d'Aragó i per la llibertat de tota la Monarquia d'Espanya. Però la retirada de les tropes angleses havia deixat Catalunya sense protecció i el 25 de juliol de 1713 les tropes borbòniques ja arribaren davant les muralles de Barcelona on exigiren la rendició de la ciutat, que fou rebutjada el mateix dia. Durant els primers mesos la ciutat fou bloquejada davant l'estratègia de resistència passiva dissenyada per les autoritats municipals, fet que canvià el 30 de novembre de 1713 quan es produí la nova extracció dels sis magistrats municipals per al període de 1713-1714, resultant Rafael Casanova extret nou conseller en cap de Barcelona. El govern de Casanova marcà un canvi radical amb l'anterior govern, exigint a Villarroel que immediatament llancés atacs continus cada nit contra el cordó de bloqueig per a desgastar les tropes borbòniques, mentre es feien els preparatius per obrir el front de guerra a l'exterior de Barcelona, fet que s'aconseguí el gener del 1714. El mes següent la Generalitat de Catalunya transferí les competències militars als consellers de Barcelona, de manera que Rafael Casanova esdevingué la màxima autoritat política i militar de Catalunya.

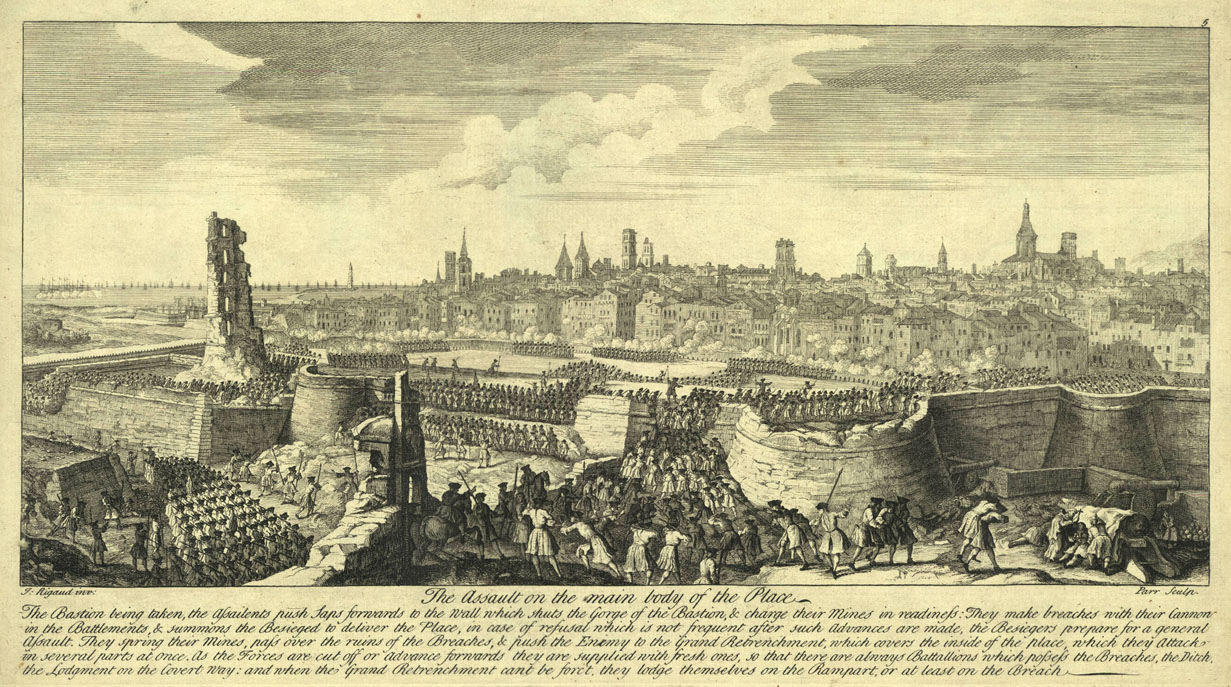
Assalt final sobre Barcelona l'11 de setembre de 1714.
A l'esquerra detall del baluard de Santa Clara, amb la torre de Sant Joan totalment ruïnosa, i contigu, l'avenç de les tropes franceses del mariscal Guerchois i del brigadier Reves per la bretxa central.

La primavera del 1714 es firmà el Tractat de Rastatt, una pau per separat entre França i el Sacre Imperi Germànic, fet que augmentà encara més les esperances de victòria dels catalans interpretant que les tropes franceses s'haurien de retirar del setge de Barcelona, debilitant encara més les posicions borbòniques. Però davant la imminent fallida financera, Felip V implorà al seu avi Lluís XIV que li enviés més tropes, i el juliol del 1714 20.000 soldats francesos, amb tot el tren d'artilleria francès, comandants pel duc de Berwick s'afegiren al setge de Barcelona mentre l'armada naval francesa bloquejava la bocana del port i iniciava l'asfíxia de la ciutat. Malgrat els intents desesperats per resistir, finalment a les 4:30h de l'11 de setembre de 1714 les tropes franceses iniciaren l'assalt final contra Barcelona. Després de diverses hores de combats s'inicià una suspensió d'armes i durant 24 hores s'estigué negociant la capitulació, que finalment fou acordada el 12 de setembre a la tarda; totes les instàncies presentades a fi de mantenir els furs catalans i els furs mallorquins havien estat rebutjades per Berwick i tan sols es concedí la vida i la llibertat dels assetjats. El 13 de setembre de 1714 Barcelona era ocupada per les tropes franceses. Mentrestant, Felip de Ferran i de Sacirera, ambaixador català a la Haia, estava eufòric, doncs després de la mort de la reina Anna s'havia entrevistat amb el nou rei de la Gran Bretanya, l'alemany Jordi I, que de camí a Londres s'havia compromès a alliberar Barcelona, havent ja el secretari de la regència Joseph Addison ordenat a l'almirall James Wishart la concentració de l'armada britànica al port de Maó. Era el 18 de setembre i encara no sabia de la caiguda de Barcelona: el compte enrere per salvar Barcelona, i amb ella les llibertats de Catalunya, havia finalitzat tan sols feia sis dies.

### Abolició del règim constitucional de Catalunya i Mallorca
El 15 de setembre el Consell de Cent de Barcelona va quedar abolit, essent tancants i segellats els seus arxius, escrivanies i arques de dipòsit. L'endemà, 16 de setembre de 1714, l'intendent filipista José Patiño llegia a la seva seu el decret d'abolició de la Generalitat Catalana, procedint de la mateixa manera que en el cas del Consell de Cent de Barcelona, i quedant derogades totes les institucions d'autogovern catalanes. Poc després els exemplars de les Constitucions de Catalunya eren requisats i cremats i tot el sistema constitucional es donava per abolit, iniciant-se un període d'ocupació militar sota l'administració del capità general borbònic de Catalunya, a l'espera que el Consell de Castella resolgués què fer amb el nou territori conquerit. Finalment, l'11 de juliol de 1715 el regne de Mallorca fou ocupat per les tropes borbòniques i, com en els anteriors casos del regne d'Aragó, del regne de València i del Principat de Catalunya, totes les seues institucions d'autogovern foren abolides. Queia així sota el domini de Felip V l'últim estat de la Corona d'Aragó i amb ell el darrer bastió del sistema constitucional que s'havia resistit a l'absolutisme borbònic.
- Al Principat de Catalunya: Generalitat Catalana, Constitucions de Catalunya, Corts Catalanes, Batllia General de Catalunya, vegueries, Reial Audiència de Catalunya (1493-1716),
- Al Regne de Mallorca: Gran i General Consell.

### El govern d'ocupació
El mariscal de França duc de Berwick, dotat per Felip V d'àmplies facultats militars i polítiques com a Generalíssim dels Exèrcits de les Dues Corones a Catalunya, esdevingué el primer Capità General de Catalunya. Estant Barcelona sota ocupació militar des del dia 13 de setembre de 1714, Catalunya passà a ser tractada «com si no tingués cap govern». Berwick emeté un decret el 15 de setembre del 1714 pel qual instaurava la Real Junta Superior de Justicia y Govierno del Principado de Cathaluña, encarregada de l'administració de govern i de justícia a Catalunya. Aquesta Junta estigué en actiu fins a primers d'abril del 1716, essent dissolta al constituir-se, d'acord amb el Decret de Nova Planta, la Reial Audiència del Principat de Catalunya. En el període, i pel que fa a matèries governatives, la Junta estigué totalment subordinada al Governador i Capità General de l'exèrcit, tenint tan sols funcions consultives o assessores d'aquell. Després de Berwick, el següent Capità General fou el Marquès de Castel-Rodrigo, que arribà a Catalunya amb despatx oficial on el rei li especificava que «en la pràctica d'aquest càrrec estareu a allò que jo declari en les ordres que us dirigiré». Entre tant, el Consell de Castella estava debatent què fer amb Catalunya i escoltant els informes presentats per l'Intendent General de l'exèrcit borbònic José Patiño i pel botifler Francesc Ametller i Perer, enemic radical de Patiño i ben relacionat amb el Capità General Castel-Rodrigo. Finalment el Consell de Castella dictaminà la formació d'una simple Reial Audiència presidida pel Capità General militar, en lloc d'una Chancillería com les de Valladolid o Granada, que estaven presidides per un lletrat i tenien específiques facultats de govern.

### La Nova Planta absolutista de Mallorca
El 28 de novembre de 1715 es va sancionar el Reial Decret de 28-XI-1715 que fou comunicat per Reial Cèdula de 16-III-1716, pel qual s'establia la Reial Audiència de Mallorca. A Mallorca també quedà abolit el dret públic però no el dret privat mallorquí. L'Audiència de Mallorca fou causa de diverses dificultats d'implantació, havent-se d'emetre diverses reials resolucions amb posterioritat. Per la recaptació fiscal s'establí un Superintendent (Reial Decret de 6-XI-1717).
- Reial Audiència de Mallorca
  - Institució: Reial Decret de 28-XI-1715 / Reial Cèdula de 16-III-1716 / Reial Decret de 9-X-1716 / Reial Resolució d'11-XII-1717 / Reial Resolució de 20-XII-1717 / Reial Resolució de 6-IX-1718
  - Presidència: Presidida pel Capità General de Mallorca; en els afers estrictament judicials, ho era pel Regent.
  - Funcions:
  - Composició: Un Regent, cinc oïdors per als afers civils i criminals —en una sala—, un fiscal i un algutzir major, i era presidida per la primera autoritat militar.

### La Nova Planta absolutista de Catalunya
El 16 de gener de 1716 es va publicar el Reial Decret de 16-I-1716 que establia el nou sistema de govern absolutista, establint la Nova Planta de la Reial Audiència del Principat de Catalunya seguint el model castellà. El dret civil català, el dret penal i el processal —més severs els catalans que els castellans— quedaren restablerts per defecte en no pronunciar-se sobre aquests en el Reial Decret de 16-I-1716 i establir en l'article 42 que quedaven com a subsidiaris: «En tot allò que no estigui en els capítols precedents d'aquest decret, s'observen les constitucions que abans hi havia a Catalunya; entenent-se que són de nou establertes per aquest decret, i que tenen la mateixa força i vigor que l'individual manat per ell». Havent estat abolit el dret públic, la reial audiència quedava presidida pel Capità General de Catalunya, recolzat en aquells moments pel major exèrcit que mai hi havia hagut a Catalunya; el capità general recollia les atribucions dels antics virreis. En el govern local també s'aplicaren les lleis castellanes, quedant abolides les tradicionals vegueries, que foren substituïdes per dotze corregiments al capdavant dels quals hi havia un corregidor escollit pel rei, i es prohibia el sometent. Per defecte, es mantingué el Consolat de Mar i la jurisdicció que aquest exercia. El català fou substituït pel castellà, que des de llavors passava a ser oficial i obligatori a l'administració i a la judicatura.
- Reial Audiència del Principat de Catalunya
  - Institució: Reial Decret de 16-I-1716
  - Presidència: Presidida pel Capità General de Catalunya; en els afers estrictament judicials, ho era pel Regent.
  - Funcions: Òrgan de justícia territorial subordinat a les resolucions del Consell de Castella i òrgan de govern subordinat a nivell teòric al Capità General de Catalunya, però amb qui governa a través de l'assoliment del Reial Acord, formant una bicefàlia que originarà conflictes competencials.
  - Composició: 1 Regent, 10 oïdors per als afers civils —en dues sales— i 5 per als criminals —una sala—, 2 fiscals i 1 algutzir major.

### Legislació
- Reial Decret de 28-XI-1715: Establecimiento y planta de la Real Audiencia de Mallorca (Nov. Rec. l.V, t.X, l.I)
- Reial Decret de 9-X-1715 comunicat per Reial Cèdula de 16-I-1716: Establecimiento y nueva planta de la Real Audiencia de Cataluña (Nov. Rec. l.V, t.IX, l.I) (quart decret que afectava només a Catalunya es va dictar el 9-X-1715, despatxat per Reial Cèdula amb data de 16 gener de 1716)
- Reial Decret de 9-X-1716: Observancia en la Audiencia de Mallorca del ceremonial de la de Aragon en los asientos y despachos (Nov. Rec. l.V, t.X, l.II)
- Reial Decret de 6-XI-1717: Instrucciones sobre el conocimiento del Superintendente de Mallorca con inhibicion de la Real Audiencia; y casos en que esta debe conocer (Nov. Rec. l.V, t.X, l.III)
- Reial Resolució d'11-XII-1717: Declaracion de dudas acerca de los dispuesto sobre la nueva planta de la Audiencia de Mallorca (Nov. Rec. l.V, t.X, l.IV)
- Reial Resolució de 20-XII-1717: Declaracion de otras dudas acerca de los dispuesto sobre la nueva planta de la Audiencia de Mallorca (Nov. Rec. l.V, t.X, l.V)
- Reial Resolució de 6-IX-1718: Nuevos puntos resueltos respectivos á la planta de la Audiencia de Mallorca. (Nov. Rec. l.V, t.X, l.V)

## Supremacia del Reial i Suprem Consell de Castella
El mateix Consell de Castella ja havia denunciat durant el primer any de mandat de Felip V les accions que des del Despacho es feien per desprestigiar els consells, tot pretenent «desautorizar los consejos y tribunales para que nunca el nuevo Rey se governase por ellos». Els magistrats castellans li varen recordar el Reial Decret de 24-II-1701 en què Felip V s'havia compromès a governar amb els consells i n'invocaren un de més antic i contundent, el Reial Decret 24-I-1642, on Felip IV havia ordenat als consells que l'assessoressin encara que fos contrari al seu gust. I tampoc no s'estigueren de recordar-li com abans del Reial Decret de 24-II-1701 ja li havien advertit que «contener la propensión a la liberalidad de la Soberanía en los conzeles y límites de la razón, los Príncipes antiguos de España libraban las mercedes con consejo de ministros y prelados, de quienes confiaban sus aciertos», quedant a l'arbitri del monarca només allò relacionat amb la «utilidad pública».
Amb l'annexió dels estats de la Corona d'Aragó a la jurisdicció del Consell de Castella pel Reial Decret 15-VII-1707, aquest augmentà immediatament i amplià el seu àmbit territorial de competència, convertint-se també en òrgan de centralització política de la nova dinastia. Ratificant en el seu paper d'òrgan essencial de govern interior de la monarquia, el Consell de Castella fou l'escenari de lluita entre els partidaris i els enemics de la reforma. El 1708, de resultes d'una expulsió ordenada pel Consell de Castella sense consulta prèvia al monarca, Felip V exigí una clarificació, que li fou donada en un llarg informe on s'exposava també l'origen i progressos de la institució. Posteriorment Melchor Rafael de Macanaz refutà l'informe del Consell de Castella punt per punt. Respecte del punt essencial sobre la pretesa identitat sobirana del Consell amb el monarca, Macanaz sostenia que el Consell ni tenia capacitat per atribuir-se actes de sobirania, ni la seva jurisdicció era ordinària i suprema com la del monarca, sinó que tot el contrari, era derivada, delegada i dependent d'aquest. La sobirania, eix central de la refutació, no es podia compartir i tan sols corresponia al monarca.
El 10 de novembre de 1713, Orry i Macanaz intentaren donar un cop definitiu al Consell de Castella. Felip V sancionà el Reial Decret de 10-XI-1713, conjuntament amb una regla i pràctica de funcionament que disposava la Nova Planta del Consell de Castella. El Reial Decret de 10-XI-1713 modificava substancialment la seva estructura quedant suprimit el càrrec de President, abolint-se la Cambra del Consell, creant-hi un fiscal general i dos advocats generals que supervisarien l'activitat del Consell, i modificant-hi les sales. El Consell quedaria dividit en 5 sales presidides per 5 Presidents i 24 consellers togats, 1 fiscal general, 2 advocats generals i 2 substituts de fiscal, a part d'un nombre indeterminat de relators, escrivans, advocats, procuradors i altres buròcrates necessaris per al funcionament de la institució.
La primera sala —el Consell Plenari— la formarien els 5 presidents, els 24 consellers, el fiscal general, els 2 advocats generals i un secretari; a aquesta se li encomanava la protecció de les regalies de la Corona contra l'Església, el coneixement dels recursos i apel·lacions procedents de les Reials Audiències territorials, així com els judicis de mil y quinientas, les causes contra els Grans d'Espanya i primers ministres, els plets de Lesa Majestat i les relacions amb la Santa Seu Apostòlica en allò polític. La segona —Sala de Govern— la formarien els mateixos 5 presidents, 6 consellers, el Fiscal General, els 2 advocats generals i 4 secretaris que entrarien per torn al llarg de la setmana conforme a les matèries negociades; se li encomanarien l'ordre públic, obres públiques, comerç i assumptes de Gràcia i d'altres competències que abans tractava l'extinta Cambra. La tercera —Sala de Justícia— la formarien 2 presidents, 9 consellers, 1 dels advocats generals i un secretari; se li encomanarien les competències jurisdiccionals. La quarta —Sala de Província— tenia la mateixa composició que la tercera i se li encomanarien totes les apel·lacions i recursos en les matèries civils dels alcaldes de casa i cort. La cinquena —Sala del Criminal— la formarien 3 presidents, els 18 consellers de les sales de Justícia i Província, el fiscal general, els 2 advocats generals i 1 secretari; se li encomanarien totes les causes criminals que vinguessin d'apel·lació.
Pel Reial Decret 23-XII-1713 les Corts van ser centralitzades i es va dividir a Espanya en 21 províncies i intendencies, i seguidament se sancionà el Reial Decret 27-IV-1714 sobre la Nova Planta del Consell de Guerra. Finalment el Reial Decret 10-XI-1714 donà carta de naturalesa a les secretaries d'estat i al Despacho, que finalment era institucionalitzat oficialment com a òrgan de govern de la Monarquia. Per aquesta normativa el Consell d'Estat fou privat de totes les seves funcions. Però l'oposició interna fou forta i finalment el 1715 Felip V fou forçat a donar marxa enrere i derogar els Reials Decrets. El 9 juny 1715 s'al·legà que la Nova Planta havia originat confusió, i amb l'Auto de 9-VI-1715 es restablia la Planta del Reial i Suprem Consell de Castella, que es convertí en l'òrgan superior de la Monarquia Absoluta Borbònica, a manera de consell de govern. El President de Castella esdevingué la segona magistratura més important de tota la Monarquia, tan sols per darrere del monarca absolut. Fins als temps de Carles III, el càrrec fou vitalici i presidia les Corts Espanyoles úniques.
El 1721, i a proposta del capità general de València, es proposà que el sistema de corregidors militaritzats s'apliqués a Castella. La resposta del Consell de Castella fou duríssima i comissionà als seus fiscals perquè informessin negativament. El 17 de setembre de 1721 el projecte fou abandonat, evidenciant-se novament que la jurisdicció del Consell de Castella era infranquejable i, en paraules de Jean-Pierre Didieu (2005:498), esdevinguda sagrada per a la classe política.

### Legislació
- Reial Decret 10-XI-1713: Nueva planta del Consejo de Castilla, compuesta de cinco Salas
- Reial Decret 23-XII-1713
- Reial Decret 27-IV-1714: [Nueva planta del Consejo de Guerra]
- Reial Decret 10-XI-1714: Nueva planta de las Secretarías del Despacho; y establecimiento d'un Consejo de Gabinete, y un Intendente universal de Hacienda
- Reial Cèdula de 4-VIII-1715: s'anul·là el Reial Decret 10-XI-1713 pel que fa a Hisenda
- Reial Decret de 9-VI-1715: Restitución de la Cámara de Castilla (Nov. Rec. l.IV, t.IV, l.IV)
- Auto de 9-VI-1715: Reducese el Consejo à su antigua planta, con algunas declaraciones en el número de Ministros, i forma de su despacho (Nov. Rec. lib II, tit. IV, a.LXXI)
- Reial Decret de 22-VI-1715 Nueva planta de la Sala de Corte y sus Ministros
- Reial Decret 2-IV-1717: División del Despacho Universal en tres Secretarías; y asignacion de negocios á cada una.

## Nova Planta absolutista a la resta dels dominis del monarca borbònic
Els regnes castellans d'Índies també varen ser afectats per les reformes. Els tres primers decrets (1717 i 1718) van crear el Virregnat de Nova Granada, passen a abolir la encomienda i es modifica l'organització interna dels virregnats, governacions i capitanies generals. El 1719 es reforma el Consell d'Índies, que veu reduïda la seva actuació al que judicial, i suposa, de fet, la quasi abolició de les Lleis d'Índies: amb l'aplicació preferent del dret comú castellà, l'efecte de la desaparició dels privilegis jurídics dels indis en la societat virregnal és molt perjudicial per a aquestes comunitats, ara indefenses davant la pressió dels criolls. Encara que no relacionat amb els decrets de Nova Planta sinó per la pèrdua de calat del riu Guadalquivir, el 1707 es traslladà la Casa de la Contractació d'Índies i l'exclusivitat del comerç d'Índies a Cadis en detriment de Sevilla, exclusivitat que es mantingué fins al 1778, encara que la desaparició del dret d'estrangeria permet als comerciants de qualsevol procedència espanyola a realitzar expedicions comercials pròpies a Amèrica sense dependència de cap Asentador castellà. A Sardenya hi havia la Carta de Logu.

### Legislació
- 1717: Supressió del Consell d'Itàlia
- Reial Decret de 24-XI-1717: [Nueva planta de la Real Audiencia del Reyno de Zerdeña]
- Reial Cèdula de 16-II-1719: [Sobre la nueva planta de la Real Audiencia de Cerdeña]

## Sota la Nova Planta: la Monarquia Absoluta borbònica
Des de l'entronització de Felip V, el seu avi i els enviats francesos havien maldat per liquidar tot el règim polisinodial de la monarquia espanyola. Els Consells, base fonamental de la governació i l'administració durant el regnat de la Casa d'Àustria, havien estat sotmesos a un radical procés de transformació, essent abolits o bé marginats. Pel que fa als consells temàtics, el Consell d'Estat conservà una existència teòrica, per bé que tan sols reuní a consellers d'una manera honorífica. No estigué subjecte a reforma, però en no convocar-lo se sentencià el seu declivi, donant-se llargs períodes en els que el Consell d'Estat no realitzà absolutament res, i tota la política internacional recaigué en la Secretaria d'Estat. El Consell de Guerra quedà reduït a la funció d'administració de justícia, passant totes les seves competències a la Secretaria de Guerra. El Consell d'Hisenda es perdé en favor de la Secretaria d'Hisenda, i quedà com a remanent el Consell d'Inquisició. Dels consells territorials, el Consell de Flandes fou abolit el 1702, el Consell d'Aragó el 1707, i el Consell d'Itàlia ho seria el 1717. En el cas dels consells de Flandes i d'Itàlia, la derogació vingué donada per la pèrdua del sengles territoris durant la guerra, mentre que el Consell d'Aragó ho havia estat pel «dret de conquesta» i les seves competències havien estat traspassades al Consell de Castella. El Consell de Castella havia estat renovat en un 25% el 1706, durant una operació de neteja que expulsà al proclius a l'Arxiduc Carles d'Àustria. A partir del 1707 havia expandit la seva jurisdicció sobre l'extinta Corona d'Aragó. Cap dels altres Consells tingué la importància política que assolí el Consell de Castella. En el nou estatus absolutista de la Nova Planta els secretaris de despatx amb funcions executives i sotmesos a l'única supervisió del monarca esdevingueren l'eix central de govern. Els períodes d'incapacitat mental que afectaren al mateix Felip V i al seu fill Ferran VII. El segle xviii i els inicis del XIX esdevindran doncs el darrer període de la història caracteritzat pel govern en sistema de consells, adquirint protagonisme personatges com Campomanes o Jovellanos, fiscals d'aquests organisme al servei del despotisme il·lustrat de Carles III i Carles IV, que donaran la mesura que el Consell de Castella seguia essent el centre de poder de la Monarquia espanyola. Per contra a Navarra s'hi mantingueren les corts pròpies. A partir d'aleshores els representants dels antics estats de la Corona d'Aragó es reuniran en unes corts úniques i comunes a tot Espanya, excepte Navarra. Les reunions celebrades en el segle xviii, com Corts Generals del regne, només es van fer per fer les peticions que el rei desitjava i per jurar l'hereu del regne. Fou abolida tota la legislació constitucional aprovada en pactum a les Corts, i aquestes deixaren d'ésser l'òrgan legislatiu de l'estat; a partir d'aleshores la legislació i el dret foren creats només a través de Reials ordres i Reial decrets, desapareixent a poc a poc les Pragmàtiques Sancions. Desapareix el privilegi d'estrangeria -imposada en el decret aragonès-, que impedia, per exemple, que un castellà ocupés un càrrec a Aragó, o que un aragonès ho fes a Castella.

### Nova Planta: imposició d'un model polític
Amb aquests decrets es començà a configurar definitivament l'Estat Espanyol tal com el coneixem avui, com un estat unitari tant a efectes polítics com administratius, ja que fins a eixe moment Espanya només era un conjunt de diversos països en els quals, des dels reis Catòlics, regnava el mateix monarca. El següent moment i definitiu seria a la dècada de 1830, amb la creació de l'estat nació espanyol pel liberalisme centralista. L'Estat espanyol es va organitzar en Províncies governades per un Capità General i una audiència, que es van encarregar de l'administració. Per l'administració econòmica i financera es van establir les Intendències provincials, seguint el model francès, comportant l'aparició de la figura dels intendents. Pel Govern Central es van crear les secretaries d'Estat, origen dels actuals ministeris, que eren ocupades per funcionaris designats pel rei. El sistema de Consells dels reis Habsburgs fou abolit, excepte el Consejo de Castilla, que centralitzà el poder i on la Corona d'Aragó en conjunt tingué menys representació que Galícia, Astúries i Navarra per separat. Es crearen també unes Corts úniques per a tot el territori, amb seu a Madrid. Aquestes Corts remarcaven la unitat i el centralisme però no tenien poder davant el poder absolut del rei borbó. Aquests decrets prenen França com a model polític i alhora estableixen que aquests territoris passaran a ser regits segons les lleis i els costums de Castella; són conseqüència de la visió absolutista i centralista del monarca, prenent com a motiu el càstig a la Corona d'Aragó pel seu suport a l'Arxiduc Carles d'Àustria. Finalment, el règim polític-administratiu de la Vall d'Aran, pel que aquest territori no va ser incorporat a cap dels nous corregimientos en què es va dividir el Principat de Catalunya.

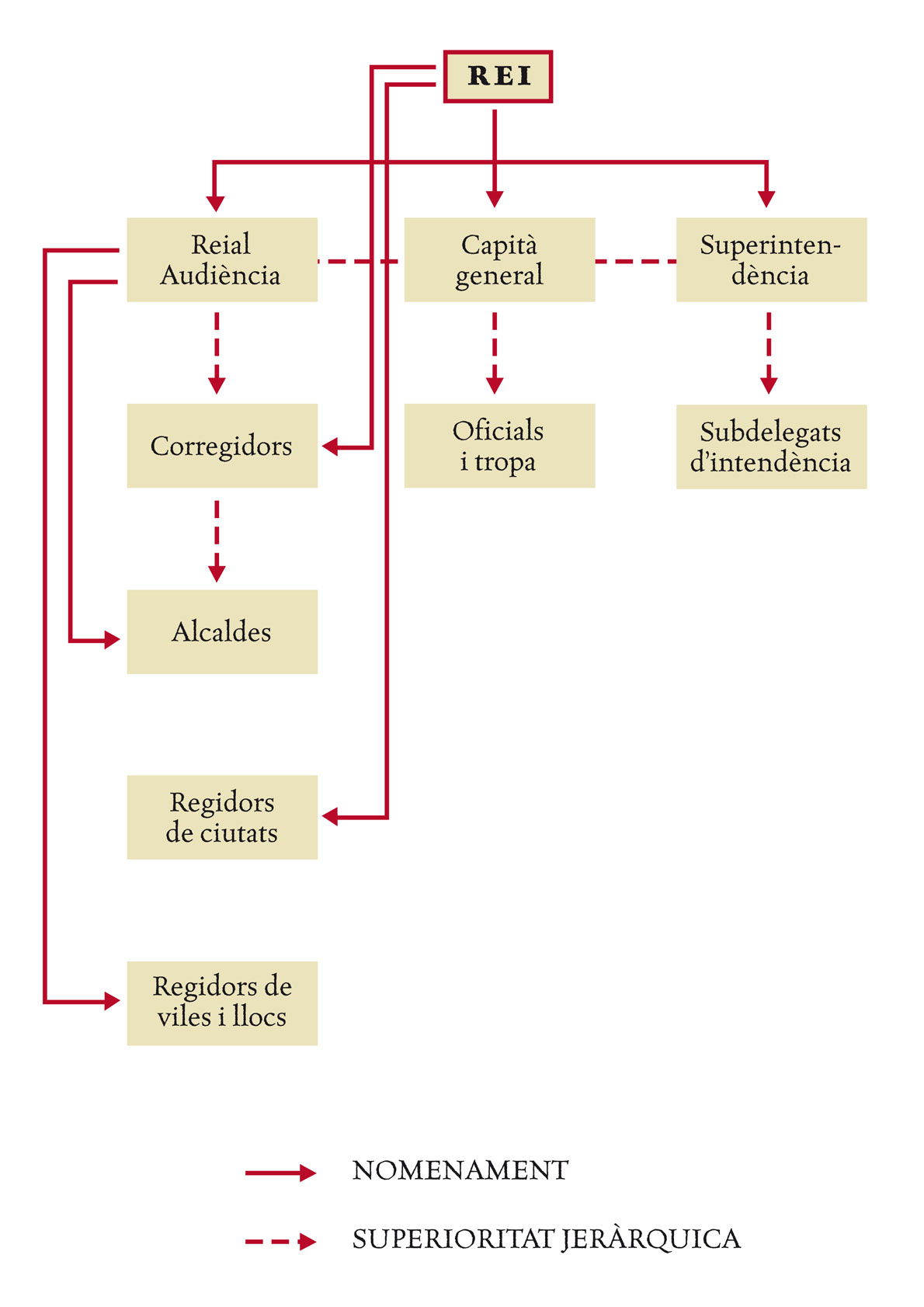
Esquema del sistema de govern borbònic basat en tres institucions polítiques: La nova Reial Audiència per fer complir les noves lleis, el Capità general que regia sobre el nombrós exèrcit que garantia l'ocupació, i el Superintendent que cobrava la gravosa fiscalitat que es va imposar als vençuts. Fins i tot els nomenaments més locals depenien directament de la monarquia.

- Implementació de l'Absolutisme borbònic a la Monarquia d'Espanya

- Centralització política: Assegurar el poder suprem del monarca borbònic per sobre de l'aristocràcia.
- Sotmetiment de l'Església i la Inquisició als interessos del monarca.
- Uniformització territorial i jurídica: Sotmetre a tots els seus súbdits a un mateix ordenament jurídic. Unificar els continguts del dret públic i del dret privat, és a dir, crear un corpus jurídic comú: això significa l'abolició dels furs i constitucions propis de cada territori, excepte feta del País Basc i Navarra que els mantindran com a premi a la seva fidelitat a Felip V. Homogeneïtzar els estaments socials en tots els territoris: els estaments diferenciats propis de cada territori són igualats per a constituir els tres estaments únics espanyols. Eliminar l'estatus d'estrangeria: això significa la «creació» d'una sola nacionalitat jurídica espanyola que no distingeix entre castellans, aragonesos, valencians, mallorquins, catalans i sards. Unificar les formes de govern en tots els territoris.

- Criteris d'aplicació

- Crear noves institucions de govern que responguin a aquesta nova organització: això significa la decadència del govern per Consells -règim polisinodial- i l'aparació del govern per ministres.
- Creació d'organismes paral·lels de poder. El Despacho substituí el Consell d'Estat i posteriorment es crearen les altres secretaries. La Tresoreria Major de Guerra era un organisme paral·lel a la Tresoreria General, a la que anà substituint.
- Mantenir les divisions, institucions i noms tradicionals. D'aquesta manera, per exemple, encara que el Consell d'Índies mantingui el seu nom, aquest passarà a ser de fet únicament un Tribunal Suprem per als plets d'Índies quan les Lleis d'Índies entrin en conflicte amb el dret comú castellà, mentre que la majoria de les seves funcions anteriors passen a ser responsabilitat de la secretaria d'Estat d'Índies.
- Realitzar els menys canvis legislatius possibles. Per això es reformen fonamentalment les Reials Audiències i s'adopta el Fuero Juzgo i les Siete Partidas com a base, de manera que el Dret castellà passa a ser el Dret comú espanyol.

Una vegada aplicada aquesta sèrie de decrets els territoris de la Corona d'Aragó queden unificats jurídica i estructuralment a la Corona de Castella. Això suposà: 
- La desaparició dels antics regnes (excepte el de Navarra) i el naixement de les províncies a la Península i la generalització i la reorganització interna dels virregnats, governacions i capitanies generals a Amèrica.
- També el govern i la hisenda del Regne quedaren unificats (llevat de les excepcions que Felip V va voler mantenir per bascos, navarresos i aranesos).
- Que el Consell de Castella (només «de Castella» al nom) passa a assumir totes les tasques de govern (excepte a Navarra) i, amb el temps, serà origen del consell de secretaris (de ministres). La resta de consells veuen reduïda la seva tasca a aspectes judicials i se'ls treuen les atribucions governatives en benefici de les secretaries d'Estat.
- Oficialment, la creació d'unes noves Corts espanyoles seguint el model representatiu de Castella, a les quals se sumen com a representants minoritaris els d'Aragó, València, Catalunya i Mallorca.
- L'aplicació d'un sol dret comú per a tots els súbdits amb la consegüent anul·lació d'usos i costums i de drets particulars (sempre que entrin en conflicte amb la legislació comuna) i la unificació del dret processal a l'ús castellà.
- L'aplicació d'una sola llengua administrativa, el castellà, amb la consegüent anul·lació de les llengües pròpies usades fins aleshores. Aquesta mesura té excepcions en algunes institucions locals catalanes i valencianes (per exemple, el Tribunal de les Aigües de València) i en la Sala de Biscaia de la Reial Cancelleria de Valladolid.

### Nova Planta: imposició d'una llengua

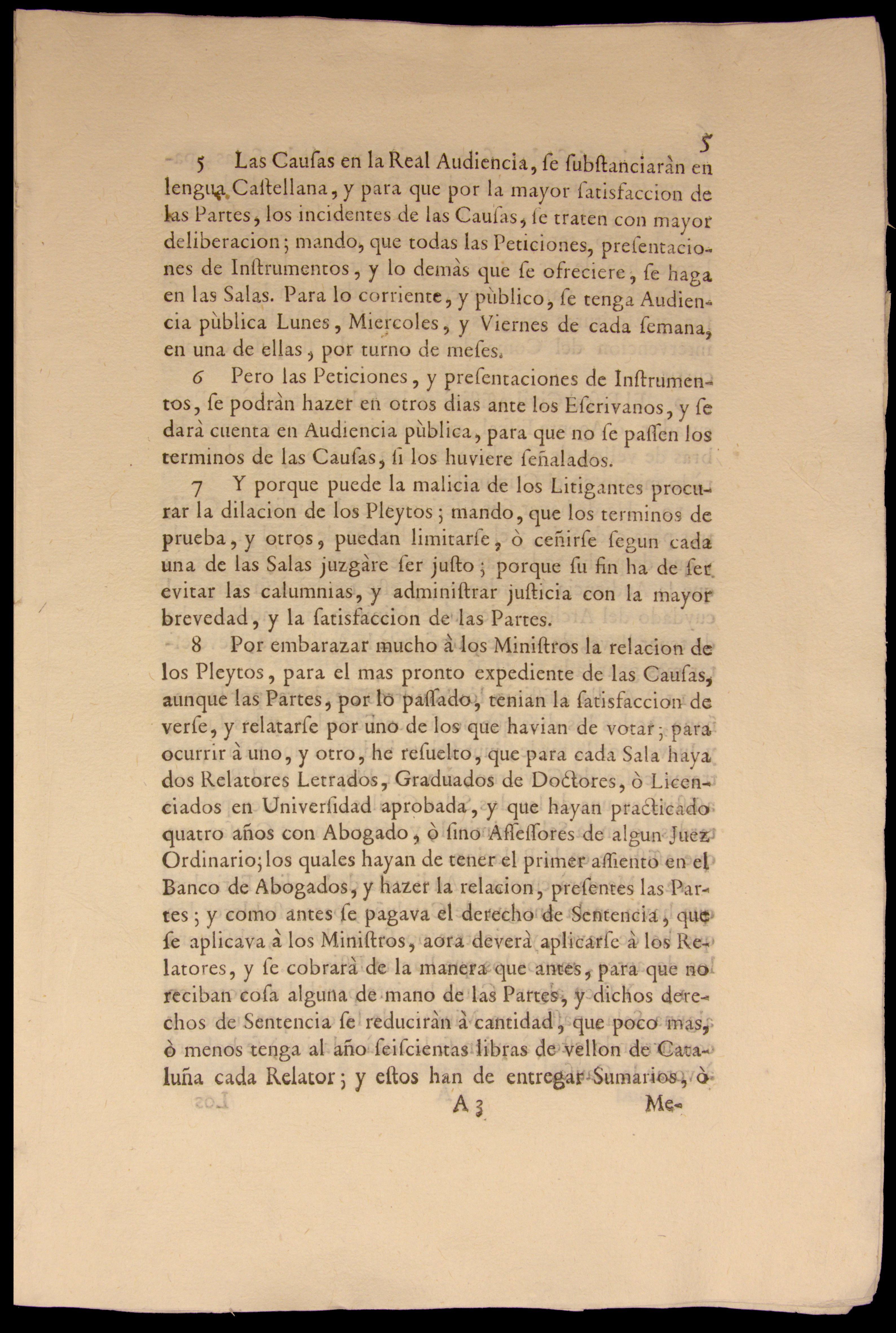
El cinquè punt del decret sobre el Principat diu: «5. Les causes a la Reial Audiència se substanciaran en llengua castellana […]»

El Decret de Nova Planta imposa que a la Reial Audiència de Catalunya, l'única institució de govern i de justícia, exclusivament s'hi utilitzaria com a llengua el castellà, prohibint d'aquesta manera l'ús de la llengua catalana a la màxima institució de Catalunya: «Les causes a la Real Audiència se substanciaran en llengua castellana». Instrucció secreta redactada per l'Abad de Vivanco, secretari del Consejo de Castilla, adreçada als corregidors de Catalunya: «Posarà els més grans esforços per a introduir la llengua Castellana, amb la finalitat de donar les providències més temperades, i dissimulades perquè s'aconsegueixi l'efecte sense que es notin els esforços.» Les cinc universitats catalanes havien estat suprimides com una mesura de càstig, perquè la demanda d'universitats de proximitat era molt forta i tot allunyament un càstig durament sentit, i es va crear la nova Universitat de Cervera.
Patiño fou un dels que va aconsellar el monarca sobre la qüestió abans de decretar la Nova Planta: 
| «                    | […] con la sola diferencia, que como antes todo lo Judicial se actuaba en Lengua Catalana, se escriba en adelante en Idioma Castellano, o Latín, como ya así la Real Junta lo practica; pues se lograrà la inteligencia de cualesquiera Jueces Españoles, sin haber de estudiar en lo inusitado de la Lengua de este País [...] | » |
| — José Patiño, 1715. | |   |

 (és a dir: «…amb la única diferència que, així com abans totes les actuacions judicials es feien en llengua catalana, d'ara endavant s'escrigui en idioma castellà, o en llatí, tal com ja ho fa la Real Junta, i així s'aconseguirà que ho entengui qualsevol jutge espanyol sense haver d'estudiar les estranyeses de la llengua d'aquest país…»)
Altres parers eren fins i tot més extremistes, com el del foraster bisbe de Sogorb que ras i curt recomanava prohibir l'ús social de la llengua catalana:
| « | […] se guarden las Leyes de Castilla, en lo civil y criminal, mientras su magestad no las haga universales como parece conveniente, y lleguemos a aquella máxima tan conveniente, como impugnada; de Un Rey, una Ley, y una moneda; a que se puede añadir, y una Lengua, por lo que se podría prohibir el uso de otra que la Castellana. | » |
| — | |   |

 (que en català seria: «…s'apliquin les lleis de Castella, en allò civil i en allò criminal, mentre Sa Magestat no les faci universals com sembla convenient, i arribem a aquella màxima tan necessària com impugnada d'"un rei, una llei i una moneda", a la que s'hi pot afegir "i una llengua", de manera que es podria prohibir l'ús de cap altra que no sigui la castellana…»)

### Nova Planta: institucions
La Nova Planta de la Reial Audiència d'Aragó fou establerta pel Reial Decret de 3 d'abril de 1711, la de Catalunya a través del Reial Decret de 16 d gener de 1716, la de Mallorca mitjançant el Reial Decret de 28 de novembre de 1715, mentre que la inicial Chancilleria de Valencia consagrada en el Decret de 29 de juny 1707, fou reduïda a simple Audiencia el 1716 per les friccions existents amb la Capitania General.
- Les que existien amb anterioritat
  - Reial Audiència i Cancelleria de Valladolid (1371).
  - Reial Audiència i Cancelleria de Granada (1505) -abans Reial Audiència i Cancelleria de Ciudad Real (1494)-.

Les altres Reials Audiències sorgides posteriorment no estaven presidides per un Canceller i no tenien competències de govern.
- Reial Audiència de Galícia, creada a partir de la Governació de Galícia.
- Reial Audiència de Sevilla (1525).
- Reial Audiència de Canàries (1526).
- Reial Audiència d'Astúries (1717).

- Les que reberen Nova Planta
  - Reial Audiència d'Aragó
  - Reial Audiència de València
  - Reial Audiència de Mallorca
  - Reial Audiència del Principat de Catalunya

- Capitania General
- Reial Acord

### Nova Planta: la Hisenda
El sistema fiscal s'organitzà sobre la base dels impostos de les rendes provincials, rendes generals sobre el tràfic de mercaderies, monopoli del tabac, monopoli de la sal i gràcies eclesiàstiques. Per organitzar la recaptació el territori fou dividit en 21 províncies sota la responsabilitat d'un Intendent, que esdevenia també el corregiment de la capital de província, essent dependent de la Secretaria d'Estat i no del Consell d'Hisenda, que quedava definitivament marginat. S'aconseguia així també evitar la jurisdicció de la Cambra de Castella, que restablerta el 1715 tenia àmplia jurisdicció en matèria de contenciós fiscal, i de les Reials Audiències, antenes locals del Consell de Castella, que perdien així la competència de nomenar els corregidors de les capitals, perquè els Intendents serien nomenats per la «vía reservada», és a dir, per la Secretaria de Guerra o d'Hisenda, segons la capital fos, o no, seu de capitania general.
El tresor públic passà a ser administrat per una superintendència de l'exèrcit. Aquesta començà a confiscar totes les propietats dels anteriors organisme de govern de Catalunya, així com dels particulars que havien donar suport a la causa austríaca. Posteriorment l'Intendent José Patiño va establir un nou impost, el cadastre, que gravava en funció de les propietats de cadascú i tributaven els beneficis del treball, el comerç i la indústria.

### Nova Planta: Inquisició
Les tesis gal·licanes sobre el poder limitat de la Santa Seu foren sostingudes per Lluís XIV per assegurar la primacia de la corona i controlar en termes absoluts tant a l'Església com l'Estat. Ho estimant que aquella formava part d'aquest i que per tant havia d'estar sotmesa als dictats del monarca. Aquestes tesis influïren decisivament en la instrumentalització política que l'absolutisme borbònic feu de la Inquisició. Aquest voluntat de control el Sant Ofici i sotmetre'ls al poder absolut del monarca ja es posà de manifest quan ja el 3 de novembre de 1704 es volgué imposar sobre l'autoritat de l'Inquisidor ordenant que el Froilán Díaz, que havia estat confessor de Carles II i li havia practicat diversos exorcismes, fos alliberat.

## Significació dels Decrets de Nova Planta
L'aixecament dels estats de la Corona d'Aragó entre el 1705 i el 1706 en favor del pretendent a la corona espanyola Carles d'Àustria fou interpretada pel monarca borbònic com un delicte de rebel·lió contra el jurament de fidelitat que li havien prestat i li devien. Pels estats de la Corona d'Aragó l'aixecament es justificava per l'incompliment reial del pactum constitucional. Els Decrets de Nova Planta van tenir allí la finalitat de castigar els que s'havien alineat en contra del rei Felip V de Castella al·ludint al «dret de conquesta» com se cita en aquells decrets. A partir d'aquell moment ambdós regnes passaren a ser governats directament per una institució estrangera, el Consell de Castella, en règim d'ocupació militar sota l'administració d'un capità general, i amb un ordenament jurídic i règim polític que ja no era el propi sinó s'imposà la uniformitat castellana. Els funcionaris es van començar a nomenar des de Madrid, el valencià hi va ser prohibit com a llengua de l'administració, de l'ensenyament i de la predicació. A diferència d'altres territoris de la Corona d'Aragó, en el cas valencià, es va abolir fins i tot el dret civil. L'Aragó també va perdre les seues lleis, i la llengua, l'aragonès, per bé que aleshores ja es trobava en un avançat procés d'assimilació pel castellà. Tot plegat suposà la pèrdua de la capacitat legislativa i del control econòmic, fiscal, judicial, duaner i monetari propi i la dependència dels aparells polítics castellans, a banda que s'imposà l'autoritat reial, per damunt de la legal. S'implantà una nova divisió administrativa en corregiments i els nomenaments passaren a ser potestat del monarca.
Els Decrets de Nova Planta tingueren en comú la desaparició del que caracteritzava l'estructura de la Corona d'Aragó, primer, i la Monarquia Hispànica, després, és a dir, la monarquia composta: un rei regnant sobre diferents regnes, atès que aquests regnes desaparegueren sotmesos a les institucions, lleis i autoritats d'un d'ells, el de Castella, per bé que no nominalment continuaren existint. Amb els Decrets de Nova Planta també desaparegué el que caracteritzava el sistema de relacions polítiques: la sobirania compartida entre la monarquia i els estaments, exercida a través de les Corts i de l'aplicació de les Constitucions i privilegis, fins i tot en el cas del Regne de Mallorca, en què el Gran i General Consell tenia competències pròpies de les Corts que aquest regne no tenia. Els Decrets de Nova Planta suposaren la mort jurídica dels territoris de la Corona d'Aragó com a entitats amb personalitat pròpia. En resum, com a resultat dels decrets, els antics regnes de la Corona d'Aragó, van perdre les seves institucions polítiques i administratives tot i que, llevat València, van mantenir el seu dret privat propi. Aquest uniformisme però fou imperfecte perquè a Castella no s'imposà el cadastre i a Catalunya es mantingué l'exempció de quintes. Les corts pròpies van ser dissoltes i es va concedir a algunes poblacions el dret d'assistir a les corts castellanes, que es converteixen en corts comunes a tot Espanya, excepte Navarra, que va mantenir les seves corts reals fins a 1841. En 1709 van assistir a les Corts representants d'Aragó i València, i a les de 1724, també van assistir representants de Catalunya. Es van modificar els mecanismes d'elecció dels governs municipals adaptant-los a les normes de Castella. Els municipis importants van passar a ser regits per un corregidor, i els cabildos locals per un regidor, que a Aragó van passar a ser hereditaris, de manera que, a finals del segle xviii gairebé tots els càrrecs estaven ocupats per membres de la noblesa. Els Battles locals, que ajudaven els regidors, eren nomenats cada any per l'Audiència.
Les conseqüències legals tingueren importància fins i tot al segle xxi, quan en una sentència del Tribunal Constitucional es remeté als Decrets per a justificar l'eliminació de cap possibilitat d'establiment del dret civil valencià.

### L'inici de l'Estat nació espanyol
Partint del pòsit polític del Comte-duc d'Olivares i l'absolutisme d'en Felip V, l'assimilació de la Corona d'Aragó per la Corona castellana mitjançant els Decrets de Nova planta fou el primer pas en la creació de l'estat nació espanyol. I com altres estats nació europeus en formació, tampoc fou sobre una base ètnica uniforme, sinó mitjançant la imposició de les característiques polítiques i culturals de l'ètnia dominant, en aquest cas la castellana, sobre les de les altres ètnies, esdevingues minories nacionals a assimilar mitjançant polítiques nacionalistes al llarg dels segles, a vegades molt agressives.

## Austriacisme persistent

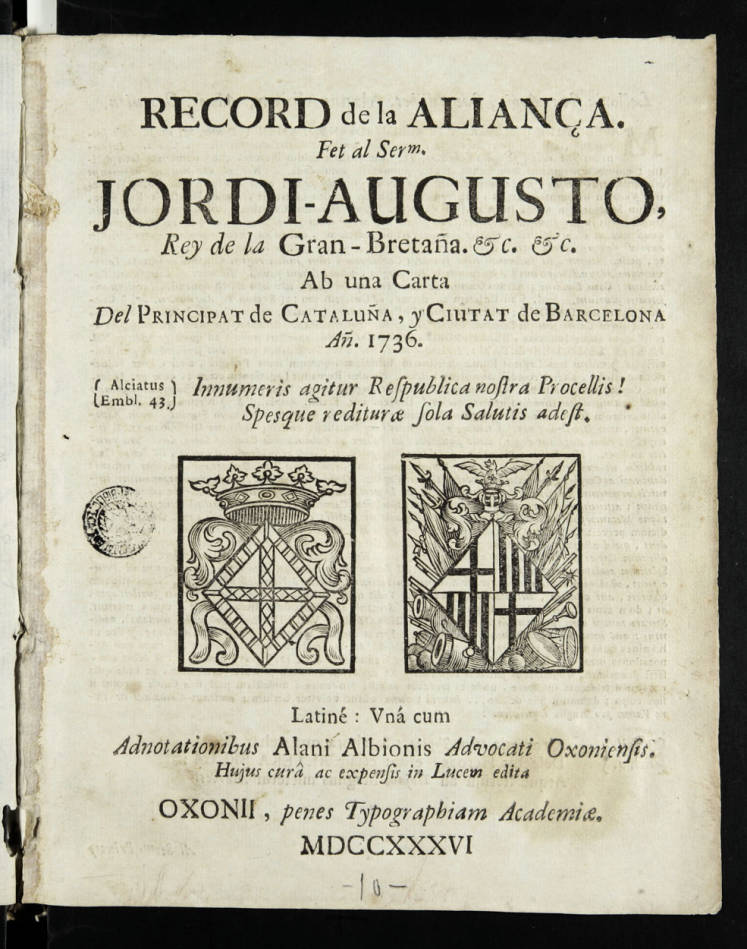
Record de l'Aliança, publicat el 1736, el «22º any de la nostra esclavitud».

El 1719, en el marc de la Guerra de la Quàdruple Aliança, el coronel Pere Joan Barceló i Anguera «el Carrasquet» cabdellà diverses partides de miquelets per intentar provocar un sollevament general a Catalunya, però el 1725 es firmà el Tractat de Viena que reconeixia l'statu quo d'Utrecht i Rastatt. Malgrat això la implicació de Felip V en la Guerra de Successió de Polònia (1733-1738) degut als Pactes de Família borbònics desencadenà les esperances dels austriacistes per a recuperar la «Llibertat de Catalunya» i es publicà l'opuscle Via fora els adormits. Aquest és una crida a la defensa de les llibertats arrabassades el 1714 i a la reclamació dels territoris cedits a França per la Pau dels Pirineus, i reivindica la creació d'un domini català que amb utilitat de l'Europa pot reviure, o bé la creació d'una república lliure de Catalunya. El 1736, el «22º any de la nostra esclavitud», sortia publicat un altre opúscle titulat Record de l'Aliança, un missatge dels catalans adreçat al rei Jordi I d'Anglaterra, desafeccionat, però encara aliat segons el pacte de Gènova de 1705, on es recorda a Anglaterra l'aliança pactada per la llibertat de Catalunya i de tota la monarquia d'Espanya, i demana que sigui reactualitzada i proposa com a alternativa la creació d'una Republica Libera de Cathalunya. Inclús des de les mateixes files borbòniques, el 1760 els diputats representants de les capitals de l'extinta Corona d'Aragó (Saragossa, València, la ciutat de Mallorca i Barcelona) presentaren conjuntament la Representació de Greuges (Memorial de Greuges) aprofitant les úniques Corts que va convocar Carles III d'Espanya. El memorial contenia una denúncia de diversos crítiques a la política borbònica, sobretot al monopoli del poder pel Consell de Castella i els castellans a la Corona d'Aragó, i la impossibilitat dels súbdits d'aquesta d'accedir als càrrecs de Castella. Per això feien una defensa i exaltació dels aspectes positius del sistema anterior a la Nova Planta i de la seva justícia, i reclamaven la igualtat de representació entre els regnes, contra la discriminació de la Corona d'Aragó. Hi eren importants les referències a la discriminació dels catalanoparlants i als inconvenients que els funcionaris castellans no sabessin el català. En contraposició a aquestes reivindicacions, en aquelles Corts els representants de la capital històrica de Castella, Burgos, exigiren que els representants de la Corona d'Aragó seguessin a la darrera fila, darrere de tots i separats dels de Castella.